# 北見市

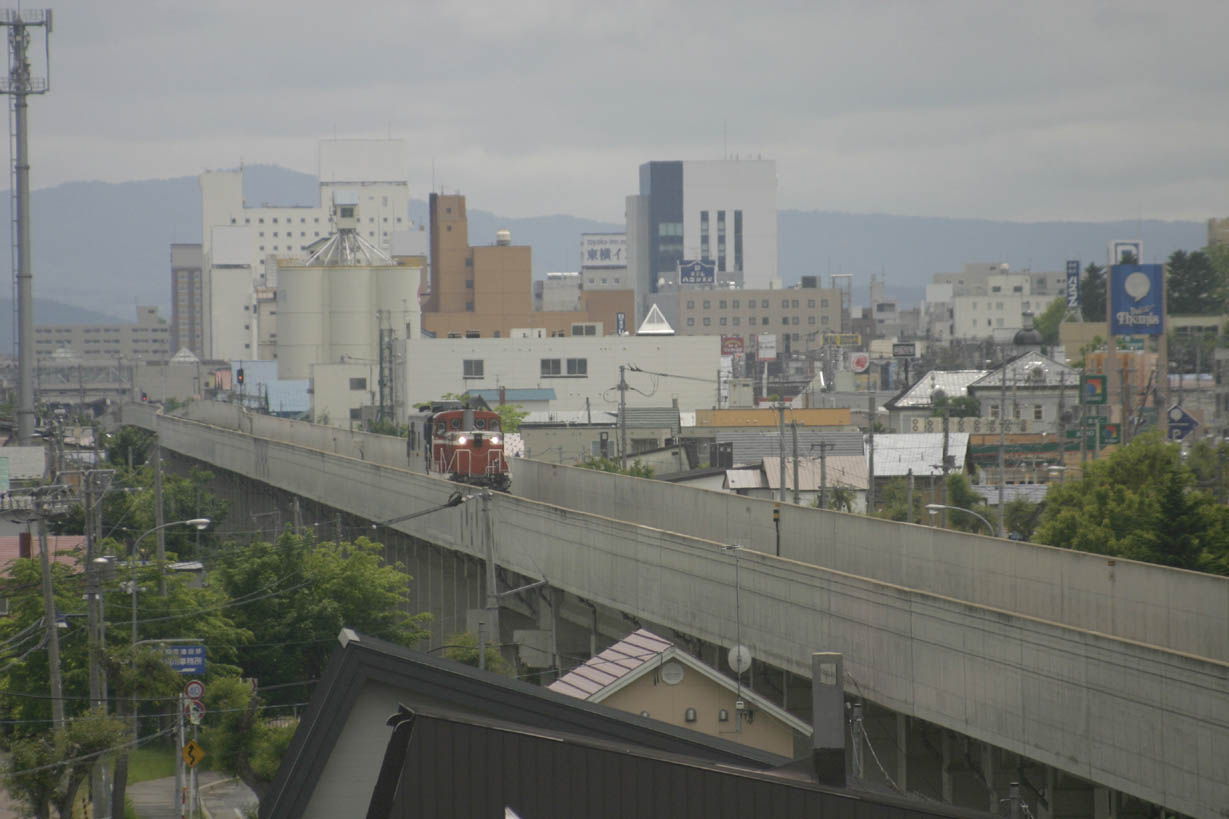
北見市の中心部の市街地

北見市（きたみし）は、北海道東部に位置する市。オホーツク総合振興局の中核都市。
オホーツク海沿岸から石北峠まで東西約110キロメートル（km）に広がっており、北方領土内を除く国内の地方公共団体では4番目、北海道内では1番の広さを誇る。

## 概要

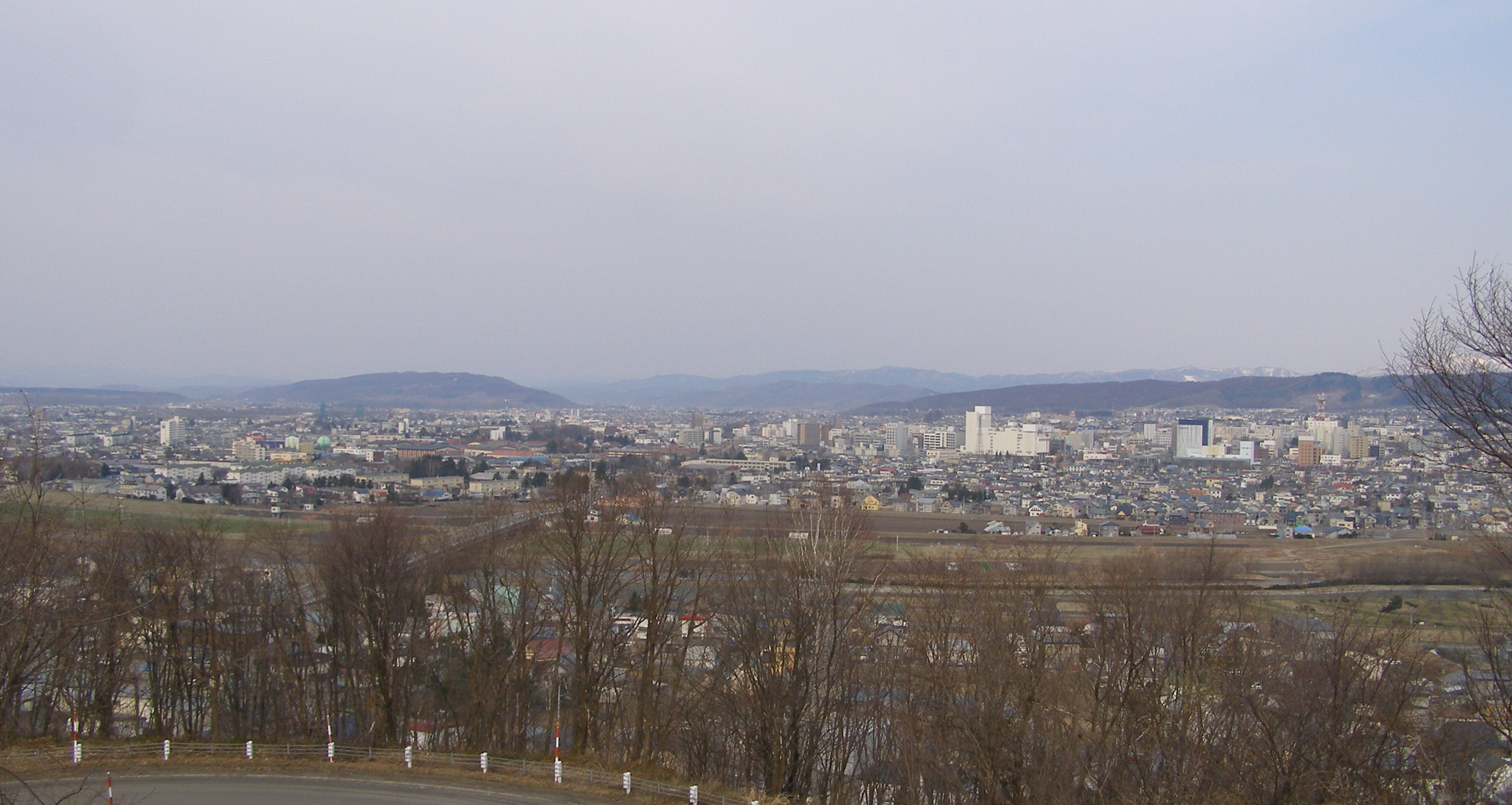
北見市街（2011年4月）

現在の市域は2006年（平成18年）の合併で旧北見市が端野町・常呂町・留辺蘂町と新設合併し成立したものである。旧北見市は商工業・サービス業、端野町は農業、常呂町は漁業・農業、留辺蘂町は林業・温泉を中心に発展した。
玉ねぎの生産量・出荷量、白花豆の生産量が日本一となっており、ホタテ漁が盛んで「ホタテ養殖発祥の地」にもなっている。また、ピアソン記念館やワッカ原生花園、常呂遺跡を含む「オホーツク沿岸の古代遺跡群」は「北海道遺産」に、「北見のハッカとハーブ」は環境省による「かおり風景100選」に選定されている。留辺蘂のつつじ山に自生しているエゾムラサキツツジは日本随一となるツツジの名所で「北海道指定天然記念物」になっている。
スポーツ合宿の誘致に積極的に取り組んでおり、夏はラグビー・陸上競技・野球、冬はスキーなどで北見を訪れている。
また、旧常呂町はカーリングの町として知られ、カーリング専用施設（アドヴィックス常呂カーリングホール）があり、住民らによるカーリングチームとリーグ戦もあり、多くのカーリングの五輪日本代表選手も輩出している。2018年に平昌オリンピックで日本のカーリング史上初の銅メダル、2022年の北京オリンピックでは前回の記録を破って銀メダルを獲得したロコ・ソラーレ（LS北見）も常呂を拠点としている。
また、人口に対する焼き肉店の割合が2018年時点で道内最多である。

## 市名の由来
「北見」の名称は旧北見市が1942年（昭和17年）に市制施行するにあたり、旧称の「野付牛（のつけうし）」から改称された。この名称は当市が所在する令制国である北見国の中央に位置し、商工業の中心をなしているために命名された、とされている。
「野付牛」はもともと北見盆地で最初に開拓がはじまった端野地区のアイヌ語名「ヌㇷ゚ケㇱ（nup-kes）」（野の・末端）に字を当てたことに由来する。現市街付近はアイヌ語では常呂川と無加川の分岐点を表した「ペテウコピ（peteukopi）」（川がそこで互いに捨て去るところ）の名称であったが、後年役場や警察分署が置かれたことにより、野付牛の名称は現市街を指す名称となった。
なお、端野の名称も先述の「ヌㇷ゚ケㇱ」を意訳したものである。

## 地理

北見市中心部周辺の空中写真。2015年7月17日撮影の32枚を合成作成。
。

北見市は北海道東部の東大雪山系三国山を源流とする常呂川・無加川流域に位置し、北見盆地を経てオホーツク海に至る東西110 kmある市域となっている。常呂自治区はオホーツク海とサロマ湖に面し網走国定公園となっており、砂嘴に広がるワッカ原生花園は「北海道遺産」に選ばれている。

### 地形
主な山
- 武華山（1,759 m）
- 三国山（1,541 m）
- 北見富士（1,291 m）
- 仁頃山（829 m）
- 佐呂間山（515m）
- 常呂山（481m）
- イワケシ山 （425m）

#### 河川
主な川
- 常呂川
- 訓子府川
- 無加川
- 仁頃川
- 小町川

#### 湖沼
主な湖
- サロマ湖
- 富里湖（富里ダム）

#### 植生
- 原生花園：ワッカ原生花園

### 人口
| |                                        |  |
| 北見市と全国の年齢別人口分布（2005年） | 北見市の年齢・男女別人口分布（2005年） |  |
| ■紫色 ― 北見市 ■緑色 ― 日本全国 | ■青色 ― 男性 ■赤色 ― 女性              |  |
| 北見市（に相当する地域）の人口の推移 \| 1970年（昭和45年） \| 112,306人 \| \| \| 1975年（昭和50年） \| 118,181人 \| \| \| 1980年（昭和55年） \| 128,229人 \| \| \| 1985年（昭和60年） \| 131,573人 \| \| \| 1990年（平成2年） \| 129,725人 \| \| \| 1995年（平成7年） \| 131,544人 \| \| \| 2000年（平成12年） \| 132,125人 \| \| \| 2005年（平成17年） \| 129,365人 \| \| \| 2010年（平成22年） \| 125,628人 \| \| \| 2015年（平成27年） \| 121,226人 \| \| \| 2020年（令和2年） \| 115,480人 \| \| |                                        |  |
| 総務省統計局 国勢調査より |                                        |  |
| 1970年（昭和45年） | 112,306人                              |  |
| 1975年（昭和50年） | 118,181人                              |  |
| 1980年（昭和55年） | 128,229人                              |  |
| 1985年（昭和60年） | 131,573人                              |  |
| 1990年（平成2年） | 129,725人                              |  |
| 1995年（平成7年） | 131,544人                              |  |
| 2000年（平成12年） | 132,125人                              |  |
| 2005年（平成17年） | 129,365人                              |  |
| 2010年（平成22年） | 125,628人                              |  |
| 2015年（平成27年） | 121,226人                              |  |
| 2020年（令和2年） | 115,480人                              |  |

### 隣接する自治体
オホーツク総合振興局
網走市
常呂郡置戸町
常呂郡訓子府町
常呂郡佐呂間町
網走郡大空町
網走郡津別町
網走郡美幌町
紋別郡遠軽町
紋別郡湧別町
上川総合振興局
上川郡上川町
十勝総合振興局
河東郡上士幌町

## 気候
オホーツク海気候に属し、梅雨や台風の影響を受けることは少なく、北海道内では温和な気候となっている。気温は年間を通して寒暖差が大きく、冬季には-25℃まで冷え込むが夏季には35℃前後となることもある。降水量は年間約800 mm、平均最深降雪量は71 cmと北海道内では比較的少ない地域となっている。網走地方気象台による気象の細分地域は北見市常呂が網走地方西部、それ以外の地域が北見地方となっており、地震情報の地域は北見地方に区分されている。
| 北見（1991年 - 2020年） の気候                                | 北見（1991年 - 2020年） の気候 | 北見（1991年 - 2020年） の気候 | 北見（1991年 - 2020年） の気候 | 北見（1991年 - 2020年） の気候 | 北見（1991年 - 2020年） の気候 | 北見（1991年 - 2020年） の気候 | 北見（1991年 - 2020年） の気候 | 北見（1991年 - 2020年） の気候 | 北見（1991年 - 2020年） の気候 | 北見（1991年 - 2020年） の気候 | 北見（1991年 - 2020年） の気候 | 北見（1991年 - 2020年） の気候 | 北見（1991年 - 2020年） の気候 |
| 月                                                            | 1月                            | 2月                            | 3月                            | 4月                            | 5月                            | 6月                            | 7月                            | 8月                            | 9月                            | 10月                           | 11月                           | 12月                           | 年                             |
| ------------------------------------------------------------- | ------------------------------ | ------------------------------ | ------------------------------ | ------------------------------ | ------------------------------ | ------------------------------ | ------------------------------ | ------------------------------ | ------------------------------ | ------------------------------ | ------------------------------ | ------------------------------ | ------------------------------ |
| 最高気温記録 °C （°F）                                        | 8.0 (46.4)                     | 13.4 (56.1)                    | 17.1 (62.8)                    | 32.2 (90)                      | 38.1 (100.6)                   | 37.2 (99)                      | 39.0 (102.2)                   | 37.1 (98.8)                    | 32.7 (90.9)                    | 30.3 (86.5)                    | 22.0 (71.6)                    | 14.5 (58.1)                    | 39.0 (102.2)                   |
| 平均最高気温 °C （°F）                                        | −2.6 (27.3)                    | −1.6 (29.1)                    | 3.3 (37.9)                     | 11.1 (52)                      | 17.8 (64)                      | 21.3 (70.3)                    | 24.6 (76.3)                    | 25.4 (77.7)                    | 21.7 (71.1)                    | 15.5 (59.9)                    | 7.6 (45.7)                     | 0.0 (32)                       | 12.0 (53.6)                    |
| 日平均気温 °C （°F）                                          | −8.0 (17.6)                    | −7.4 (18.7)                    | −1.9 (28.6)                    | 5.1 (41.2)                     | 11.2 (52.2)                    | 15.4 (59.7)                    | 19.1 (66.4)                    | 20.2 (68.4)                    | 16.2 (61.2)                    | 9.5 (49.1)                     | 2.4 (36.3)                     | −5.1 (22.8)                    | 6.4 (43.5)                     |
| 平均最低気温 °C （°F）                                        | −14.2 (6.4)                    | −14 (7)                        | −7.6 (18.3)                    | −0.6 (30.9)                    | 5.2 (41.4)                     | 10.3 (50.5)                    | 14.7 (58.5)                    | 15.9 (60.6)                    | 11.3 (52.3)                    | 3.9 (39)                       | −2.6 (27.3)                    | −10.8 (12.6)                   | 1.0 (33.8)                     |
| 最低気温記録 °C （°F）                                        | −30.1 (−22.2)                  | −30.9 (−23.6)                  | −24.3 (−11.7)                  | −14 (7)                        | −4.8 (23.4)                    | −0.9 (30.4)                    | 3.4 (38.1)                     | 6.3 (43.3)                     | 0.3 (32.5)                     | −5.7 (21.7)                    | −16.3 (2.7)                    | −24.6 (−12.3)                  | −30.9 (−23.6)                  |
| 降水量 mm （inch）                                            | 39.3 (1.547)                   | 29.0 (1.142)                   | 35.1 (1.382)                   | 45.0 (1.772)                   | 56.2 (2.213)                   | 66.2 (2.606)                   | 94.5 (3.72)                    | 128.9 (5.075)                  | 111.8 (4.402)                  | 77.2 (3.039)                   | 40.3 (1.587)                   | 51.3 (2.02)                    | 774.8 (30.504)                 |
| 降雪量 cm （inch）                                            | 109 (42.9)                     | 85 (33.5)                      | 81 (31.9)                      | 26 (10.2)                      | 1 (0.4)                        | 0 (0)                          | 0 (0)                          | 0 (0)                          | 0 (0)                          | 0 (0)                          | 16 (6.3)                       | 92 (36.2)                      | 414 (163)                      |
| 平均月間日照時間                                              | 106.1                          | 119.5                          | 157.6                          | 165.5                          | 174.9                          | 157.2                          | 153.4                          | 148.5                          | 148.0                          | 153.8                          | 126.8                          | 112.9                          | 1,724.3                        |
| 出典1：理科年表                                               |                                |                                |                                |                                |                                |                                |                                |                                |                                |                                |                                |                                |                                |
| 出典2：気象庁（平均値：1991年 - 2020年、極値：1976年 - 現在） |                                |                                |                                |                                |                                |                                |                                |                                |                                |                                |                                |                                |                                |

| 常呂（1991年 - 2020年） の気候                                | 常呂（1991年 - 2020年） の気候 | 常呂（1991年 - 2020年） の気候 | 常呂（1991年 - 2020年） の気候 | 常呂（1991年 - 2020年） の気候 | 常呂（1991年 - 2020年） の気候 | 常呂（1991年 - 2020年） の気候 | 常呂（1991年 - 2020年） の気候 | 常呂（1991年 - 2020年） の気候 | 常呂（1991年 - 2020年） の気候 | 常呂（1991年 - 2020年） の気候 | 常呂（1991年 - 2020年） の気候 | 常呂（1991年 - 2020年） の気候 | 常呂（1991年 - 2020年） の気候 |
| 月                                                            | 1月                            | 2月                            | 3月                            | 4月                            | 5月                            | 6月                            | 7月                            | 8月                            | 9月                            | 10月                           | 11月                           | 12月                           | 年                             |
| ------------------------------------------------------------- | ------------------------------ | ------------------------------ | ------------------------------ | ------------------------------ | ------------------------------ | ------------------------------ | ------------------------------ | ------------------------------ | ------------------------------ | ------------------------------ | ------------------------------ | ------------------------------ | ------------------------------ |
| 最高気温記録 °C （°F）                                        | 7.8 (46)                       | 12.4 (54.3)                    | 16.6 (61.9)                    | 30.8 (87.4)                    | 35.2 (95.4)                    | 32.7 (90.9)                    | 36.7 (98.1)                    | 36.9 (98.4)                    | 32.6 (90.7)                    | 31.4 (88.5)                    | 20.9 (69.6)                    | 16.4 (61.5)                    | 36.9 (98.4)                    |
| 平均最高気温 °C （°F）                                        | −2.4 (27.7)                    | −2.3 (27.9)                    | 1.9 (35.4)                     | 9.2 (48.6)                     | 15.2 (59.4)                    | 18.5 (65.3)                    | 22.3 (72.1)                    | 24.1 (75.4)                    | 21.1 (70)                      | 15.1 (59.2)                    | 7.5 (45.5)                     | 0.4 (32.7)                     | 10.9 (51.6)                    |
| 日平均気温 °C （°F）                                          | −6.5 (20.3)                    | −6.9 (19.6)                    | −2.2 (28)                      | 4.3 (39.7)                     | 9.9 (49.8)                     | 13.6 (56.5)                    | 17.7 (63.9)                    | 19.6 (67.3)                    | 16.3 (61.3)                    | 10.1 (50.2)                    | 3.3 (37.9)                     | −3.4 (25.9)                    | 6.3 (43.3)                     |
| 平均最低気温 °C （°F）                                        | −12.2 (10)                     | −13.6 (7.5)                    | −7.4 (18.7)                    | −0.5 (31.1)                    | 4.8 (40.6)                     | 9.3 (48.7)                     | 13.8 (56.8)                    | 15.7 (60.3)                    | 11.6 (52.9)                    | 4.9 (40.8)                     | −1 (30)                        | −8.5 (16.7)                    | 1.4 (34.5)                     |
| 最低気温記録 °C （°F）                                        | −29.6 (−21.3)                  | −31.2 (−24.2)                  | −26.8 (−16.2)                  | −14.7 (5.5)                    | −3.5 (25.7)                    | −1.3 (29.7)                    | 3.8 (38.8)                     | 5.7 (42.3)                     | 1.4 (34.5)                     | −3.6 (25.5)                    | −15.3 (4.5)                    | −24.2 (−11.6)                  | −31.2 (−24.2)                  |
| 降水量 mm （inch）                                            | 30.3 (1.193)                   | 19.6 (0.772)                   | 22.0 (0.866)                   | 35.7 (1.406)                   | 54.8 (2.157)                   | 65.0 (2.559)                   | 91.0 (3.583)                   | 112.0 (4.409)                  | 111.2 (4.378)                  | 76.5 (3.012)                   | 50.6 (1.992)                   | 42.2 (1.661)                   | 710.6 (27.976)                 |
| 平均月間日照時間                                              | 98.2                           | 124.6                          | 171.7                          | 181.9                          | 185.5                          | 170.7                          | 166.7                          | 170.4                          | 167.4                          | 152.8                          | 116.6                          | 99.3                           | 1,805.9                        |
| 出典1：理科年表                                               |                                |                                |                                |                                |                                |                                |                                |                                |                                |                                |                                |                                |                                |
| 出典2：気象庁（平均値：1991年 - 2020年、極値：1977年 - 現在） |                                |                                |                                |                                |                                |                                |                                |                                |                                |                                |                                |                                |                                |

| 留辺蘂（1991年 - 2020年） の気候                              | 留辺蘂（1991年 - 2020年） の気候 | 留辺蘂（1991年 - 2020年） の気候 | 留辺蘂（1991年 - 2020年） の気候 | 留辺蘂（1991年 - 2020年） の気候 | 留辺蘂（1991年 - 2020年） の気候 | 留辺蘂（1991年 - 2020年） の気候 | 留辺蘂（1991年 - 2020年） の気候 | 留辺蘂（1991年 - 2020年） の気候 | 留辺蘂（1991年 - 2020年） の気候 | 留辺蘂（1991年 - 2020年） の気候 | 留辺蘂（1991年 - 2020年） の気候 | 留辺蘂（1991年 - 2020年） の気候 | 留辺蘂（1991年 - 2020年） の気候 |
| 月                                                            | 1月                              | 2月                              | 3月                              | 4月                              | 5月                              | 6月                              | 7月                              | 8月                              | 9月                              | 10月                             | 11月                             | 12月                             | 年                               |
| ------------------------------------------------------------- | -------------------------------- | -------------------------------- | -------------------------------- | -------------------------------- | -------------------------------- | -------------------------------- | -------------------------------- | -------------------------------- | -------------------------------- | -------------------------------- | -------------------------------- | -------------------------------- | -------------------------------- |
| 最高気温記録 °C （°F）                                        | 6.4 (43.5)                       | 14.2 (57.6)                      | 16.5 (61.7)                      | 28.7 (83.7)                      | 36.4 (97.5)                      | 36.2 (97.2)                      | 35.6 (96.1)                      | 35.0 (95)                        | 31.5 (88.7)                      | 29.0 (84.2)                      | 21.1 (70)                        | 13.4 (56.1)                      | 36.4 (97.5)                      |
| 平均最高気温 °C （°F）                                        | −4.1 (24.6)                      | −3 (27)                          | 1.8 (35.2)                       | 9.7 (49.5)                       | 17.0 (62.6)                      | 20.8 (69.4)                      | 24.1 (75.4)                      | 24.5 (76.1)                      | 20.6 (69.1)                      | 14.1 (57.4)                      | 5.9 (42.6)                       | −1.6 (29.1)                      | 10.8 (51.4)                      |
| 日平均気温 °C （°F）                                          | −9.2 (15.4)                      | −8.7 (16.3)                      | −3.6 (25.5)                      | 3.7 (38.7)                       | 10.3 (50.5)                      | 14.5 (58.1)                      | 18.3 (64.9)                      | 18.9 (66)                        | 14.6 (58.3)                      | 7.9 (46.2)                       | 0.8 (33.4)                       | −6.5 (20.3)                      | 5.1 (41.2)                       |
| 平均最低気温 °C （°F）                                        | −15 (5)                          | −15.2 (4.6)                      | −9.7 (14.5)                      | −2 (28)                          | 3.8 (38.8)                       | 8.9 (48)                         | 13.3 (55.9)                      | 14.1 (57.4)                      | 9.3 (48.7)                       | 2.4 (36.3)                       | −4 (25)                          | −11.8 (10.8)                     | −0.5 (31.1)                      |
| 最低気温記録 °C （°F）                                        | −28.7 (−19.7)                    | −26.9 (−16.4)                    | −25.4 (−13.7)                    | −16.4 (2.5)                      | −5.3 (22.5)                      | −2 (28)                          | 3.5 (38.3)                       | 4.2 (39.6)                       | −0.8 (30.6)                      | −5.9 (21.4)                      | −16.3 (2.7)                      | −22.1 (−7.8)                     | −28.7 (−19.7)                    |
| 降水量 mm （inch）                                            | 30.0 (1.181)                     | 22.3 (0.878)                     | 31.6 (1.244)                     | 41.2 (1.622)                     | 54.5 (2.146)                     | 68.2 (2.685)                     | 101.4 (3.992)                    | 131.6 (5.181)                    | 113.9 (4.484)                    | 69.8 (2.748)                     | 44.0 (1.732)                     | 41.0 (1.614)                     | 749.6 (29.512)                   |
| 降雪量 cm （inch）                                            | 130 (51.2)                       | 105 (41.3)                       | 99 (39)                          | 31 (12.2)                        | 1 (0.4)                          | 0 (0)                            | 0 (0)                            | 0 (0)                            | 0 (0)                            | 1 (0.4)                          | 28 (11)                          | 110 (43.3)                       | 507 (199.6)                      |
| 平均降水日数 （≥1.0 mm）                                      | 7.8                              | 6.7                              | 8.6                              | 8.7                              | 8.9                              | 9.9                              | 10.4                             | 11.0                             | 10.3                             | 8.7                              | 9.0                              | 8.2                              | 108.3                            |
| 平均月間日照時間                                              | 114.7                            | 117.2                            | 151.8                            | 166.5                            | 173.6                            | 152.3                            | 146.2                            | 137.9                            | 142.1                            | 153.4                            | 124.8                            | 117.7                            | 1,698.1                          |
| 出典1：理科年表                                               |                                  |                                  |                                  |                                  |                                  |                                  |                                  |                                  |                                  |                                  |                                  |                                  |                                  |
| 出典2：気象庁（平均値：1991年 - 2020年、極値：1978年 - 現在） |                                  |                                  |                                  |                                  |                                  |                                  |                                  |                                  |                                  |                                  |                                  |                                  |                                  |

## 歴史

### 江戸時代以前
- 文化5年（1808年）：柏谷喜兵衛(のち藤野姓)ほか2名が漁場請負人として常呂町沿岸に入植[25]。
- 安政3年（1856年）：松浦武四郎が常呂川を上り北見に来る[25]。

### 明治時代
- 明治2年8月15日（新暦換算:1869年9月20日）：明治政府により蝦夷地を「北海道」と改称し[25]、北海道で国郡里制を施行。当地には北見国と常呂郡が設置（北海道北見国常呂郡の成立）[25]。
- 明治5年（新暦換算:1872年）：常呂郡下に、トコロ村、チイウシ村、トウフツ村、ムエカホツネ村、フトチャンナヘ村、ノツケウシ村、テシマナイ村が置かれる。
- 1875年（明治8年）：村名の表記に漢字が当てられ、それぞれに「常呂村」「少牛村」「鐺沸村」「生顔常村」「太茶苗村」「野付牛村」「手師学村」と改称。
- 1880年（明治13年）：1月1日に常呂に和人が住み着いたという最古の記録がある[25]。
- 1882年（明治15年）：開拓使が廃止し、北海道内に三県が置かれる（三県一局時代の到来）[25]。当地域は根室県に属する[25]。
- 1883年（明治16年）：常呂村にて、常呂外6箇村戸長役場設置（旧常呂町の開基）。
- 1888年（明治21年）：常呂に駅逓開設[25]。
- 1891年（明治24年）：中央道路（網走—北見—旭川）開削着工[25]。
- 1895年（明治28年）：田村喜蔵を団長とする土佐団体（土佐国の団体）29戸が常呂に入植[25]。
- 1896年（明治29年）：土佐国の坂本直寛らがクンネップ原野を調査し、「北光社」設立[25]。
- 1897年（明治30年）：北光社移民団112戸が北見に入植し、北光社農場開設[25]。屯田兵597戸が端野・野付牛・相内・湧別に入植[25]。網走支庁開庁[25]。常呂村戸長役場から野付牛・生顔常村を分離し、野付牛外1箇村戸長役場設置（旧北見市の開基）。
- 1898年（明治31年）：岐阜団体（岐阜県の団体）が常呂に入植。また、この年までに常呂に官設駅逓、網走・常呂二郡水産業組合（網走）、木造架設、常呂神社、常呂教育所（学校）、郵便局為替（貯金事務の開始）、網走警察常呂分署が設けられていた。
- 1899年（明治32年）：北光社で初めてハッカを作る[25]。国沢喜衛門が無華（温根湯）にて牧場と温泉（温根湯温泉）を開業[25]。
- 1904年（明治37年）：北光にて米作りが始まる[26]。
- 1909年（明治42年）：野付牛が二級町村制施行し、野付牛村となる（生顔常村廃止し、野付牛大字オケトウンナイとなる）[26]。
- 1911年（明治44年）：網走線（後の北海道ちほく高原鉄道）の淕別駅（後の陸別駅）—野付牛（現在の北見駅）間の鉄道開通。

### 大正時代
- 1912年（大正元年）：野付牛—網走間の鉄道開通[26]。網走線を網走本線と改称。その後、湧別軽便線（現在の石北本線）の野付牛-留辺蘂間開通、相ノ内駅（現在の東相内駅）、上相ノ内駅（現在の相内駅）、留辺蘂駅開設[26]。
- 1914年（大正3年）：鐺沸村（後の佐呂間町）が常呂から分村。下生田原（安国駅）—留辺蘂間の鉄道開通（常紋トンネルの開通）[26]。ピアソン邸（現在のピアソン記念館）完成。
- 1915年（大正4年）：二級町村制を施行に伴い常呂村、少牛村、太茶苗村、手師学村が合併して常呂村となる。鐺沸村より鐺沸(現在の常呂町栄浦、常呂町岐阜の一部)を編入。鐺沸村は佐呂間村に改称。また、置戸村（現在の置戸町・訓子府町）、武華村（後の留辺蘂町）が野付牛村から分村。
- 1916年（大正5年）：野付牛村が町制施行し、野付牛町となる（常呂村より大字少牛村の大部分と大字手師学村の一部（現在の北見市端野町忠志、豊実、北登に相当する地区）を分割編入）。
- 1920年（大正9年）：武華村から29号まで森林鉄道敷設[26]。
- 1921年（大正10年）：端野村（後の端野町）、相内村が野付牛村から分村。武華村が町制施行し、留辺蘂町と改称。
- 1924年（大正13年）：北見農場試験場がハッカ「あかまる」を優良品種に決定[26]。

### 昭和時代
- 1928年（昭和3年）：ピアソン夫妻が北見を離れ、米国へ出発[26]。
- 1932年（昭和7年）：中越-白滝開通を以って、石北線（現在の石北本線）の新旭川—野付牛間が全通（同日、湧別線の遠軽-野付牛間を石北線に編入）[26]。
- 1933年（昭和8年）：金華地区で金鉱を堀出[27]。
- 1934年（昭和9年）：北聯（後のホクレン農業協同組合連合会）北見薄荷工場落成（1983年閉鎖）[27]。日本赤十字社北海道支部野付牛療院の落成[27]。北見ハッカ記念館開設。
- 1936年（昭和11年）：湧網線の卯原内—常呂間開通[27]。
- 1937年（昭和12年）：日清製粉北見工場の操業開始[27]。イトムカ（伊頓武華）で水銀鉱山を発見し、翌年からヤマト鉱業（現野村興産）が水銀鉱の開発着手（イトムカ鉱山）[27]。
- 1939年（昭和14年）：北見のハッカが世界市場の7割を占め、最盛期を迎える[27]。
- 1940年（昭和15年）：野付牛酒清工場落成し、航空機用燃料アルコールの製造開始[27]。
- 1942年（昭和17年）：野付牛町が単独で市制施行し、北見市となる。
- 1947年（昭和22年）：北見市開基50周年。北見市紋章の制定[28]。
- 1949年（昭和24年）：常呂町漁業協同組合結成[27]。
- 1950年（昭和25年）：常呂開基70周年。常呂村が町制施行し、常呂町となる。
- 1952年（昭和27年）：北見林産興業（後の北見パルプ→北陽製紙→王子マテリア）設立。パルプ工場竣工（1983年閉鎖）[27]。
- 1953年（昭和28年）：中佐呂間（後の佐呂間駅）—下佐呂間（後の浜佐呂間駅）開通を以って、湧網線が全線開通[27]。『菊花展』（現在のきたみ菊まつり）初開催[27]。
- 1954年（昭和29年）：『北見商工まつり』（後の北見夏まつり→北見ぼんちまつり）初開催[27]。8月に昭和天皇、香淳皇后が市内を行幸啓[29]。
- 1956年（昭和31年）：北見市と相内村が合併。
- 1957年（昭和32年）：大雪国道（国道39号）の全線開通[27]。
- 1958年（昭和33年）：泉（旧相内村）の一部を留辺蘂町に編入。当市内に残った泉の残部は西相内と改称。
- 1960年（昭和35年）：北見工業短期大学（現在の北見工業大学）の設置[30]。留辺蘂森林鉄道の廃止[30]。
- 1961年（昭和36年）：網走本線の池田—北見間を池北線に、網走本線の北見—網走間と旧石北線全線の新旭川—北見間を併せて石北本線と改称。端野村が町制施行し、端野町となる。
- 1966年（昭和41年）：北見市開基70周年。「北見市民憲章」制定[30]。
- 1967年（昭和42年）：東京大学文学部常呂研究室（現在の東京大学大学院人文社会系研究科附属 北海文化研究 常呂実習施設）、北海文化史料陳列館（現在の常呂資料陳列館）の設置（現在のところ遺跡の森内）[30]。
- 1969年（昭和44年）：アメリカ合衆国ニュージャージー州エリザベス市と姉妹都市提携の盟約を締結。
- 1971年（昭和46年）：『北見冬まつり』初開催[30]。ピアソン記念館の開館[30]。武華駅逓が留辺蘂町開拓資料館となる[30]。
- 1972年（昭和47年）：イトムカ鉱山閉山[30]。ポロナイスク市と友好都市提携の盟約締結。北見市民会館開館。
- 1973年（昭和48年）：フラワーパラダイス開園。
- 1974年（昭和49年）：北見競馬場が市内若松に移転[30]。
- 1975年（昭和50年）：北見—網走間「SLさよなら列車」の運行[30]。
- 1976年（昭和51年）：鎖塚供養碑除幕式、観音像入魂式[30]。
- 1977年（昭和52年）：北海学園北見大学（後の北海商科大学）の設置（2006年に札幌市へ校地移転）[30]。石北本線北見トンネルの開通[31]。
- 1978年（昭和53年）：山の水族館開館。
- 1979年（昭和54年）：北見市の人口が10万人を超える。
- 1982年（昭和57年）：北海道立北見体育センターの落成。オホーツクサイクリング（後のインターナショナルオホーツクサイクリング）の開催（2019年終了）[30]。きたみ東急百貨店（現在のまちきた大通ビル）開店（2007年閉店）。
- 1983年（昭和58年）：常呂町開基100周年。北きつね牧場開設。
- 1984年（昭和59年）：北網圏北見文化センター開館。
- 1985年（昭和60年）：イトーヨーカドー北見店開店[32]。晋州市と姉妹都市提携の盟約締結。
- 1986年（昭和61年）：百貨店「まるいいとう」閉店。北見ハッカ記念館開館。北見市と高知市が姉妹都市提携の盟約締結。『オホーツク「木」のフェスティバル』初開催[32]。『サロマ湖100キロウルトラマラソン』初開催。『北見市ラグビーフットボールフェスティバル』初開催[32]。
- 1987年（昭和62年）日本国有鉄道（国鉄）湧網線の廃止[32]。
- 1988年（昭和63年）：常呂町カーリングホール（現在の北見市常呂町カーリングホール）落成。旧常呂町と高知県佐川町が姉妹都市提携の盟約締結。

### 平成時代（旧・北見市）
- 1989年（平成元年）：北海道旅客鉄道（JR北海道）池北線の廃止。第三セクターで存続するのに伴い、北海道ちほく高原鉄道ふるさと銀河線の開業（140.0 km）。
- 1991年（平成3年）：『ソーラーチャレンジin北海道』（ソーラーカーレース）初開催（2003年終了）。旧常呂町と、バーヘッド町（カナダのアルバータ州の町）が、姉妹都市提携の盟約締結。
- 1992年（平成4年）：ショッピングセンターメッセ（北見メッセ）オープン。石北本線鉄道高架事業（北見—愛し野間）竣工[32]。
- 1993年（平成5年）：北見モイワスポーツワールド開設。
- 1994年（平成6年）：北見名水公園（現在の北見市仁頃はっか公園）開園。オホーツクビールが地ビールの製造免許取得（4月に申請、6月に内免許取得、12月に本免許取得）。1994年の酒税法改正後の取得第1号。
- 1995年（平成7年）：東武イーストモールオープン[32]。
- 1996年（平成8年）：北見市開基100周年。オホーツク「木」のプラザ開設[32]。道の駅おんねゆ温泉にハト時計が完成し、「果夢林」オープン[32]。旧端野町と丸森町が姉妹都市提携の盟約締結。
- 1997年（平成9年）：『香りゃんせフェスティバル』初開催[33]。
- 1998年（平成10年）：北見芸術文化ホール（きた・アート21）開館。旧常呂町と大野町が、友好都市提携の盟約締結。雪印乳業北見工場閉鎖[33]。
- 1999年（平成11年）：温根湯温泉開湯100周年。日本赤十字北海道看護大学開校。
- 2000年（平成12年）：『北見厳寒の焼き肉まつり』初開催[33]。北見サティ（現在のイオン北見店）オープン。北見駅南北を結ぶ中央プロムナードの開通[33]。
- 2001年（平成13年）：ピアソン記念館とワッカ原生花園が「北海道遺産」選定。北見新聞廃刊。
- 2002年（平成14年）：薄荷蒸溜館オープン[33]。
- 2004年（平成16年）：記録的な暴風雪に見舞われる（積雪量171 cm）[33]。「美しい日本の歩きたくなるみち500選」に「ハッカの風薫る屯田のみち」が認定[34]。常呂遺跡を含む「オホーツク沿岸の古代遺跡群」が「北海道遺産」選定。

### 平成時代（新・北見市）
- 2006年（平成18年）：北見市、常呂郡留辺蘂町・端野町・常呂町が新設合併し、新・北見市となる[35]。北海道ちほく高原鉄道ふるさと銀河線の廃止。『第15回全国ハーブサミット北見大会』開催[36]。北見田園空間情報センター（にっころ）開設[33]。北見競馬場で最後のばんえい競馬を開催[33]。
- 2007年（平成19年）：北見市都市ガス漏れ事故発生。大雨により広郷浄水場に大量の泥水が流れ込み、市内のおよそ5万8,000世帯が断水、完全復旧に5日間を要した。その後、広郷浄水場は7月24日・7月26日・7月28日・8月7日にも雨、泥水の流れ込みで取水停止したため、送水を制限。北見のハッカ産業が経済産業省による近代化産業遺産「北海道における近代農業、食品加工業などの発展の歩みを物語る近代化産業遺産群」に認定[37]。地上デジタル放送開始。
- 2008年（平成20年）：網走管内初のコミュニティ放送「FMオホーツク」開局。
- 2009年（平成21年）：『北見ハーフマラソン』初開催[33]。
- 2010年（平成22年）：網走支庁に替わるオホーツク総合振興局が発足。
- 2012年（平成24年）：山の水族館がリニューアルオープン。北見市民スケートリンクオープン[38]。
- 2013年（平成25年）：北見道路開通。北見市武道館開館[38]。アドヴィックス常呂カーリングホール（北見市常呂町カーリングホール）落成。
- 2015年（平成27年）：北見市民温水プール移転新築。
- 2018年（平成30年）：『平昌オリンピック』にて、カーリング女子日本代表として出場した「ロコ・ソラーレ」が、オリンピックにおける日本カーリング史上最高となる第3位となり、銅メダルを獲得[39]。

### 令和時代
- 2019年（令和元年）：5月26日、北見市で当時として観測史上最高気温となる38.1℃を観測。
- 2021年（令和3年）：1月4日、大通西3丁目に新築された市役所新庁舎が供用開始。
- 2022年（令和4年）：『北京オリンピック』にて、再びカーリング女子日本代表として出場した「ロコ・ソラーレ」が、前回大会の記録を破る第2位となり、銀メダルを獲得。
- 2025年（令和7年）：7月24日、北見市で観測史上最高気温となる39.0℃を観測。

## 政治

### 行政

#### 役所
- 北見市役所

市庁舎建て替え問題

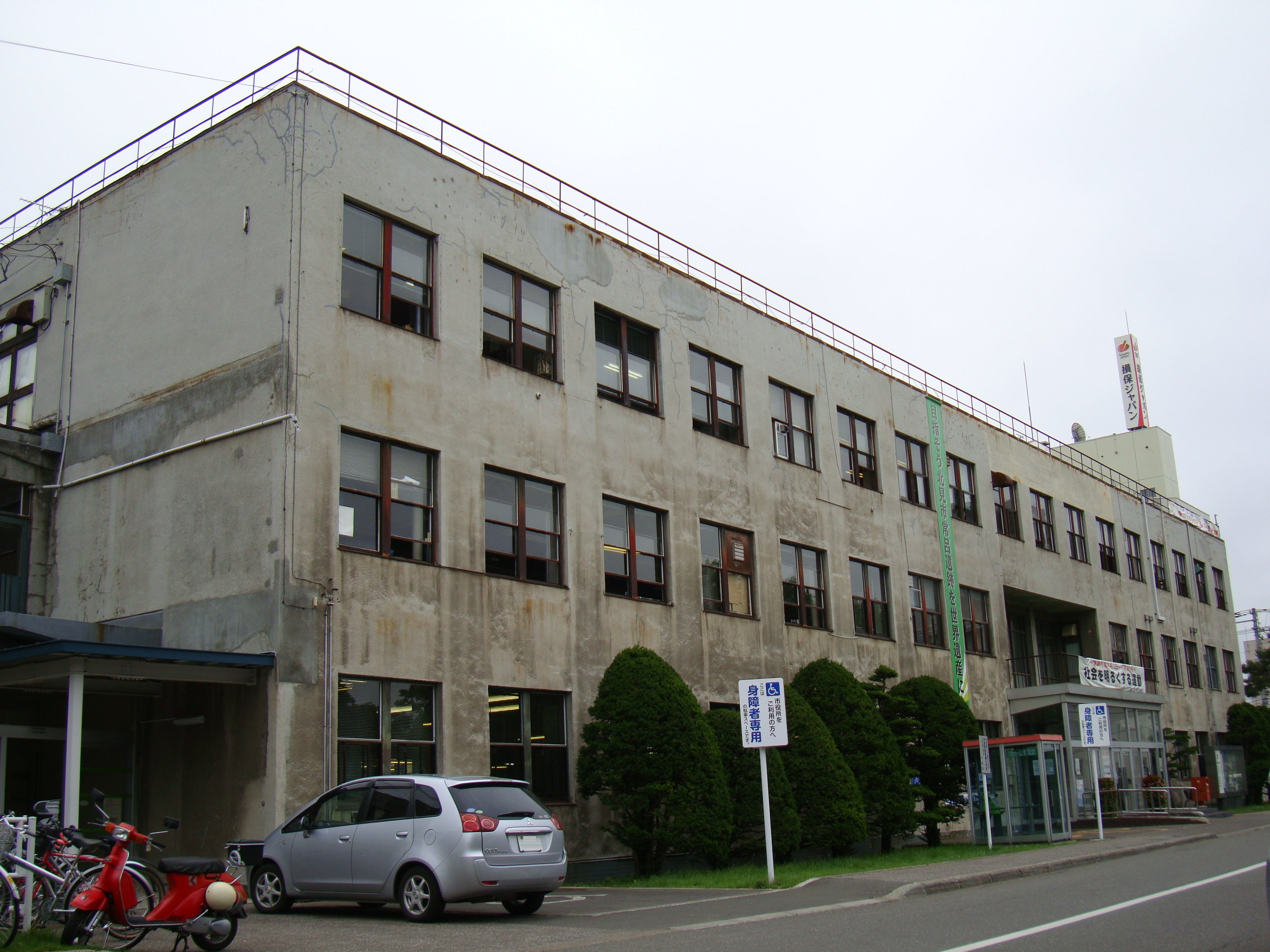
解体前の旧市庁舎（2011年6月）

1980年代から市議会にて度々取り上げられてきた市庁舎建て替え問題は、1994年（平成6年）に当時の市長久島正が本館（旧庁舎）の建て替え構想を打ち出して議論が本格化した。1995年（平成7年）の市長選挙では市の財政状況を踏まえた上で先送り論を掲げた小山健一が現職を破って当選。後に小山は財政状況改善を理由に建て替え論へと方針転換するが、1999年（平成11年）の市長選挙で建て替え凍結を主張した神田孝次に敗れた。神田はきたみ東急百貨店が撤退したまちきた大通ビル（パラボ）の空きスペースを市庁舎に活用しようと考え、2008年（平成20年）に自ら辞職して民意を問うことにした。ところが、市庁舎周辺に小さな庁舎を建てつつ既存の施設も活用することで経費を抑えることを主張した小谷毎彦が当選した。小谷の分散移転構想は市議会の支持基盤不足により頓挫し、市議会の意見によりまちきた大通ビル移転へと話が進んでいく。この間、2011年（平成23年）には老朽化により旧市庁舎が解体されて約10か所の仮庁舎に分散した。2012年（平成24年）の市長選挙では一部見直しによる費用削減を唱えた櫻田真人が当選。櫻田は市民温水プール建設地を市庁舎の移転先に検討すると発言するも、これを数日で撤回。商業組合からまちきた大通ビル隣接地の売却を持ち掛けられたことにより、市庁舎新築による移転計画を策定した。

#### 市長
現職市長
- 市長：辻 直孝（つじ なおたか） - 2015年（平成27年）9月27日当選[42]、同年9月28日就任。現在3期目で、任期満了日は2027年（令和9年）9月26日。地元（常呂町）出身。
- 副市長：浅野目 浩美（あさのめ ひろみ） - 2019年（平成31年）4月1日就任。現在2期目で、任期満了日は2027年（令和9年）3月31日[43]。

歴代市長
| 代              | 氏名            | 就任年月日                 | 退任年月日                 | 備考 |                 |
| 官選 旧北見市長 | 官選 旧北見市長 | 官選 旧北見市長            | 官選 旧北見市長            | 官選 旧北見市長 | 官選 旧北見市長 |
| --------------- | --------------- | -------------------------- | -------------------------- | --- | --------------- |
| 1               | 高橋 峯冶       | 1942年（昭和17年）7月29日  | 1946年（昭和21年）2月20日  | |                 |
| 2               | 伊谷 半次郎     | 1946年（昭和21年） 3月19日 | 1947年（昭和22年）某月某日 | |                 |
| 公選 旧北見市長 |                 |                            |                            | |                 |
| 1               | 伊谷 半次郎     | 1947年（昭和22年）某月某日 | 1963年（昭和38年）4月30日  | |                 |
| 2               | 滝野 啓次郎     | 1963年（昭和38年）5月1日   | 1967年（昭和42年）4月30日  | |                 |
| 3               | 宇佐美 福生     | 1967年（昭和42年）5月1日   | 1975年（昭和50年）4月30日  | |                 |
| 4               | 寺前 武雄       | 1975年（昭和50年）5月1日   | 1987年（昭和62年）4月30日  | |                 |
| 5               | 久島 正         | 1987年（昭和62年）5月1日   | 1995年（平成7年）4月30日   | |                 |
| 6               | 小山 健一       | 1995年（平成7年）5月1日    | 1999年（平成11年）4月30日  | |                 |
| 7               | 神田 孝次       | 1999年（平成11年）5月1日   | 2006年（平成18年）3月4日   | 合併に伴う新北見市発足により2期目途中で失職(その後の新北見市の市長選で当選) |                 |
| 公選 北見市長   |                 |                            |                            | |                 |
| 1               | 神田 孝次       | 2006年（平成18年）4月9日   | 2008年（平成20年）11月13日 | 3期目(新北見市の市長としては1期目)の満了を待たず、辞任して選挙で市民の信任を問うも、新人候補との一騎打ちに敗れる。                                                                   |                 |
| 2               | 小谷 毎彦       | 2008年（平成20年）12月21日 | 2012年（平成24年）12月5日  | 1期在任。2012年に2期目を目指すも落選し、その後同年12月20日の任期満了を待たずに同年12月5日に辞任。                                                                                    |                 |
| 3               | 櫻田 真人       | 2012年（平成24年）12月6日  | 2015年（平成27年）8月6日   | 1期目在任中に死去。当日(2015年8月6日)から次代市長就任までの間は、渡部眞一副市長が市長臨時代理を務めた。                                                                              |                 |
| 4               | 辻 直孝         | 2015年（平成27年）9月28日  | （ 現 職 ）                | 2006年の新北見市発足後初めて再選された(新北見市移行時の神田孝次市長は旧北見市時代を含め3回当選しているが、新北見市での当選は1回のみ)。 3期目。任期満了日は2027年（令和9年）9月26日。 |                 |

#### 独自の自治区制度
「自治区に関するQ&A」参照
「市町村の合併の特例に関する法律」（合併特例法）により日本の市町村の廃置分合（合併）が進んで北見地域でも2006年（平成18年）3月5日に新「北見市」が誕生した。しかし、合併特例法による地域自治区とは異なって、特段期限を設けずに自治区と特別職（副市長）の自治区長を置く方式で合併した。北見市の自治区制度とは地方自治法に基づき条例を制定し自治区を設置するもので、自治区には「総合支所」「まちづくり協議会」「自治区長」を置くこととしている（北見自治区は本庁の組織がこれを行う）。
| 自治区       | 総合支所       | 協議会名               |
| ------------ | -------------- | ---------------------- |
| 北見自治区   | -              | 北見まちづくり協議会   |
| 端野自治区   | 端野総合支所   | 端野まちづくり協議会   |
| 常呂自治区   | 常呂総合支所   | 常呂まちづくり協議会   |
| 留辺蘂自治区 | 留辺蘂総合支所 | 留辺蘂まちづくり協議会 |

### 議会

#### 市議会
「議会事務局」参照
定数
- 議員数27名

| 議会 - 定例会（通常3月・6月・9月・12月開催） - 臨時会 - 本会議 - 委員会 - 常任委員会 - 総務教育常任委員会 - 福祉民生常任委員会 - 産業経済常任委員会 - 建設上下水道常任委員会 - 議会運営委員会 - 特別委員会 - 都市再生整備特別委員会 | 会派 \| 市政クラブ \| 8名 \| \| 市民・連合クラブ \| 8名 \| \| 日本共産党北見市議団 \| 3名 \| \| 市民クラブ \| 3名 \| \| 絆・新しい風倶楽部 \| 3名 \| \| 公明党 \| 2名 \| \| かけはし \| 1名 \| |
| 市政クラブ | 8名 |
| 市民・連合クラブ | 8名 |
| 日本共産党北見市議団 | 3名 |
| 市民クラブ | 3名 |
| 絆・新しい風倶楽部 | 3名 |
| 公明党 | 2名 |
| かけはし | 1名 |

#### 道議会
- 選挙区：北見市選挙区
- 定数：2
- 任期：2019年（令和元年）5月13日から2023年（令和5年）5月12日

| 氏名     | 会派名           | 当選回数 |
| -------- | ---------------- | -------- |
| 船橋賢二 | 自民党・道民会議 | 2        |
| 鈴木一磨 | 民主・道民連合   | 1        |

#### 衆議院
- 任期 ： 2024年（令和6年）11月1日 - 2028年（令和10年）10月30日（「第50回衆議院議員総選挙」参照）

| 選挙区                     | 議員名 | 党派名     | 当選回数 | 備考   |
| -------------------------- | ------ | ---------- | -------- | ------ |
| 北海道第12区（北見市など） | 武部新 | 自由民主党 | 5        | 選挙区 |

## 国家機関

### 官公庁
- 内閣府
  - 警察庁北海道警察情報通信部北見方面情報通信部
- 法務省
  - 札幌法務局釧路地方法務局北見支局
  - 釧路保護観察所北見駐在官事務所
  - 検察庁釧路地方検察庁北見支部
    - 北見区検察庁・遠軽区検察庁
- 財務省
  - 北海道財務局北見出張所
  - 国税庁札幌国税局北見税務署
- 厚生労働省
  - 北海道労働局
    - 北見労働基準監督署
    - 北見公共職業安定所（ハローワーク北見）
- 農林水産省
  - 北海道農政事務所北見支局
  - 林野庁北海道森林管理局
    - 常呂川森林ふれあい推進センター
    - 北見事務所
    - 網走中部森林管理署
      - 留辺蘂森林事務所
      - 温根湯森林事務所・厚和森林事務所・富士見森林事務所
      - 北見森林事務所・端野森林事務所・日吉森林事務所・常呂森林事務所

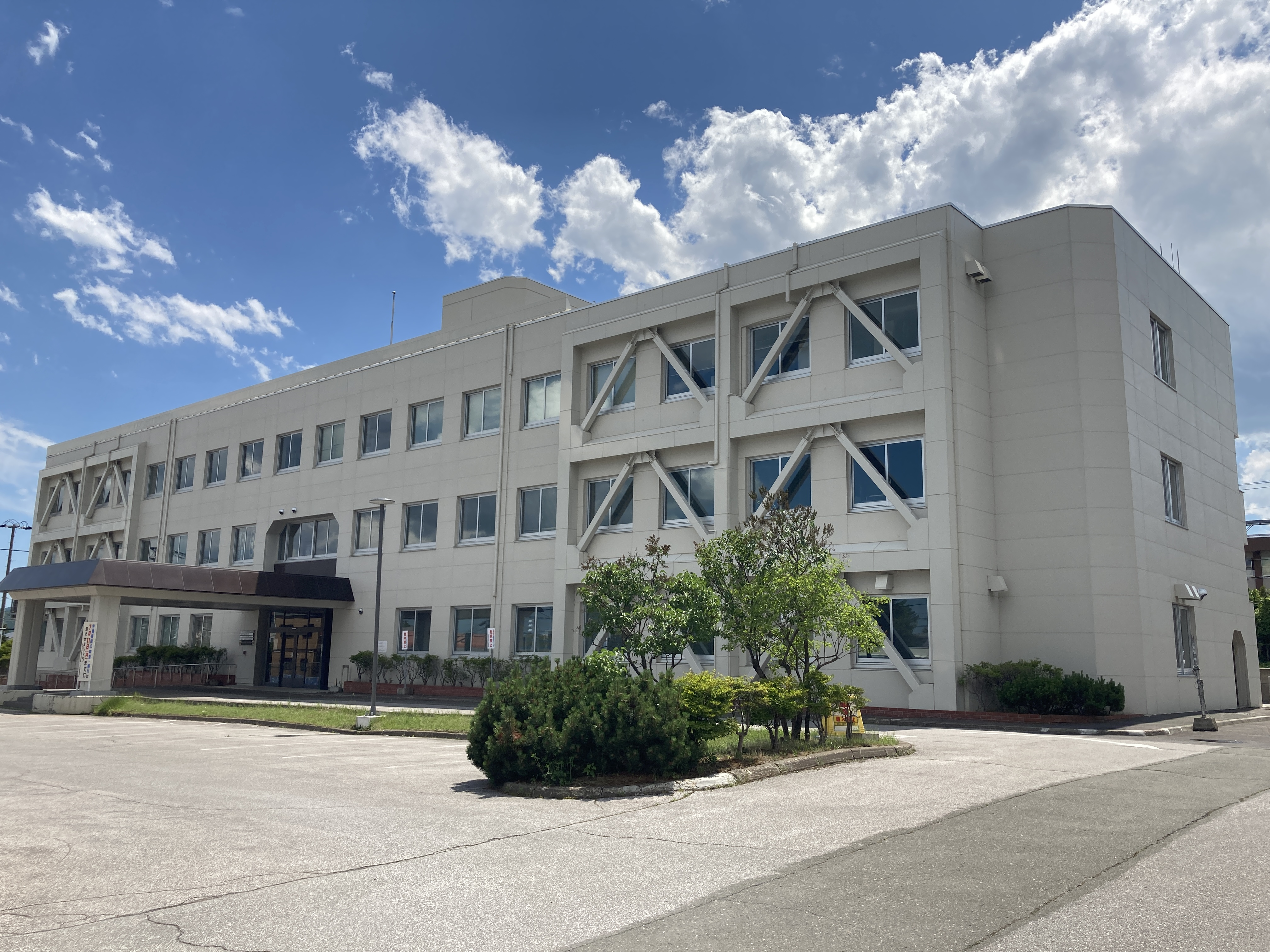
北見地方合同庁舎
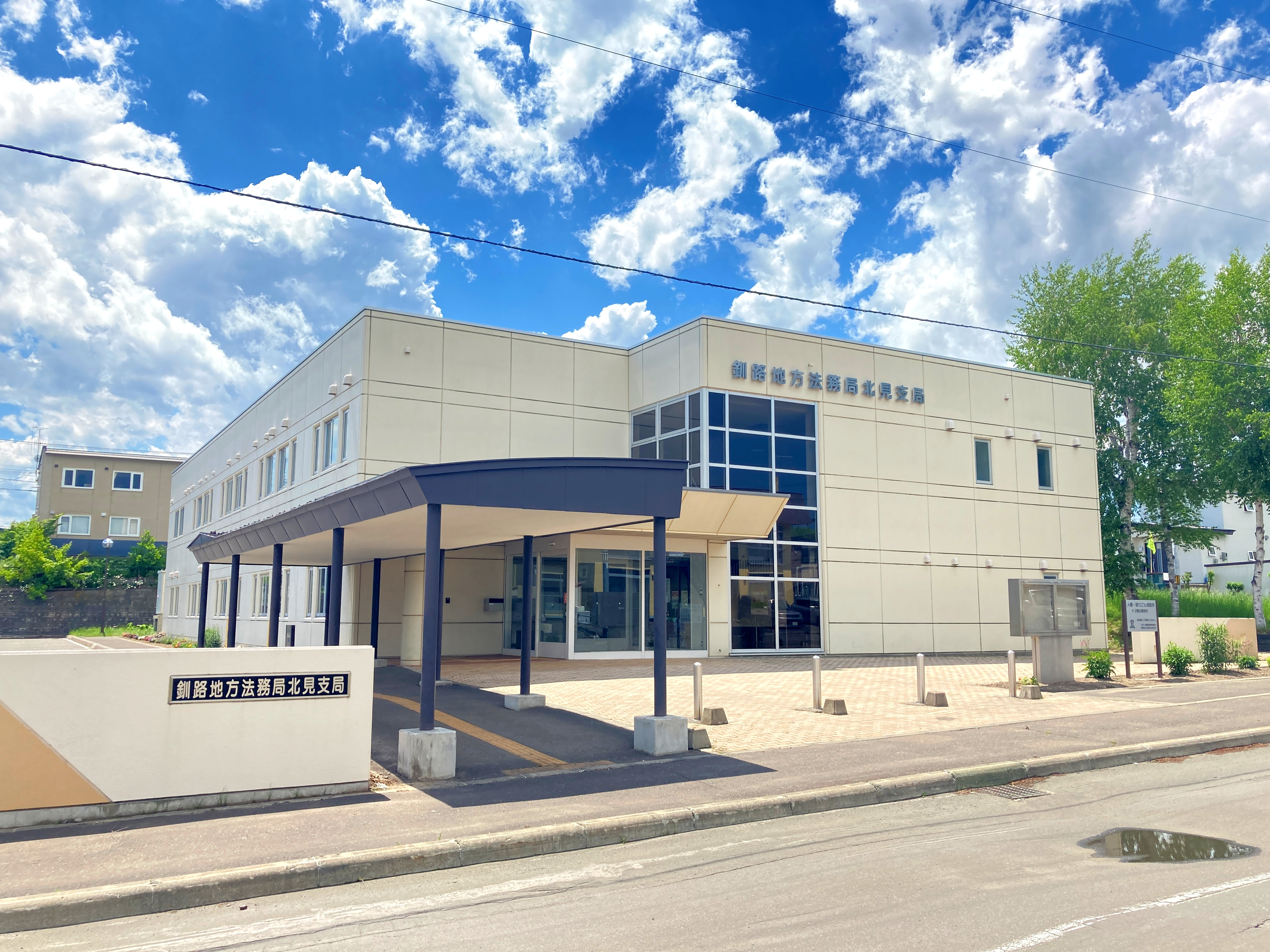
釧路地方法務局北見支局
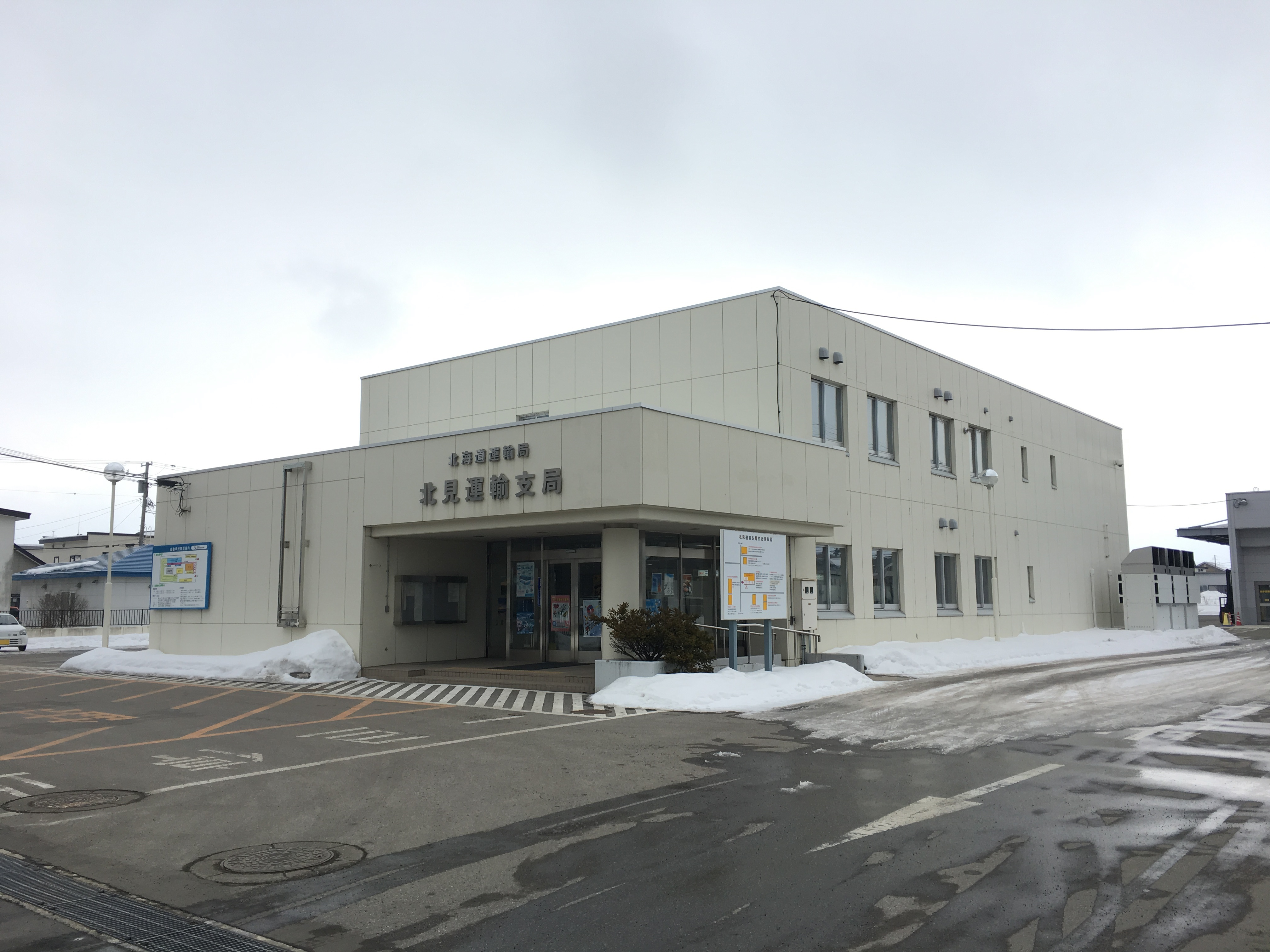
北見運輸支局

- 国土交通省
  - 北海道開発局網走開発建設部
    - 北見河川事務所
    - 北見道路事務所
    - 北見農業事務所

  - 北海道運輸局北見運輸支局
- 防衛省
  - 自衛隊帯広地方協力本部北見地域事務所

- 北見地方合同庁舎
- 釧路地方法務局北見支局
- 北見運輸支局

### 裁判所
- 釧路地方裁判所北見支部
- 釧路家庭裁判所北見支部
- 北見簡易裁判所
- 北見検察審査会

### 独立行政法人・特殊法人等
独立行政法人
- 中小企業基盤整備機構北海道本部北見オフィス
- 自動車技術総合機構北海道検査部北見事務所

特殊法人等

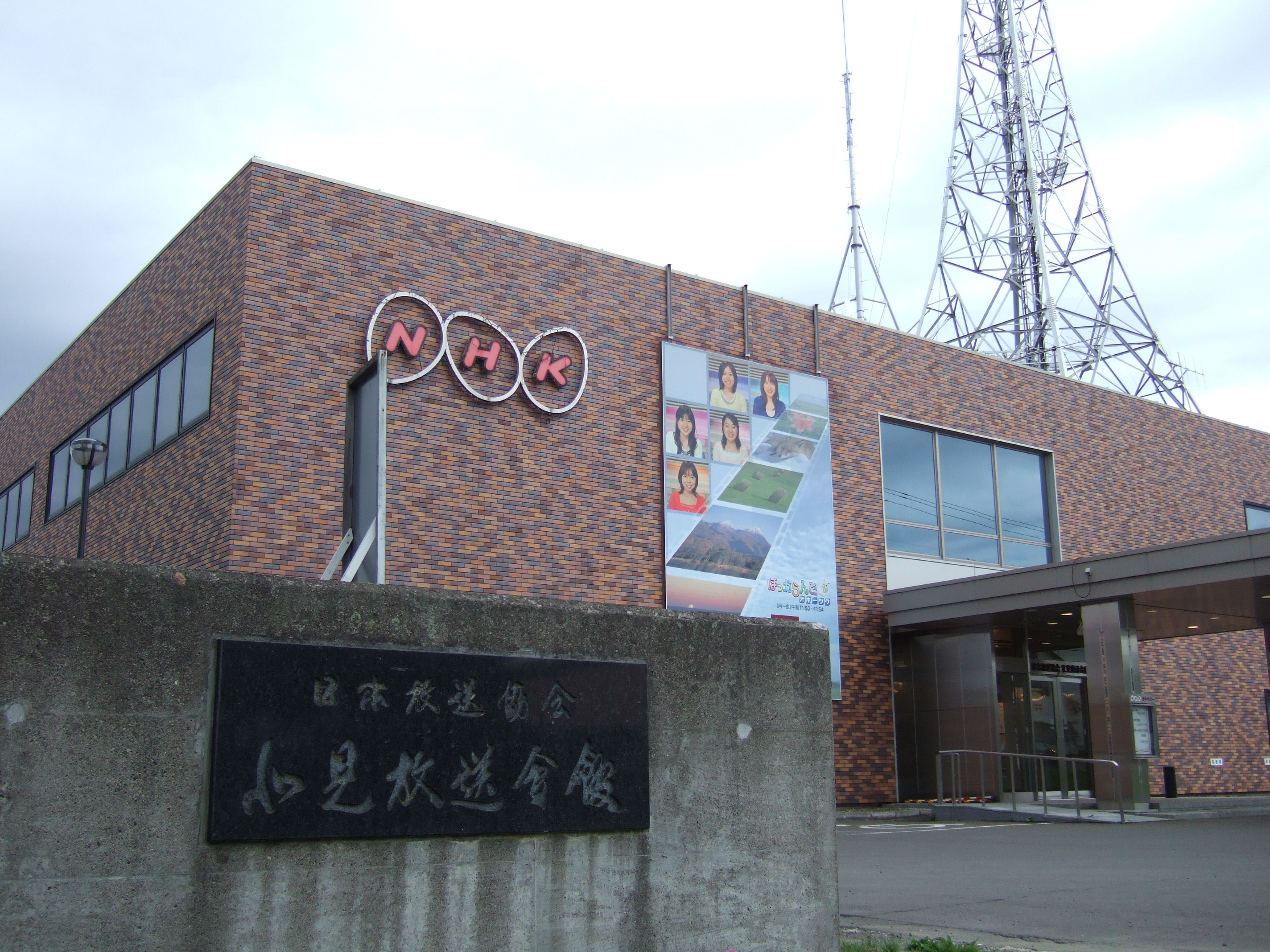
日本放送協会北見放送局
- 日本政策金融公庫北見支店
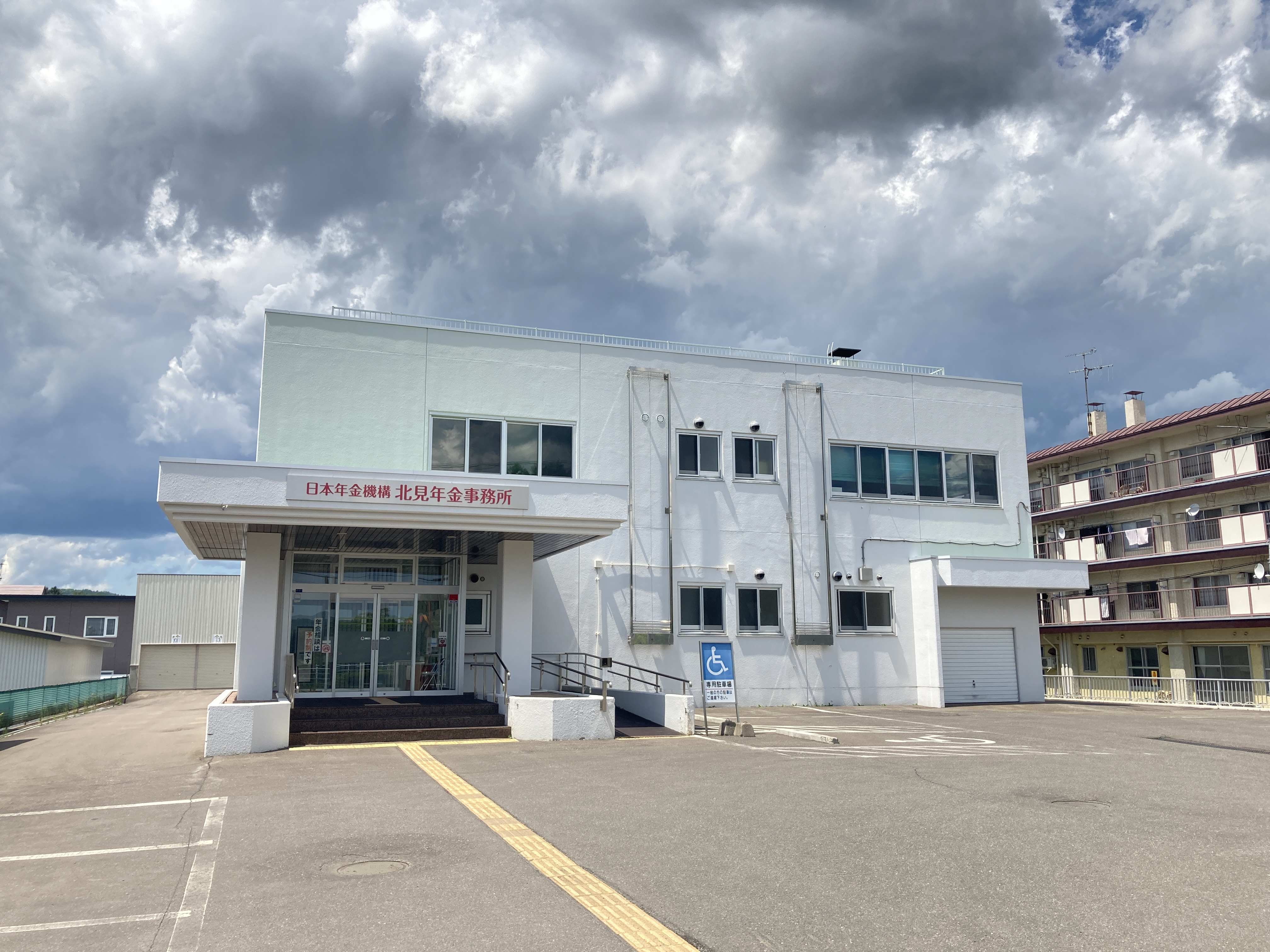
日本年金機構北見年金事務所
- 日本貨物鉄道北海道支社道北支店北見営業所

認可法人
- 軽自動車検査協会北見事務所

- NHK北見放送局
- 日本年金機構北見年金事務所

### 道の機関
- オホーツク総合振興局
  - 北見道税事務所
  - 北海道北見保健所[49]
  - 網走農業改良普及センター[50]
  - 中部耕地出張所[51]
  - 東部森林室[52]
  - 網走建設管理部北見出張所
  - 北海道網走家畜保健衛生所[53]
- 北海道計量検定所北見支所
- 北海道立北見高等技術専門学院
- 北海道立青少年体験活動支援施設ネイパル北見[54]

## 施設

### 警察
本部
- 北海道警察 北海道警察北見方面本部

警察署

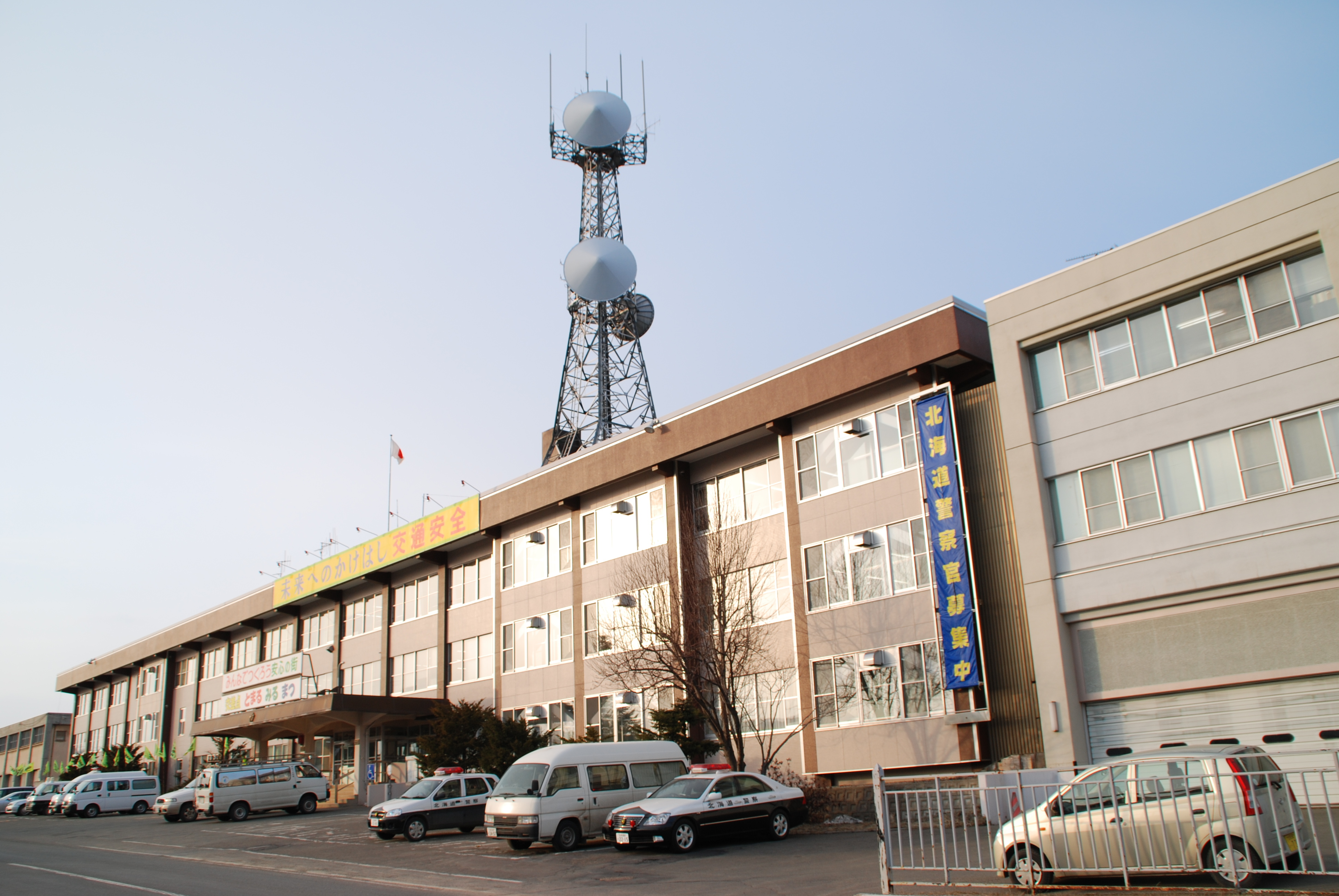
北見警察署
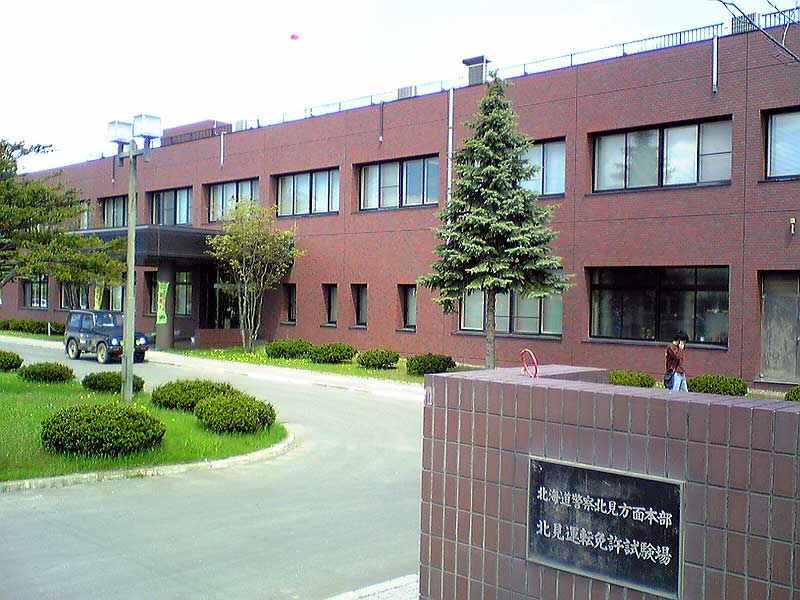
北見運転免許試験場
  - 駅前交番、南交番、西交番、中央交番、高栄交番、留辺蘂交番、小泉駐在所、温根湯駐在所、東相内駐在所、相内駐在所、端野駐在所、常呂駐在所、仁頃駐在所、上常呂駐在所

試験場
- 北見運転免許試験場

- 北見警察署
- 北見運転免許試験場

### 消防
本部
- 北見地区消防組合

消防署
- 北見自治区：消防署、西出張所、東出張所、南出張所
- 端野自治区：端野支署
- 常呂自治区：常呂支署
- 留辺蘂自治区：留辺蘂支署

### 医療
主な病院

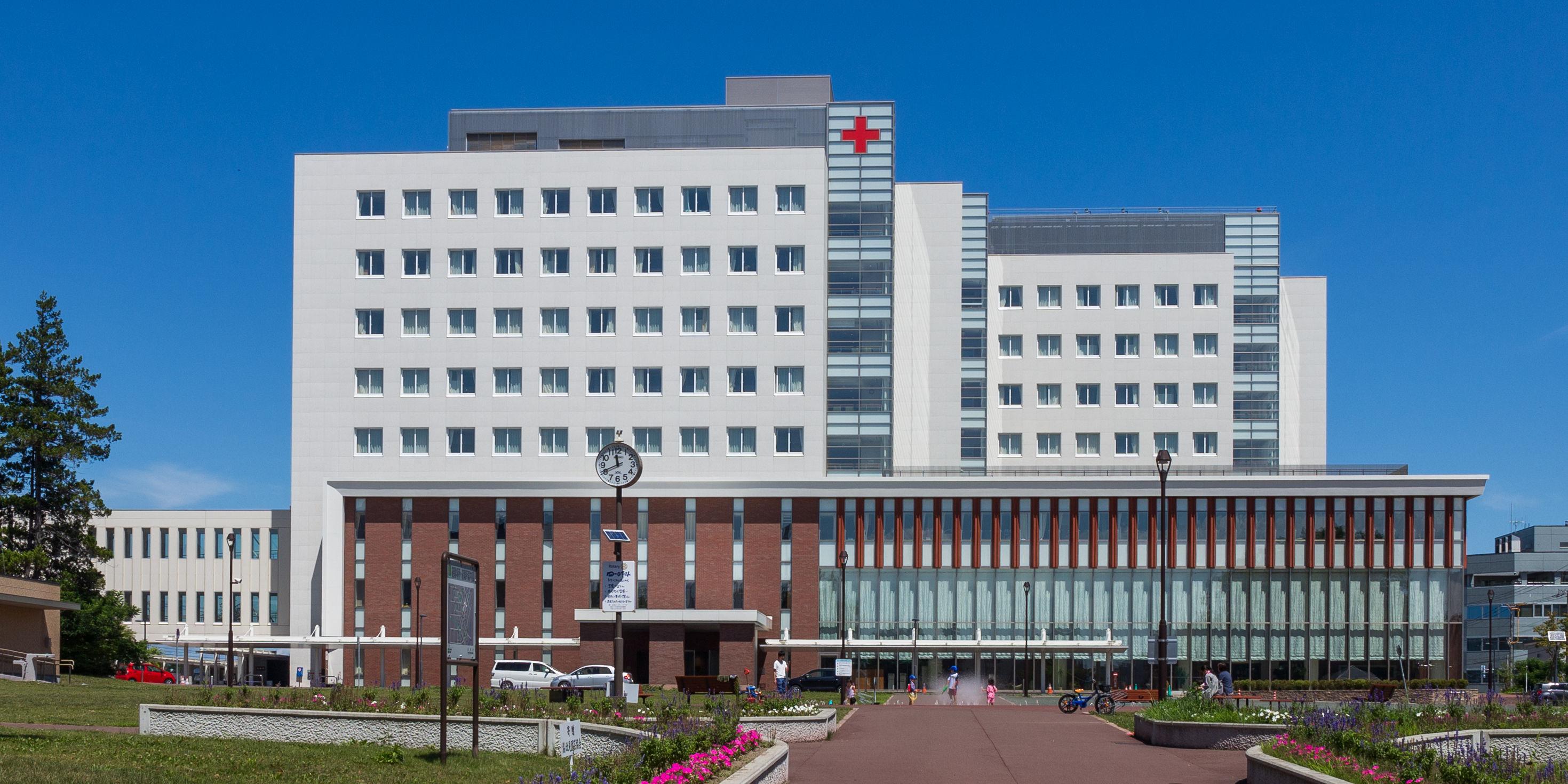
北見赤十字病院
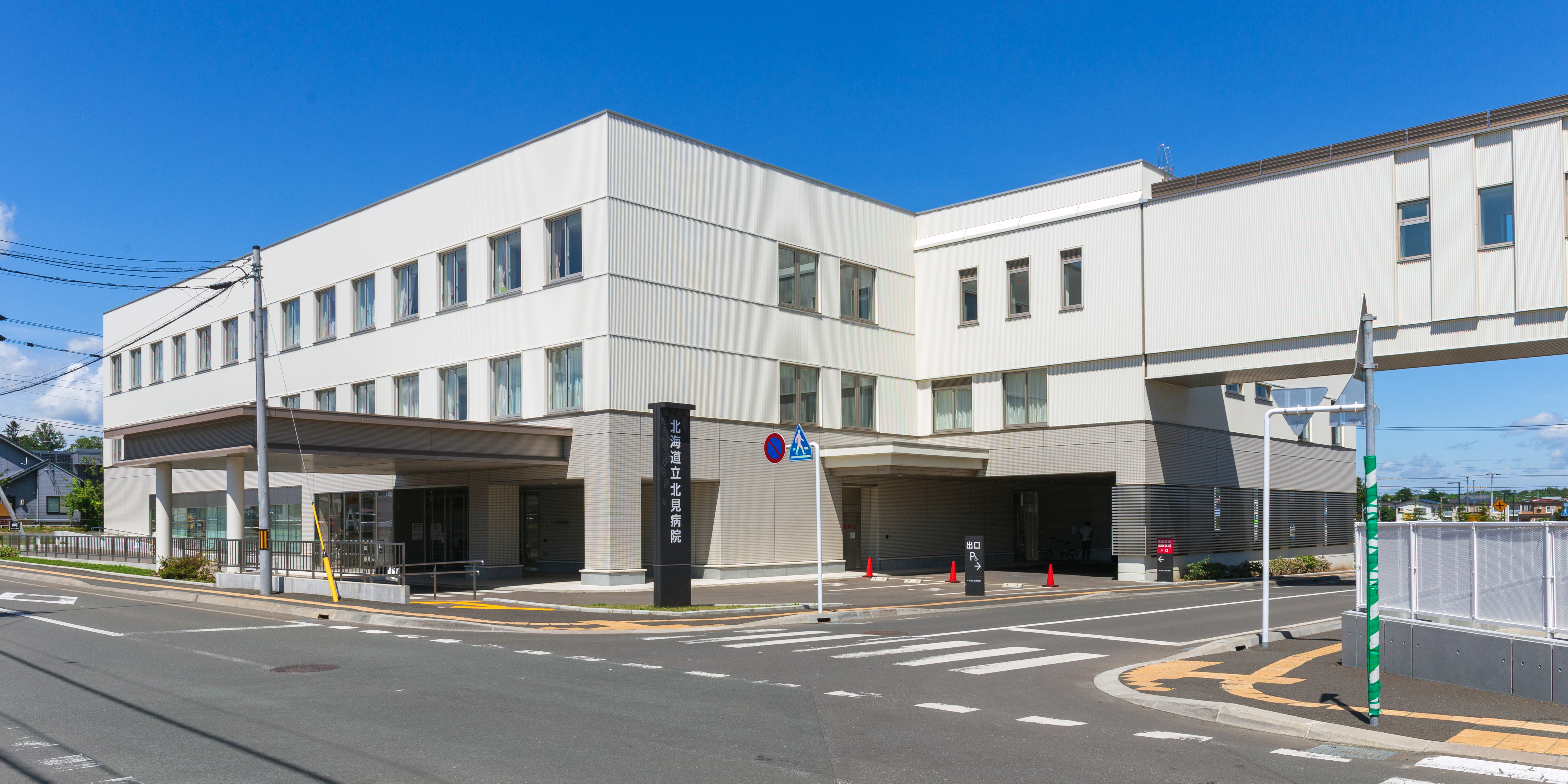
北海道立北見病院
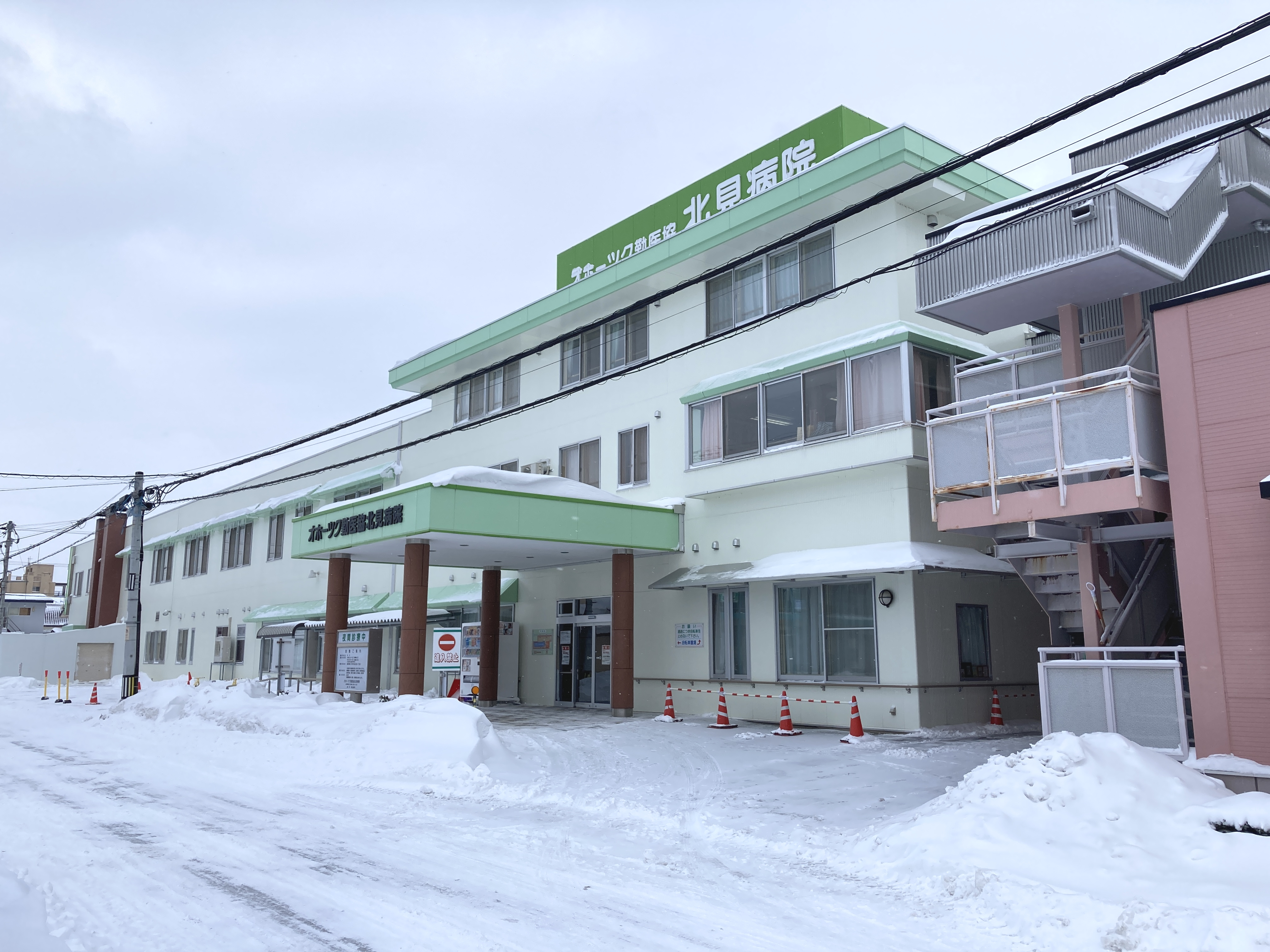
オホーツク海病院
- オホーツク勤医協北見病院
- 北見中央病院
- 北見北斗病院
- 小林病院
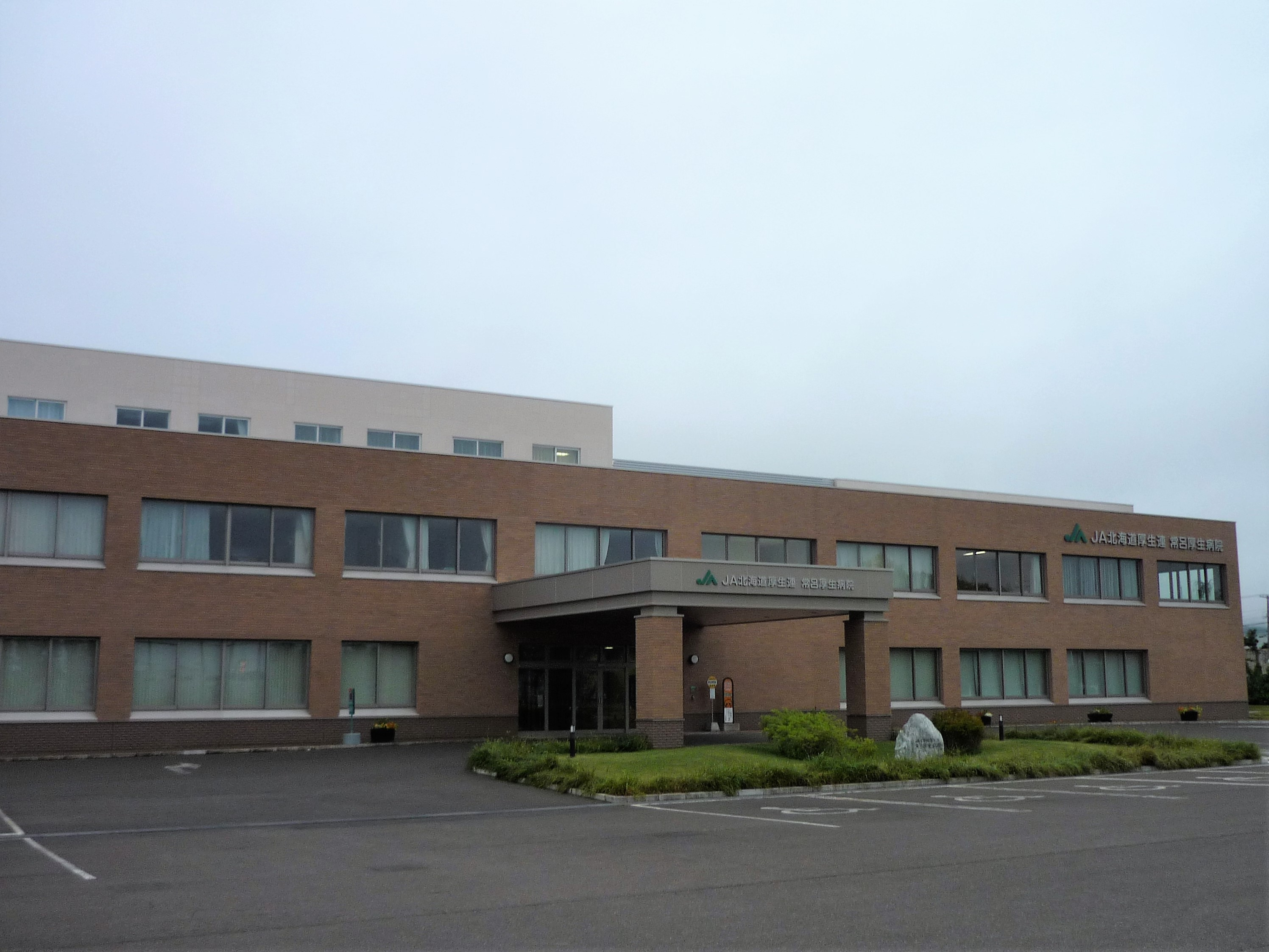
耳鼻咽喉科麻生北見病院
- 玉越病院
- 端野病院
- 道東脳神経外科病院
- 常呂厚生病院
- 中村記念愛成病院
- 北星脳神経・心血管内科病院

- 北見赤十字病院
- 北海道立北見病院
- オホーツク勤医協北見病院
- 常呂厚生病院

### 郵便局

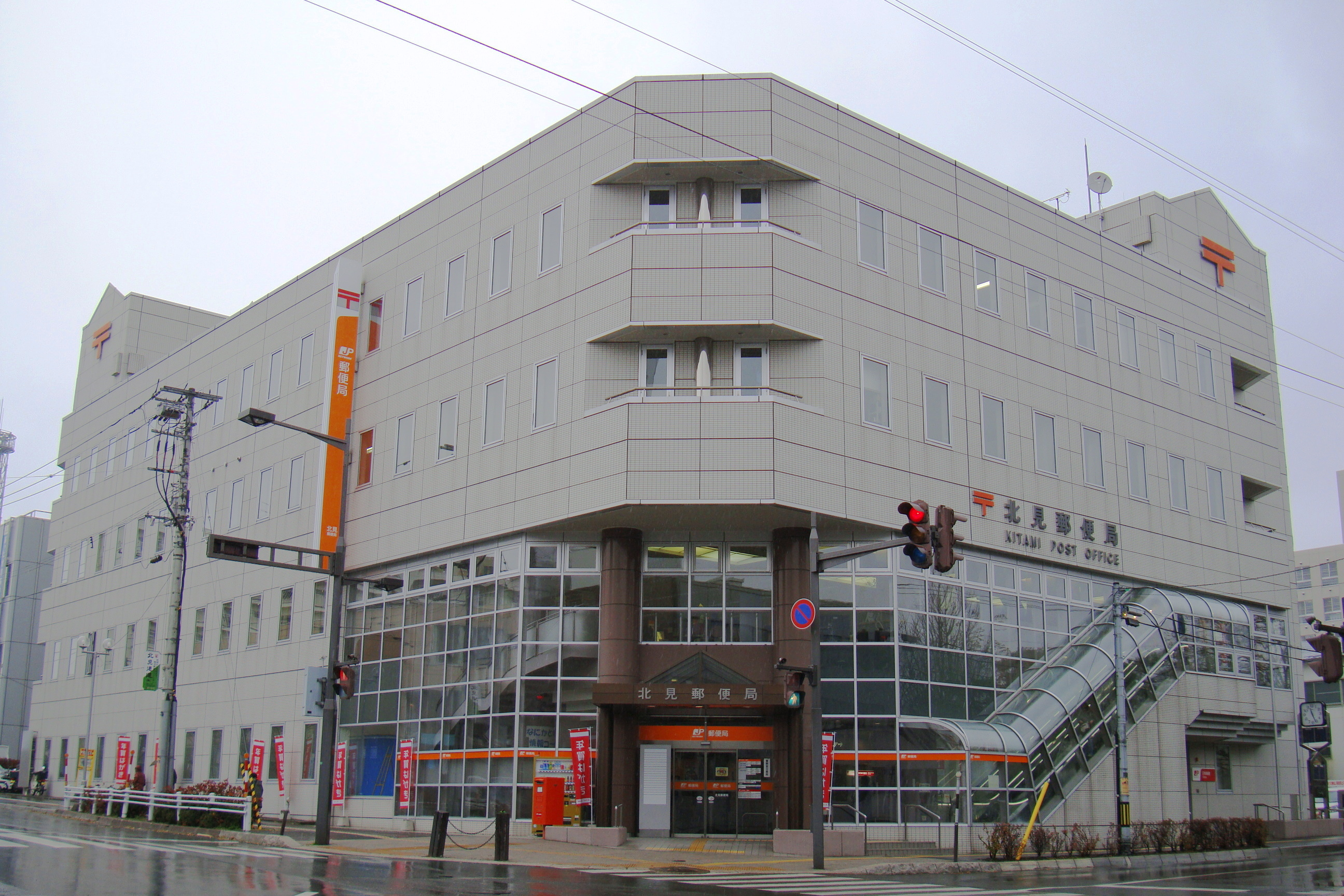
北見郵便局（集配局）
- 留辺蘂郵便局（集配局）
- 端野郵便局（集配局）
- 常呂郵便局（集配局）

- 相ノ内郵便局
- 温根湯郵便局
- 上常呂郵便局
- 北見青葉郵便局
- 北見一条郵便局
- 北見大通郵便局
- 北見大町郵便局
- 北見高栄郵便局
- 北見寿町郵便局
- 北見春光郵便局
- 北見常盤郵便局
- 北見とん田郵便局
- 北見北光郵便局
- 北見緑町郵便局
- 北見南郵便局
- 北見美山郵便局
- 北見美芳郵便局
- 北見大和郵便局
- 豊川郵便局
- 仁頃郵便局
- 緋牛内郵便局
- 東相ノ内郵便局
- 上仁頃簡易郵便局
- 北見オニオン通簡易郵便局
- 北見卸町簡易郵便局
- 北見花園簡易郵便局
- 北見三輪簡易郵便局
- 日吉簡易郵便局
- 瑞穂簡易郵便局
- 留辺蘂旭簡易郵便局
- 留辺蘂栄町簡易郵便局

- 北見郵便局

### 公共施設
- 北見芸術文化ホール（きた・アート21）
- 北見市民会館・北見市中央公民館
- 北見市立中央図書館
- 北見市立端野図書館
- 北見市立常呂図書館
- 北見市立留辺蘂図書館
- 北見市女性センター（北見市働く婦人の家）[55]
- 北見市勤労青少年ホーム[56]
- 北見市緑のセンター
- サンドーム北見
- サンライフ北見
- サントライ北見[57]
- オホーツク木のプラザ[58]
- 北海道立オホーツク圏地域食品加工技術センター[59]
- 北見工業技術センター[60]
- 北見市総合福祉会館
- 北見市勤労者福祉サービスセンター[61]

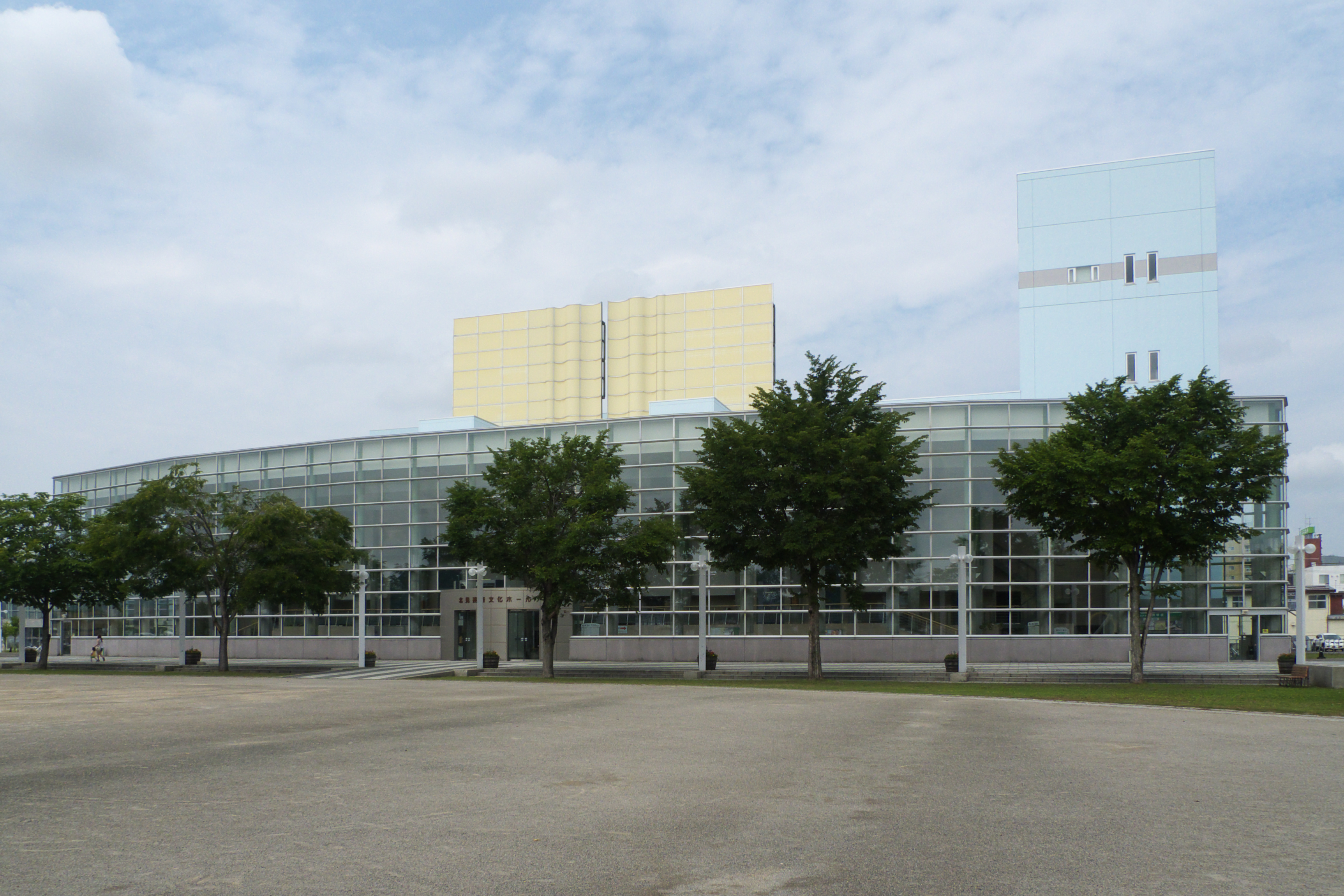
北見芸術文化ホール
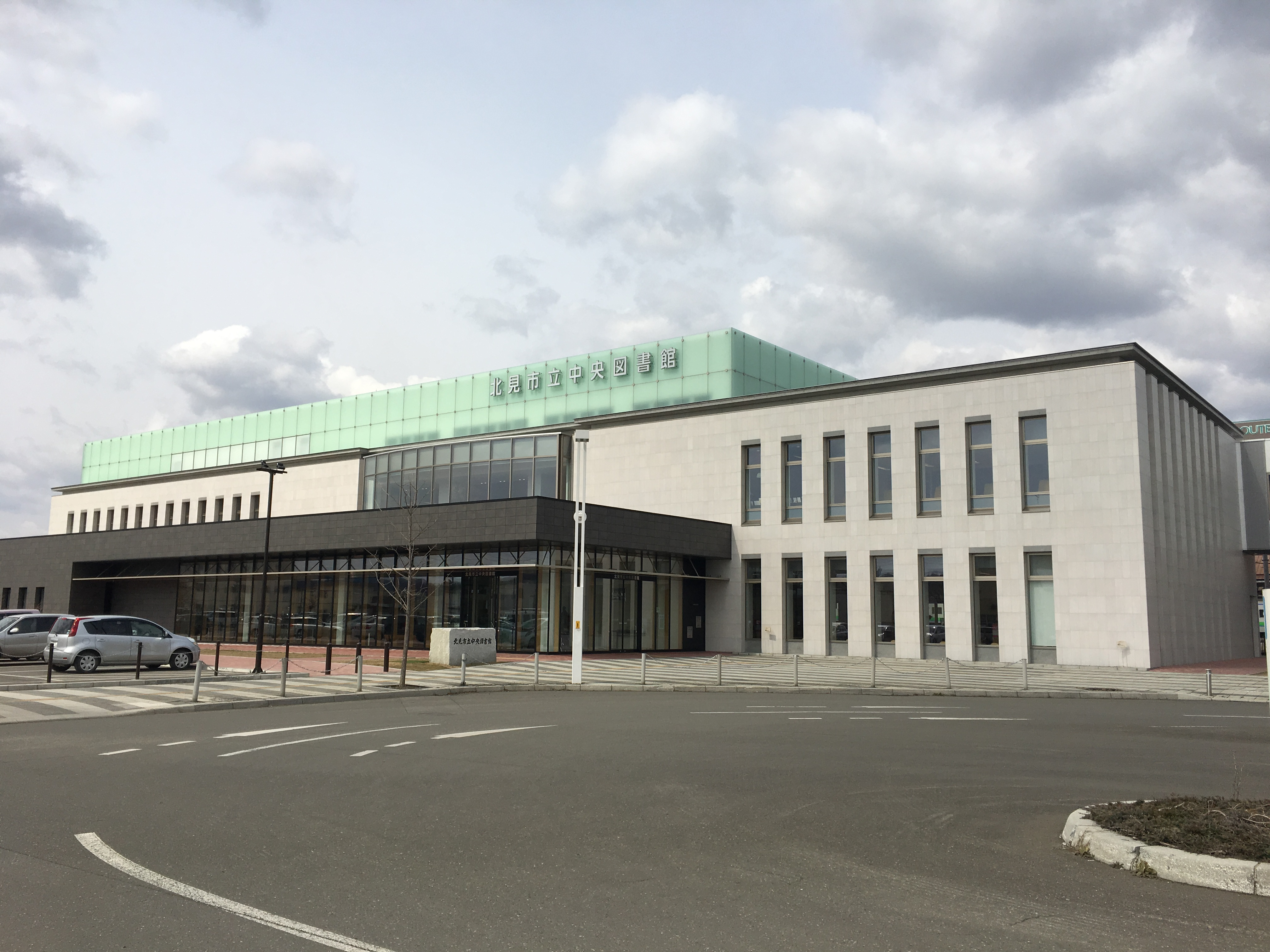
北見市立中央図書館
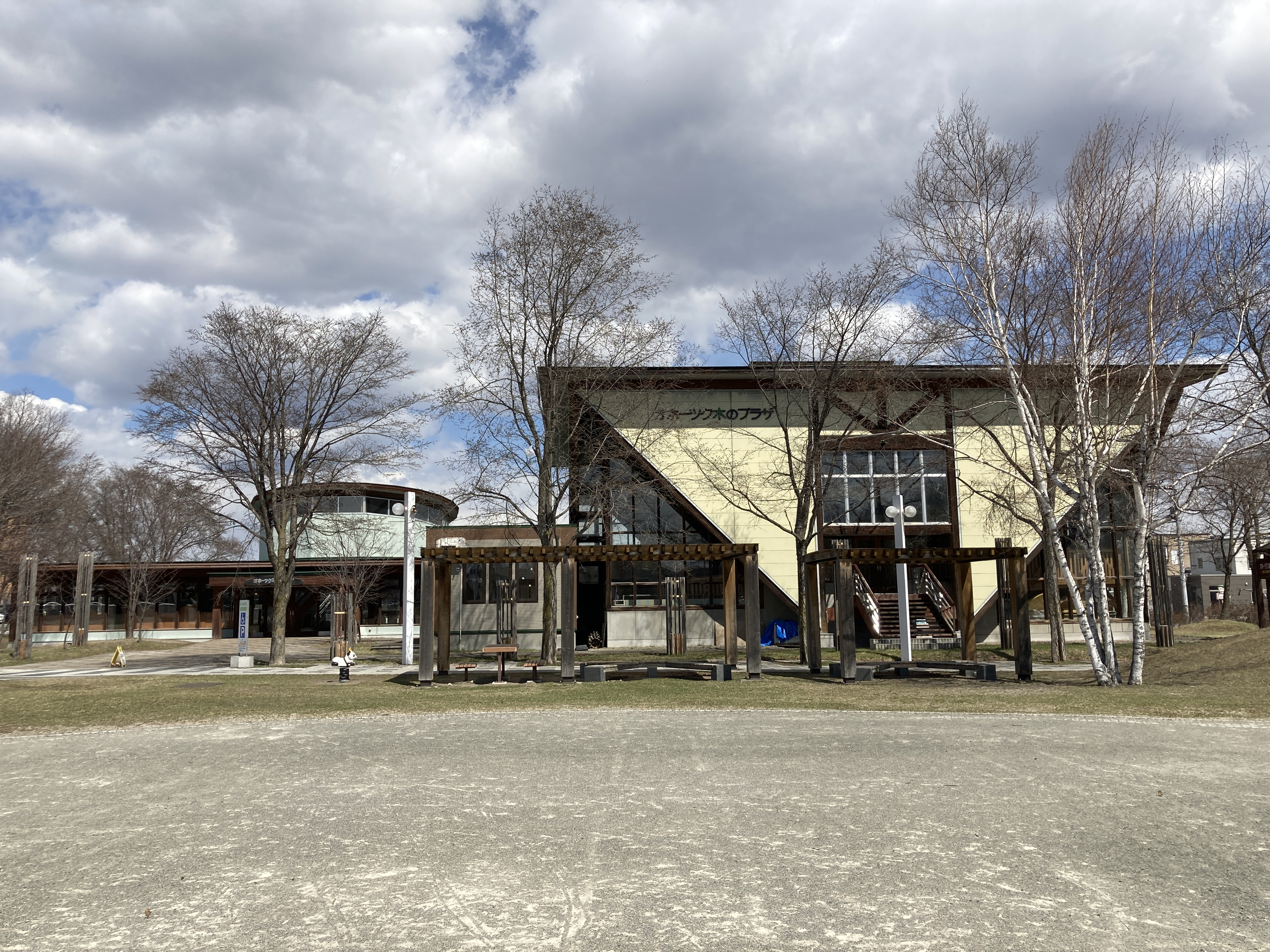
オホーツク木のプラザ

#### 運動施設
北見自治区
- 東陵公園
  - 庭球場
  - 陸上競技場
  - 球技場
  - 北海道立北見体育センター
  - 北見市立体育センター
  - パークゴルフ場
  - 野球場
  - 北見市武道館
- 北見市民温水プール
- 北見市民スケートリンク
- 北見若松市民スキー場
- 北見モイワスポーツワールド
  - 球技場
  - 庭球場
  - パークゴルフ場
- アルゴグラフィックス北見カーリングホール（北見市北見カーリングホール）

端野自治区
- 北見市端野町サンドーム'94（全天候型多目的運動場）
- 北見市端野町屯田の杜公園
  - 野球場
  - 庭球場
  - 多目的グラウンド
  - ゲートボール場
  - パークゴルフ場
  - 端野町農業者トレーニングセンター
- 北見市端野町グリーンクアパーク パークゴルフ場

常呂自治区
- アドヴィックス常呂カーリングホール（北見市常呂町カーリングホール）
- 北見市常呂町スポーツセンター
- 北見市常呂町運動広場
- 北見市常呂町野球場
- 北見市常呂町屋内多目的競技場（スタジアムDo）
- 北見市常呂町健康温水プール
- 常呂森林公園パークゴルフ場

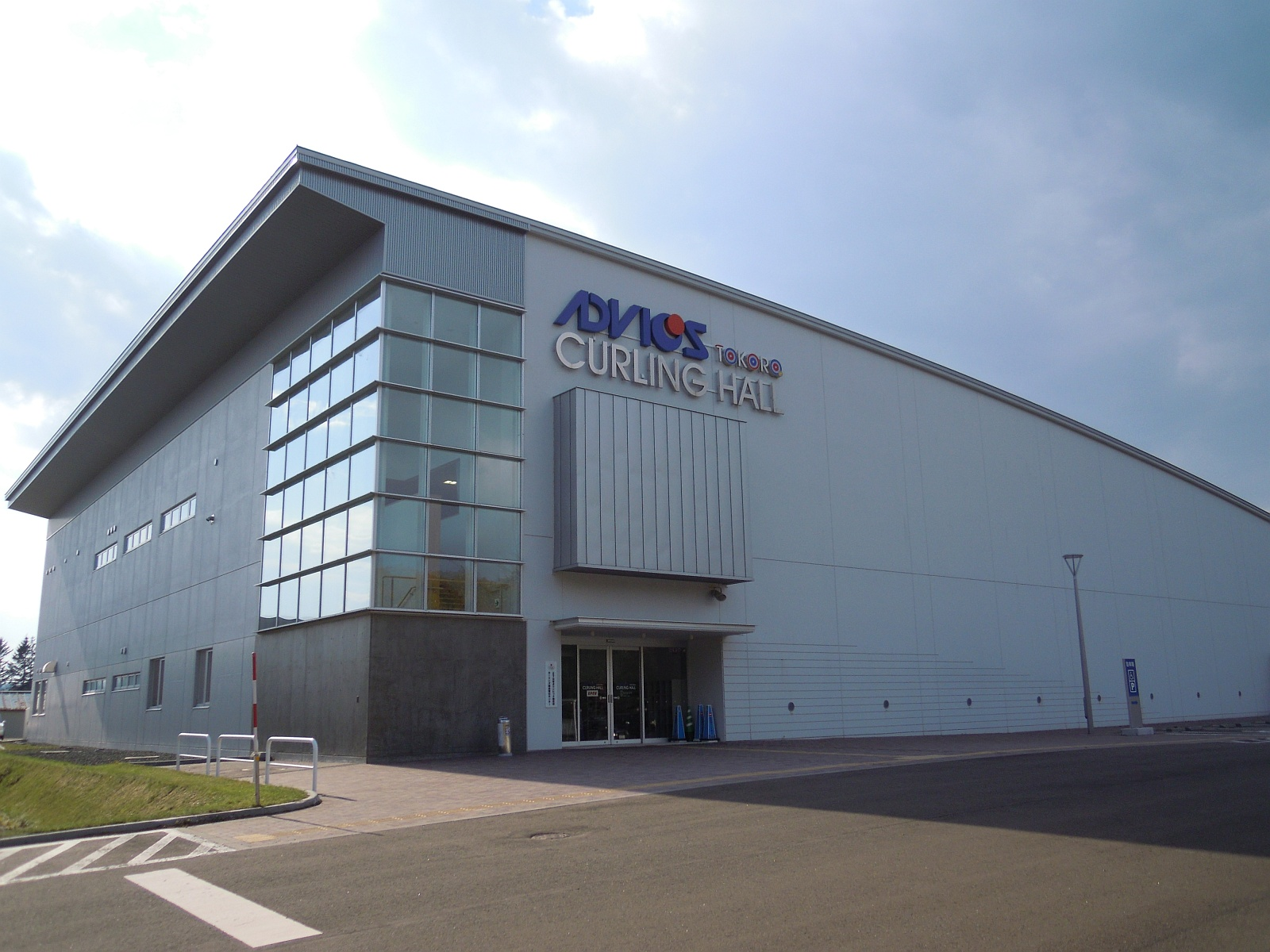
アドヴィックス常呂カーリングホール

留辺蘂自治区
- 旭公園（旭運動公園）
  - 第一野球場
  - 第二野球場
  - 多目的グラウンド
  - 庭球場
  - 総合グラウンド
  - 庭球場
  - 体育館
  - 弓道場
- 八方台森林公園パークゴルフ場
- 八方台スキー場
- 北見市留辺蘂町格技場
- 温根湯温泉スポーツセンター

## 対外関係

### 姉妹都市･提携都市
「姉妹友好都市・国際交流」参照

#### 海外
姉妹都市
- エリザベス市（アメリカ合衆国 ニュージャージー州）
1969年（昭和44年）6月12日 提携
- 晋州市（大韓民国 慶尚南道）
1985年（昭和60年）5月16日 提携
- バーヘッド（カナダ連邦 アルバータ州）
  - 1991年（平成3年）7月4日 提携（旧常呂町）

提携都市
- ポロナイスク市（ロシア連邦 サハリン州）
1972年（昭和47年）8月13日 提携

#### 国内
姉妹都市
- 高知市（高知県）
1986年（昭和61年）4月28日 提携
- 佐川町（高知県）
1988年（昭和63年）11月6日 提携（旧常呂町）
- 丸森町（宮城県）
1996年（平成8年）8月16日 提携（旧端野町）

提携都市
- 大野町（岐阜県）
1998年（平成10年）10月3日 提携（旧常呂町）

## 経済

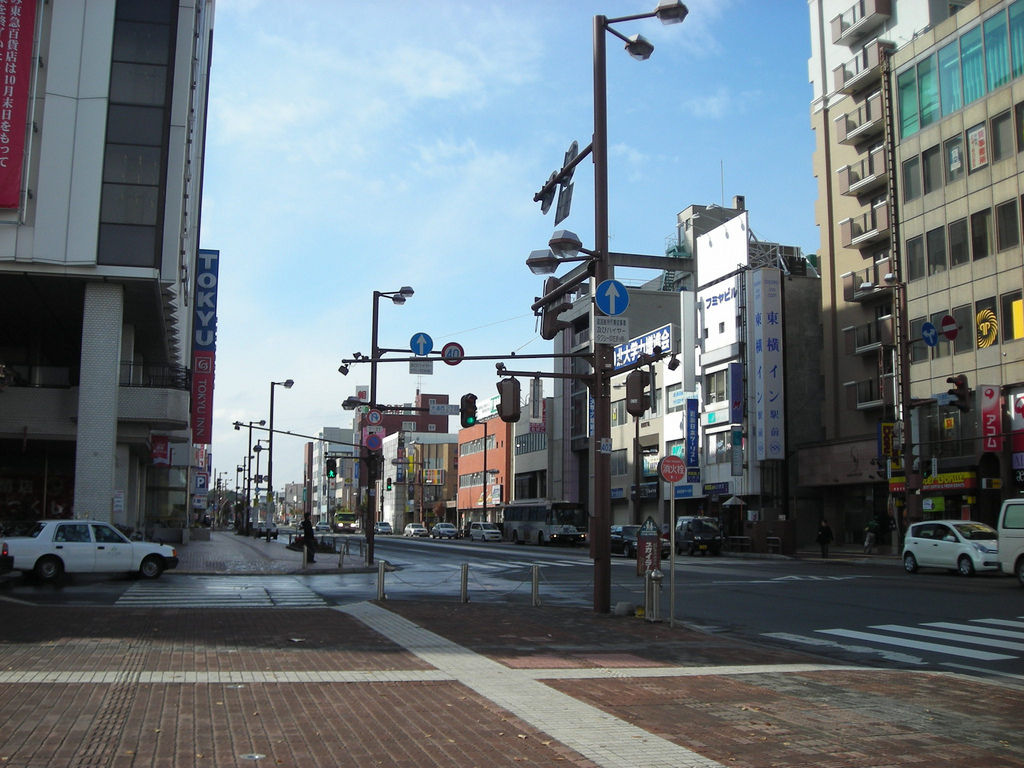
北見駅前の国道39号（大雪大通）（2008年7月）

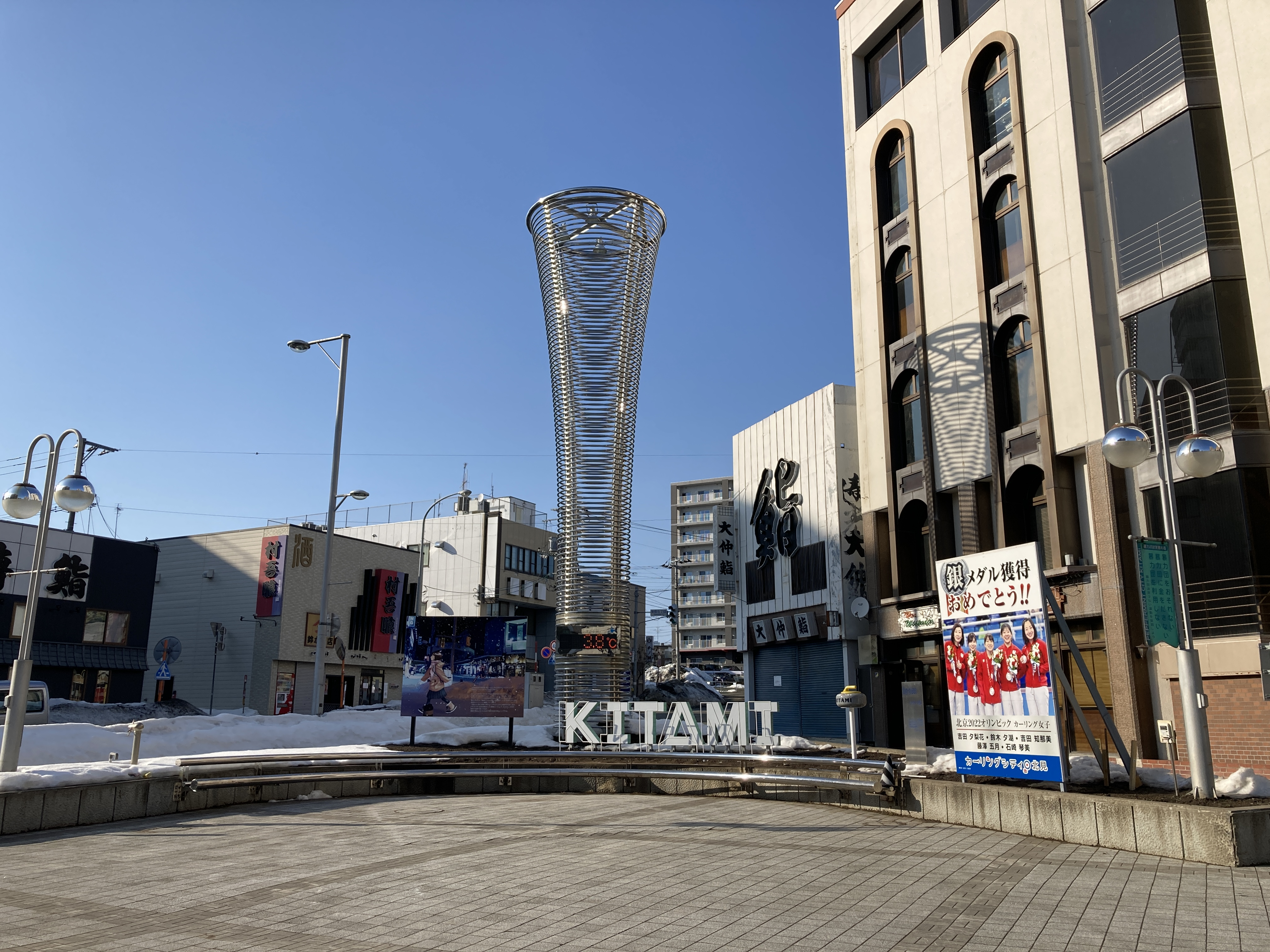
山下ロータリー広場（2022年3月）

オホーツク圏の中心都市であり、産業別の就業者数は第一次産業7.6 %、第二次産業18.8 %、第三次産業73.6 %（平成22年）となっており、北海道内の主要都市を比較すると第一次産業の割合が高くなっているが、1次、2次産業ともに減少傾向にあり、3 次産業の比率が増加している。

### 組合
- きたみらい農業協同組合（JAきたみらい） - 北見市の内、旧北見市・旧留辺蘂町・旧端野町の範囲
- 常呂町農業協同組合（JAところ） - 北見市の内、旧常呂町の範囲
- オホーツク農業協同組合連合会
- ホクレン北見支所・北見鶏卵流通センター
- 北海道農業共済組合（NOSAI北海道）オホーツク統括センター・北見家畜診療所
- 常呂漁業協同組合
- サロマ湖養殖漁業協同組合
- 北海道森林組合連合会北見営業所
- 北見広域森林組合
- 北見市商店街振興組合連合会
- 北見環境事業協同組合
- 赤帽北海道軽自動車運送協同組合北見支部

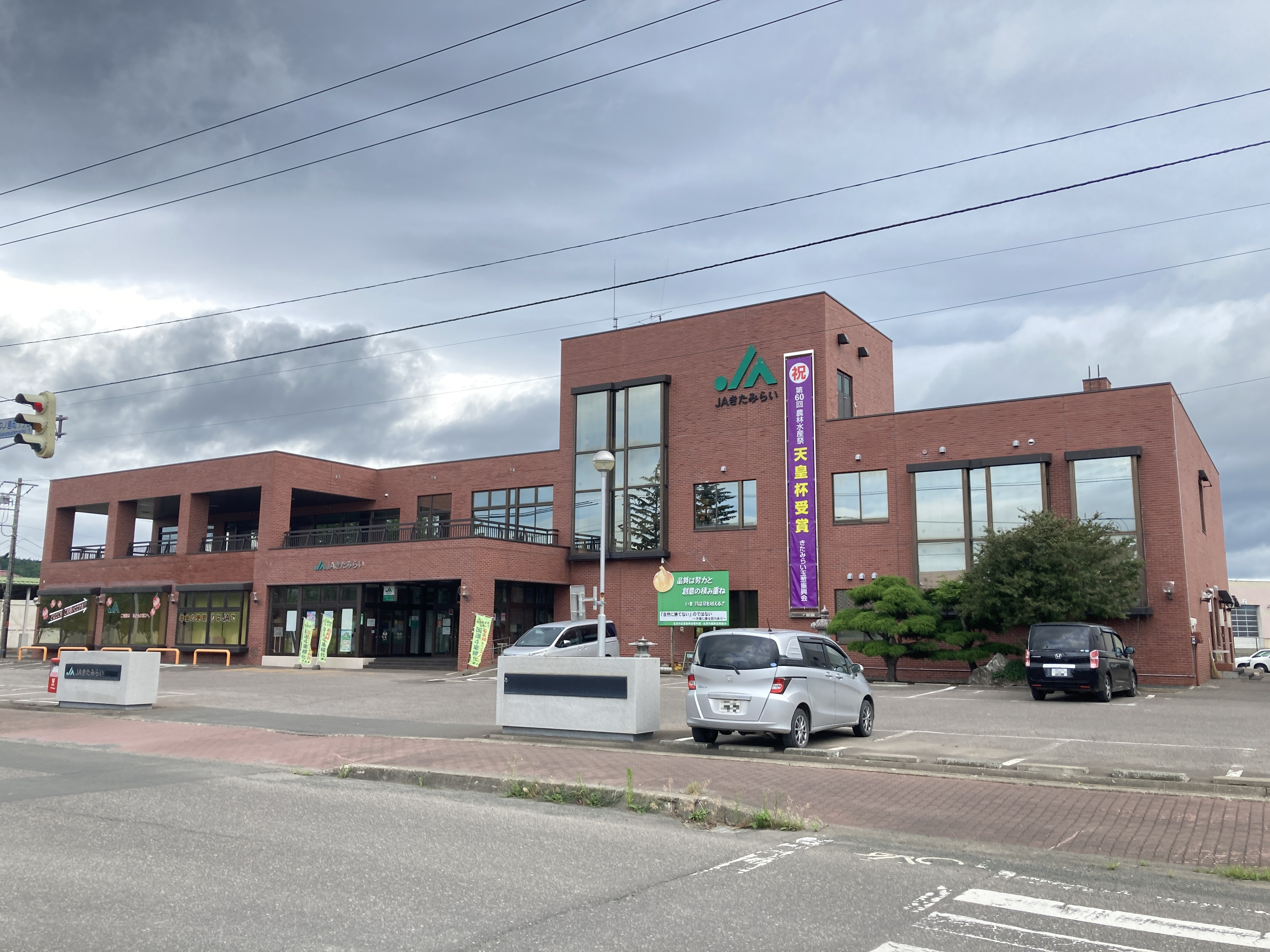
JAきたみらい本所
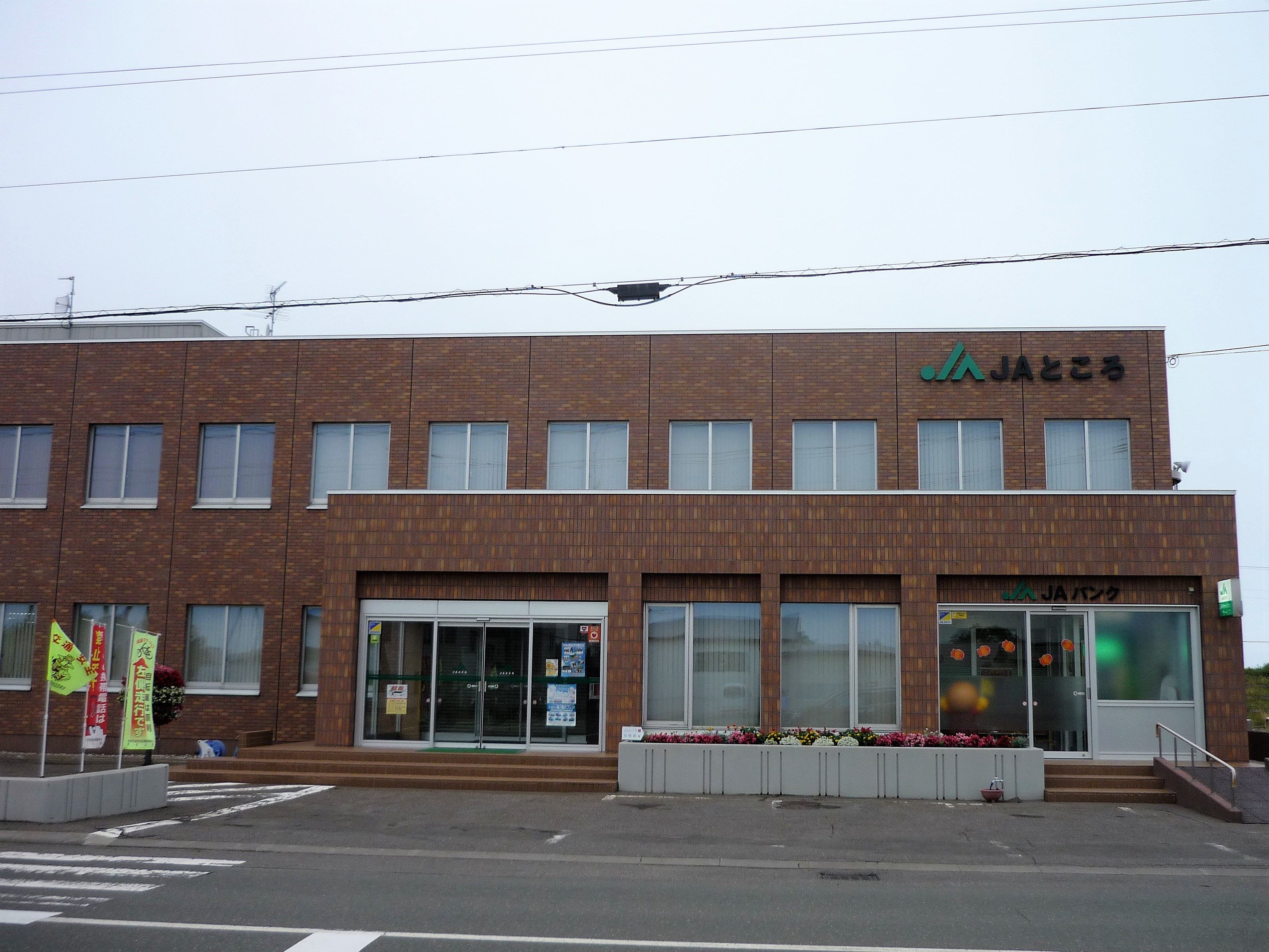
JAところ本所
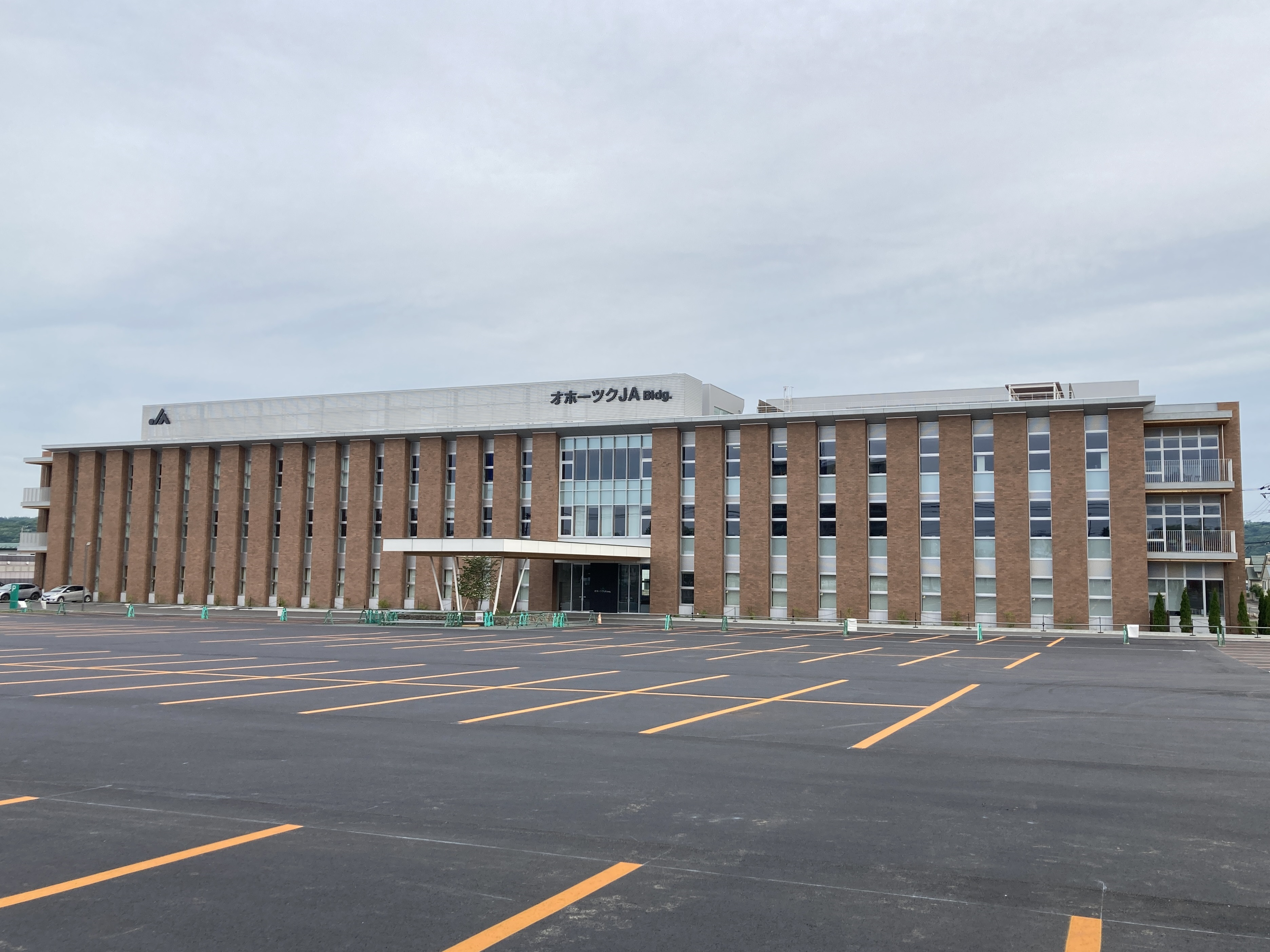
オホーツクJA Bldg. 農業関連団体が多数入居する。

### 第一次産業

#### 農業
農業においては玉ねぎの生産量・出荷量が日本一となっているほか、小麦、てん菜、馬鈴しょを基幹作物として米、豆類、野菜などの作物や畜産を含めた多様な経営が行われているが、農家戸数は年々減少している。酪農、肉用牛の生産高は農業全体の約20%を占め、畜産物を通じた加工食品の生産などが産業を支えている。

#### 漁業
漁業はオホーツク海とサロマ湖を漁場にホタテ、カキ、サケ、マスを中心とした沿岸漁業で、つくり育てる漁業（養殖業）も行っている。工業は地場産業の中核として新製品開発や技術力向上に取組んできた。また、地域の主力産品である玉ねぎの高次加工、水産資源の加工、木材資源の加工に関連した企業が集積しているが、こちらも事業所数、従業者数ともに減少している。

### 第二次産業
組合
- 北見地方建設事業協同組合
- 北見管工事事業協同組合
- 北見地方自動車整備協同組合

### 第三次産業
商業は北見市の卸売業、小売業の年間販売額はともに減少傾向にあり、事業所数、従業者数も減少している。観光業においては、サロマ湖や温根湯温泉を中心に年間約150万人の観光客入込みがある。しかし宿泊者数は年間延べ約45万人前後で推移しており、いわゆる「通過型」の観光地となっている。

#### 商業施設
ショッピングセンター・スーパーマーケット
- 北見メッセ
  - ショッピングセンターメッセ
- 東武
  - 東武イーストモール
- イオン北海道（イオングループ）
  - イオン北見店
- 大和ハウスリアルティマネジメント（大和ハウスグループ）
  - アクロス北見
- 道東アークス（アークスグループ）
  - スーパーアークス小泉店
  - スーパーアークスメッセ（ショッピングセンターメッセ内）
  - スーパーアークス桜町店（アクロス北見内）
  - フクハラ三輪店
  - フクハラタイガー店
  - ラルズマート本町店
  - ラルズマート高栄店
  - ラルズマート留辺蘂店
- 生活協同組合コープさっぽろ北見地区
  - みわ店
  - きよみ店
  - きたみ春光店
- ホクレン商事
  - エーコープあいのない店
  - エーコープたんの店
  - エーコープるべしべ店
  - エーコープおんねゆ店
- トライアルカンパニー
  - スーパーセンタートライアル北見中ノ島店
  - スーパーセンタートライアル北見並木店
- 神戸物産
  - 業務スーパー北見三輪店
  - 業務スーパー北見小泉店
- 全日食チェーン
  - シティマーケット北見店

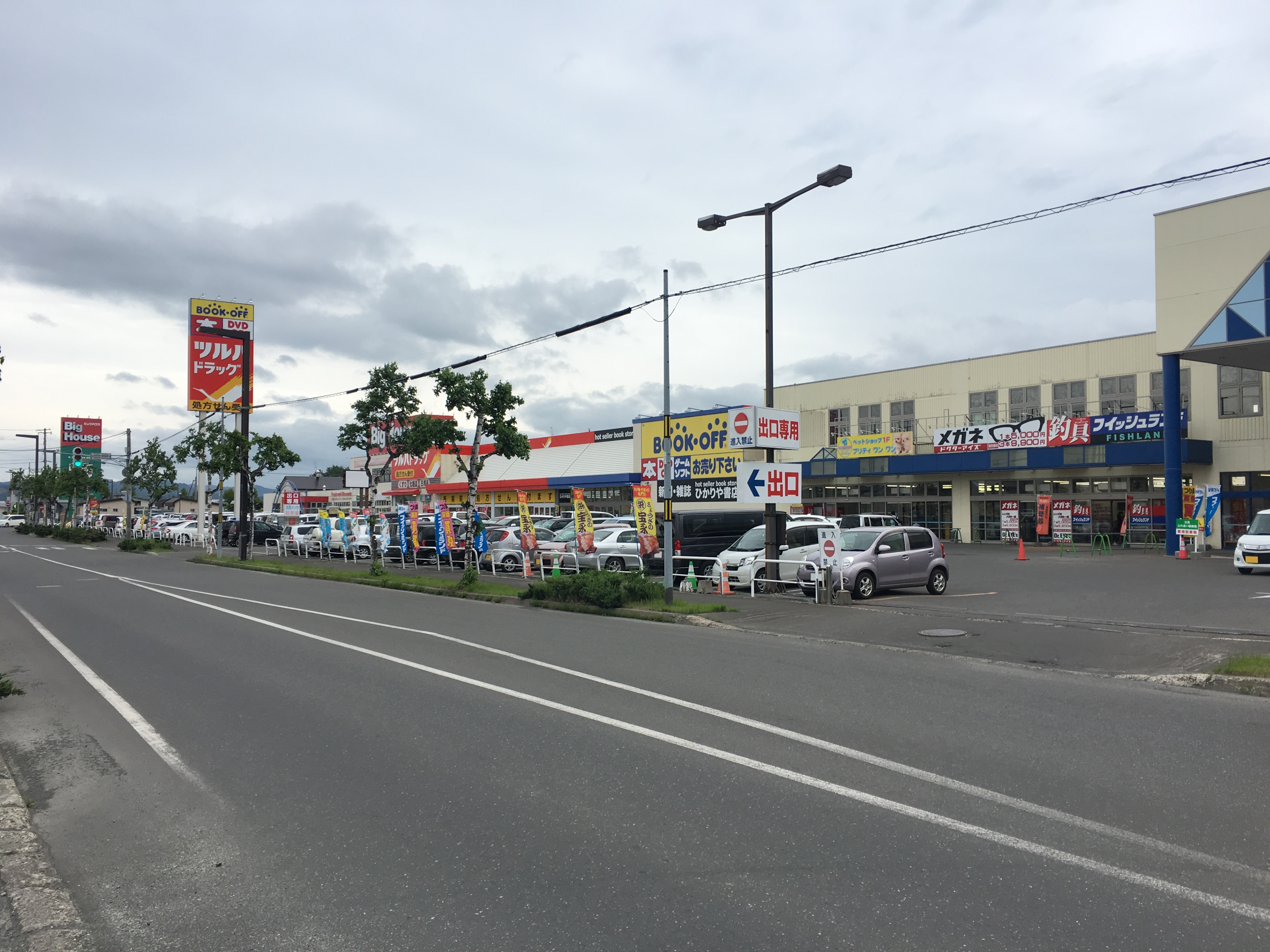
ショッピングセンターメッセ（2019年6月）
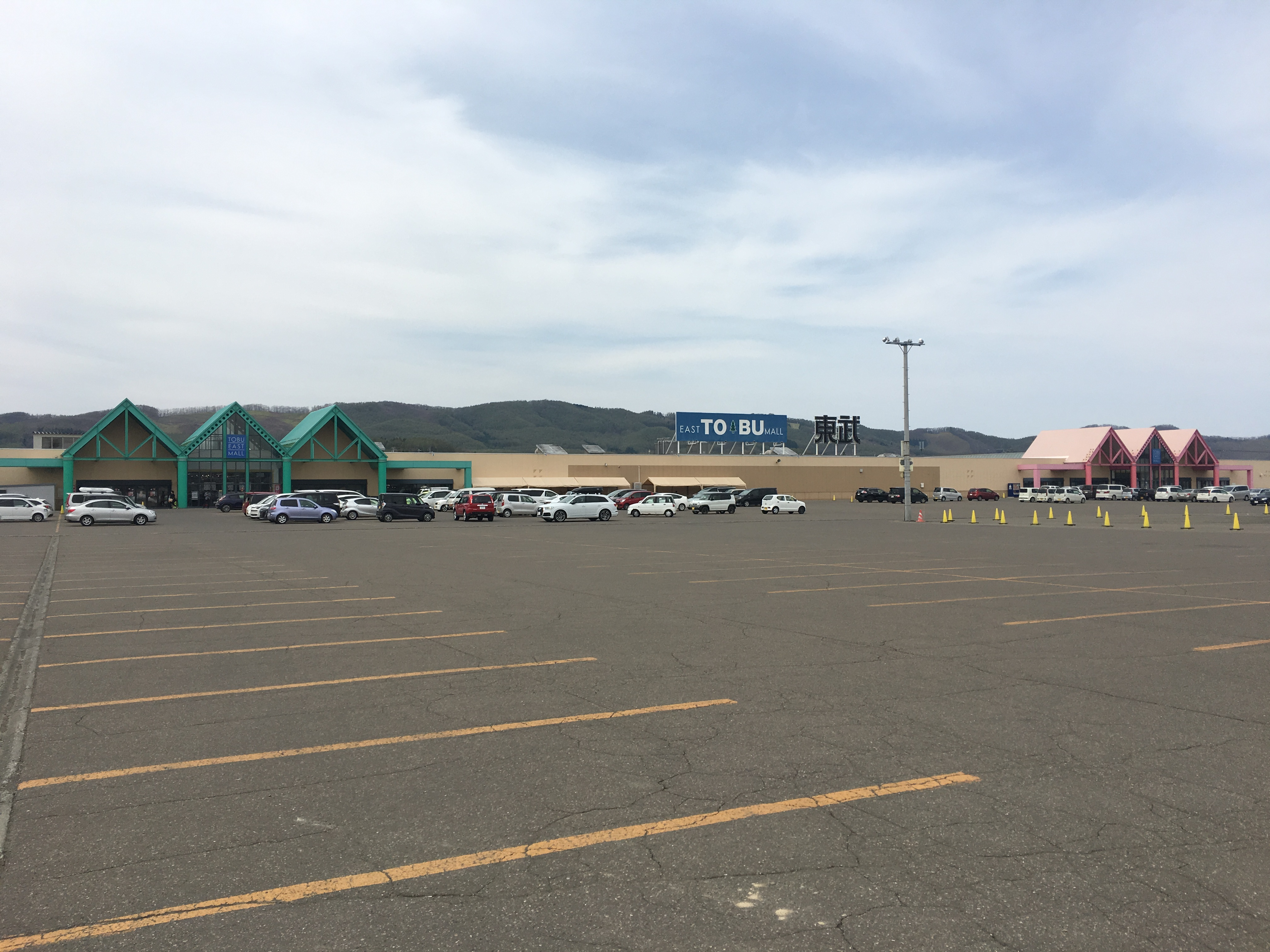
東武イーストモール（2019年5月）
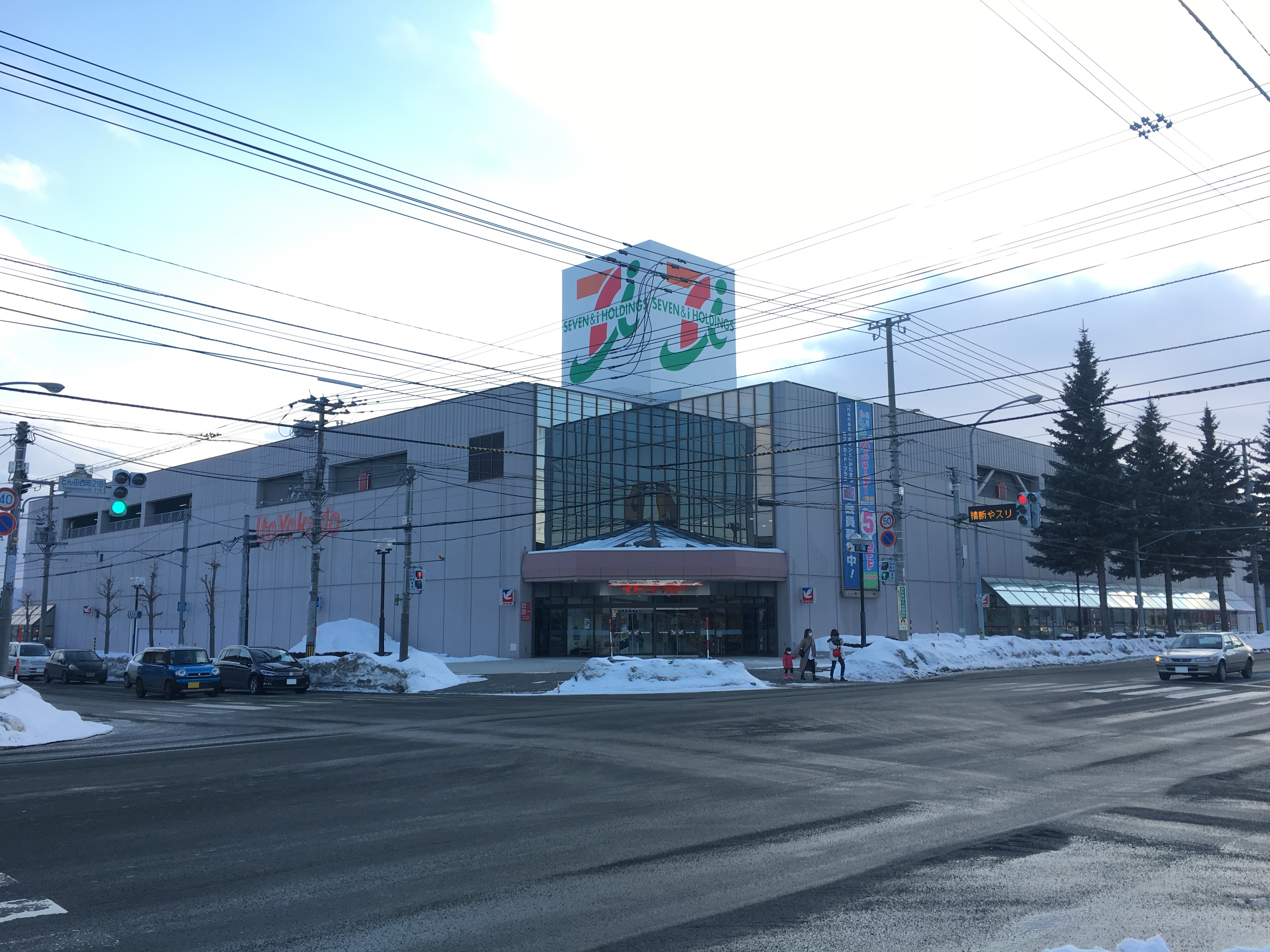
イトーヨーカドー北見店（2019年2月）
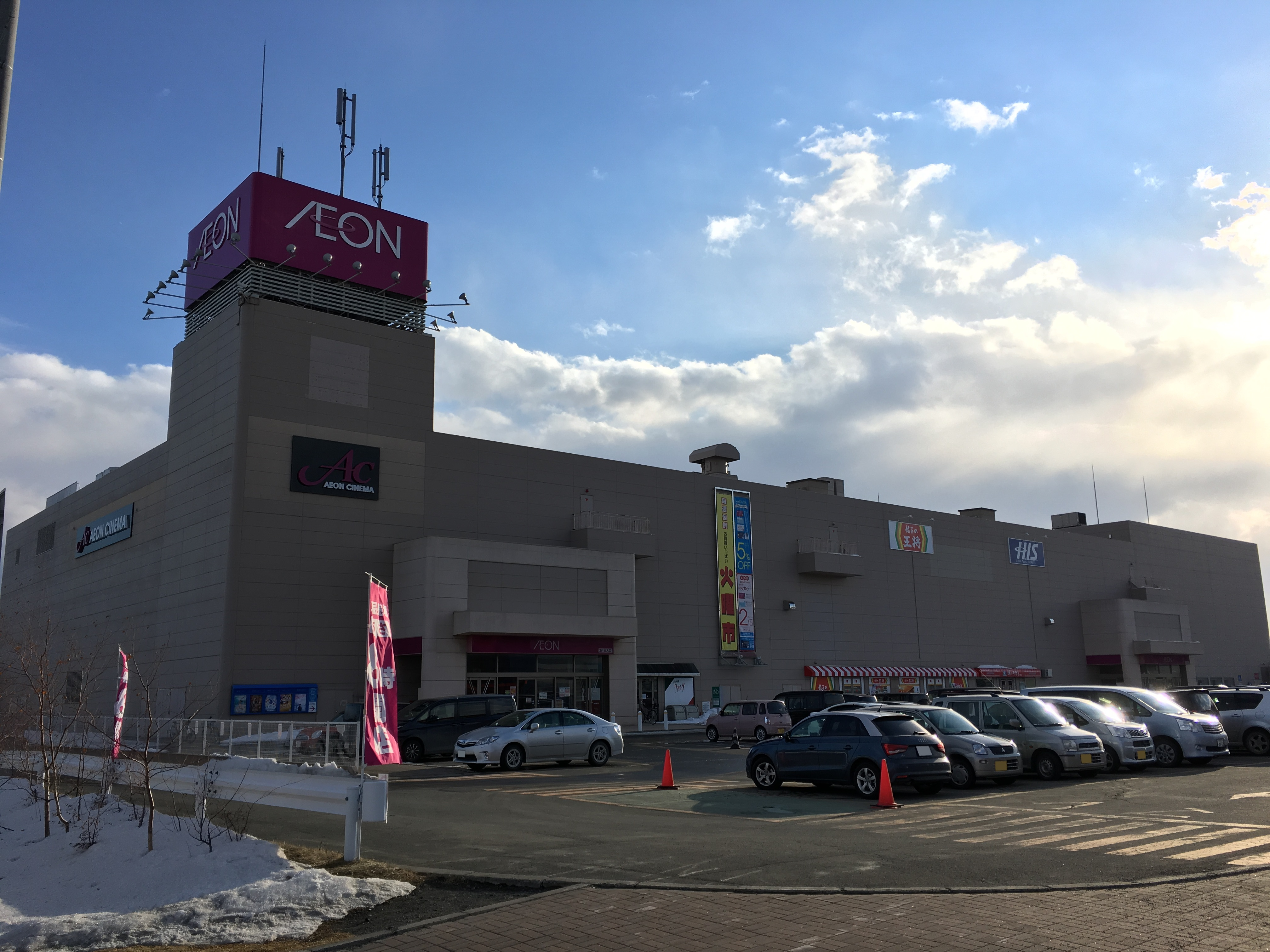
イオン北見店（2017年3月）
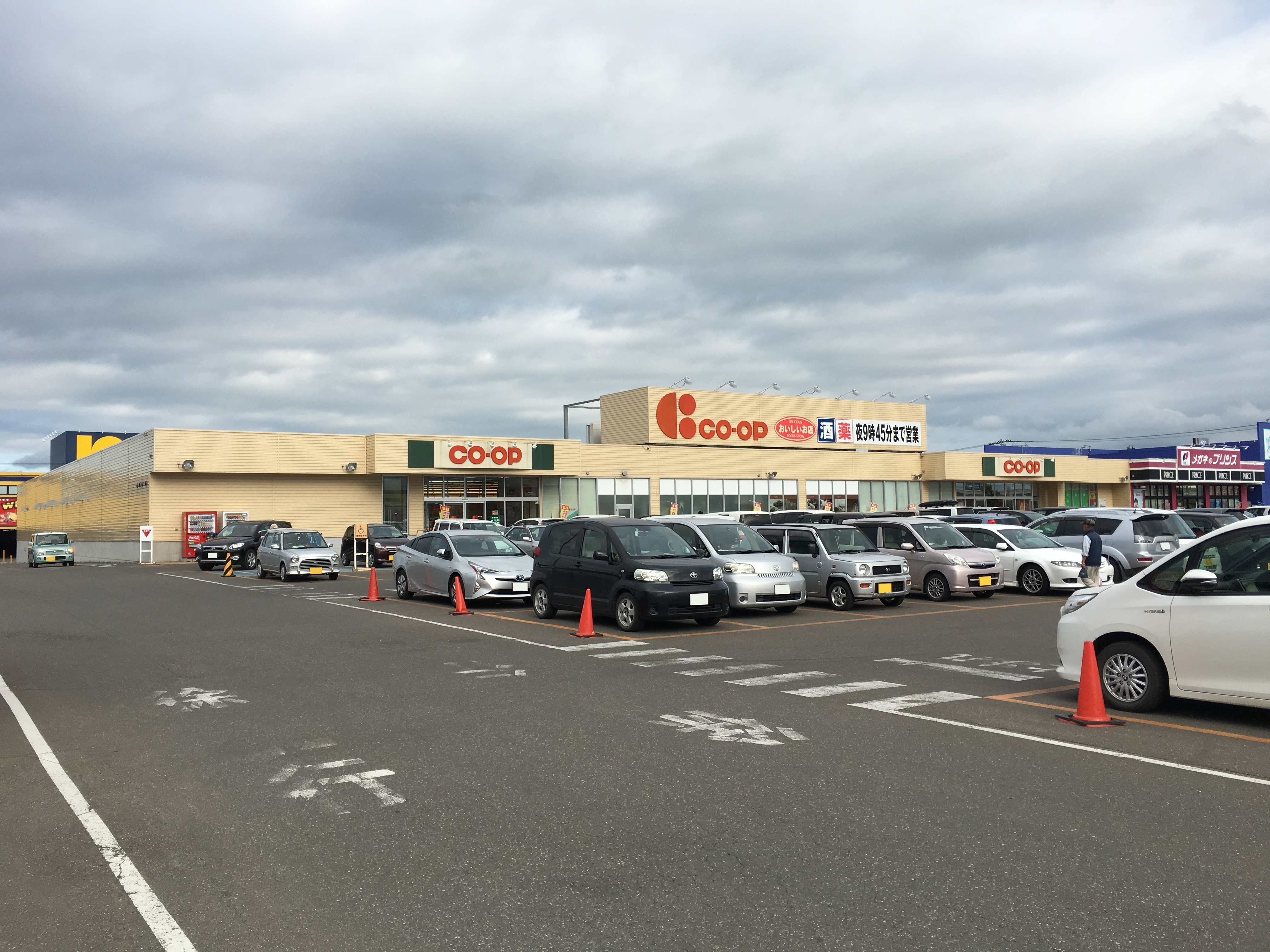
コープさっぽろみわ店（2016年7月）
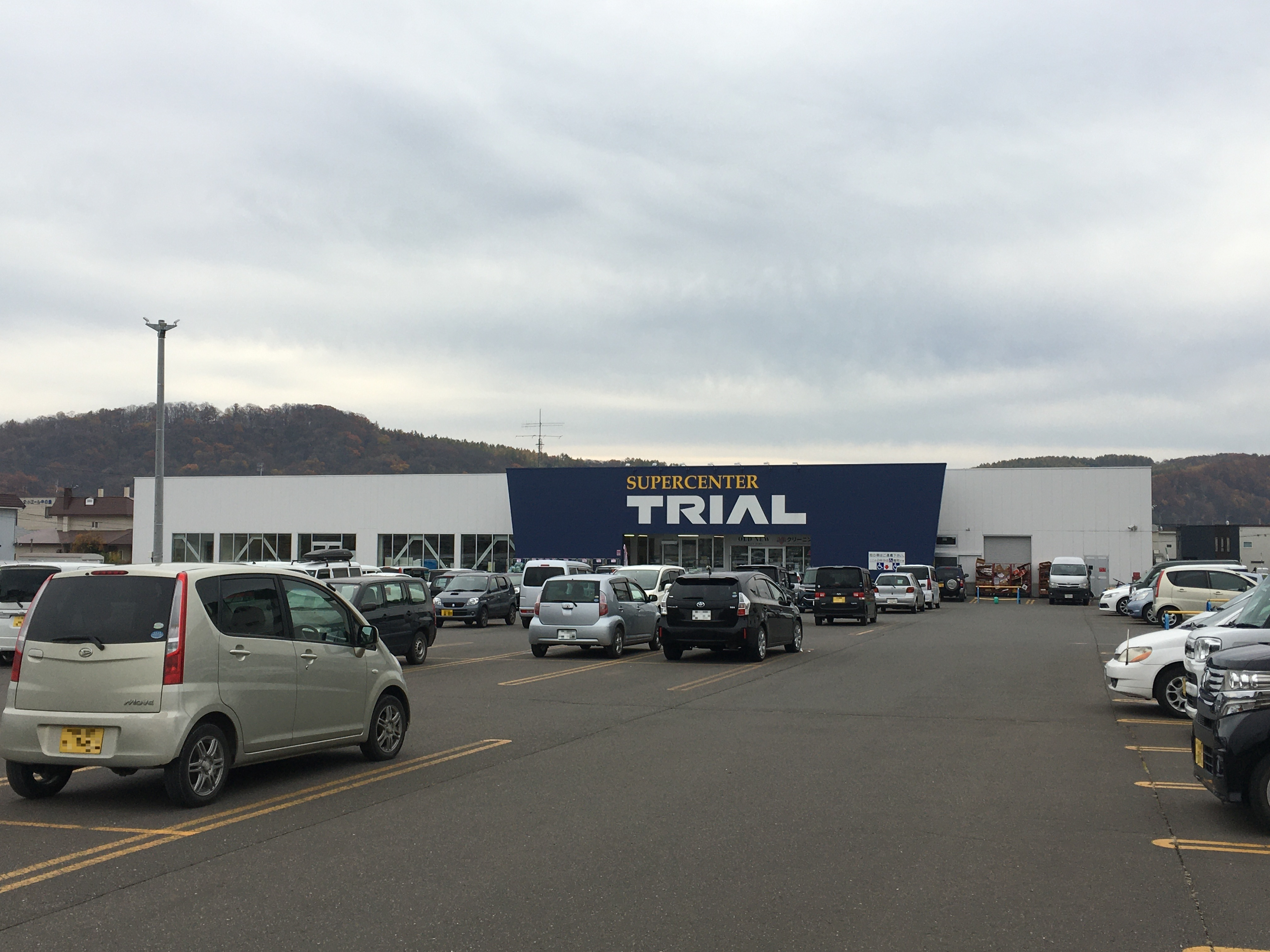
スーパーセンタートライアル北見中ノ島店（2020年11月）

### 物流
- ヤマト運輸道東主管支店
  - 北見中央センター・北見西センター・北見南センター
  - 留辺蘂センター
  - 常呂センター
- 佐川急便北見営業所

### 金融機関
- 北海道銀行：北見支店、北見とん田支店
- 北洋銀行：北見中央支店、留辺蘂支店（現在は北見中央支店内に移転）
- 北見信用金庫：本店、留辺蘂支店、温根湯支店、相内支店、西支店、東支店、三輪支店、ことぶき支店、卸町支店、北光支店、端野支店、常呂支店、南大通支店
- 網走信用金庫：北見支店、常呂支店、北進支店
- 遠軽信用金庫：北見支店、西富支店、東支店
- 北海道労働金庫：北見支店
- JAバンク北海道（北海道信用農業協同組合連合会）：JAきたみらい本店、温根湯支店、留辺蘂支店、相内支店、上常呂支店、端野支店、JAところ本所
- JFマリンバンク北海道（北海道信用漁業協同組合連合会）：JF常呂本所

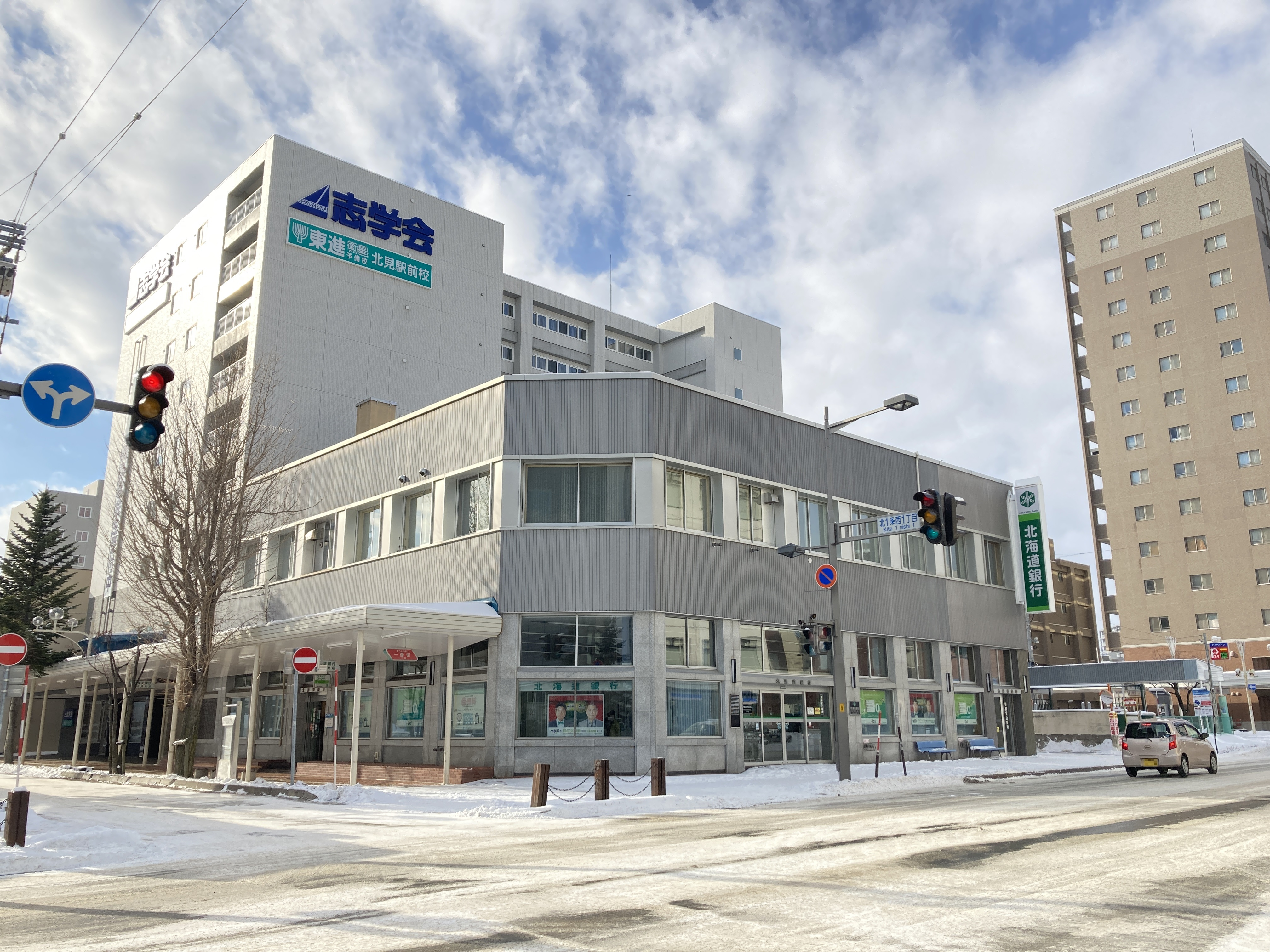
北海道銀行北見支店 （2021年12月）
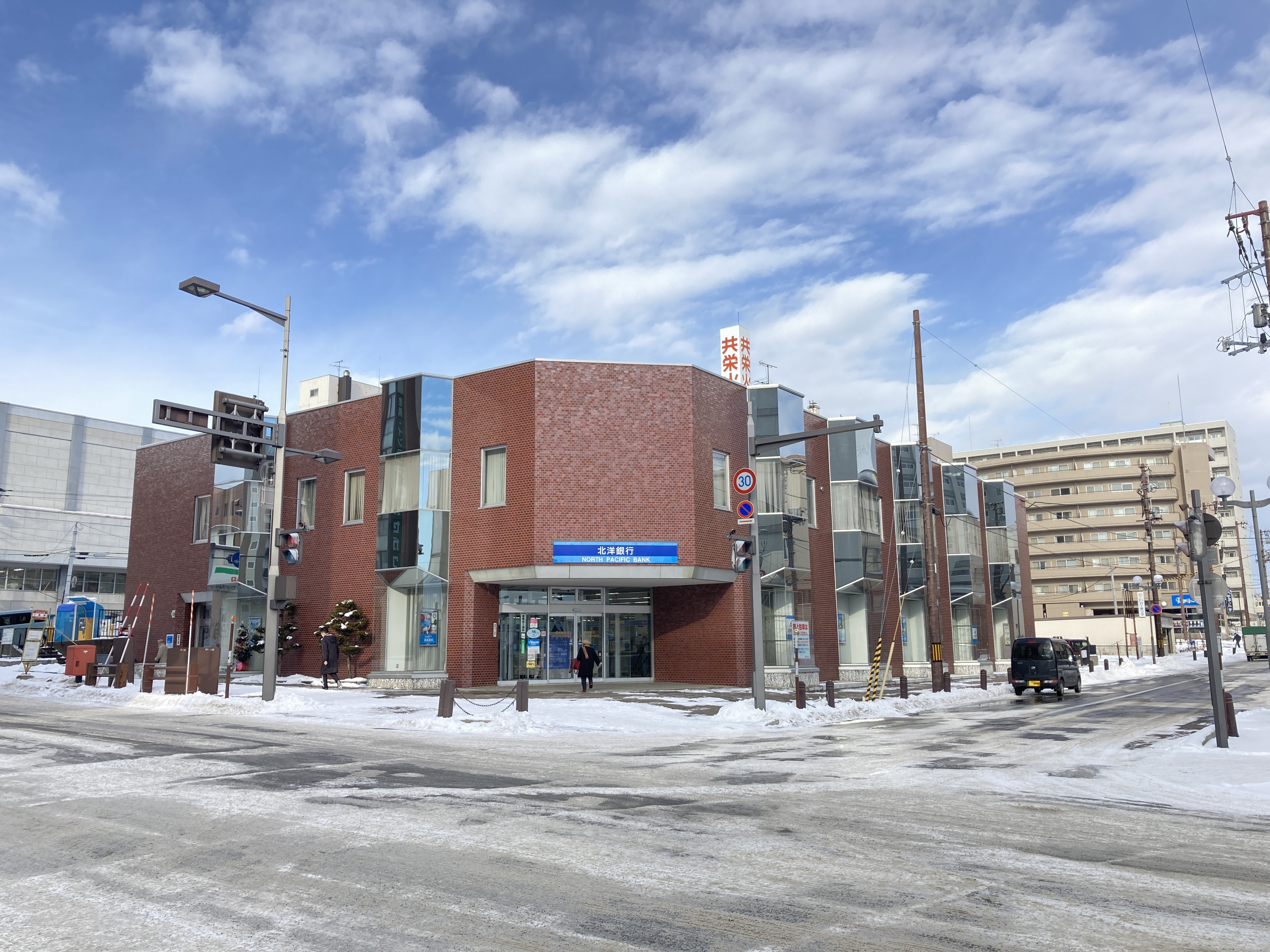
北洋銀行北見中央支店 （2021年12月）
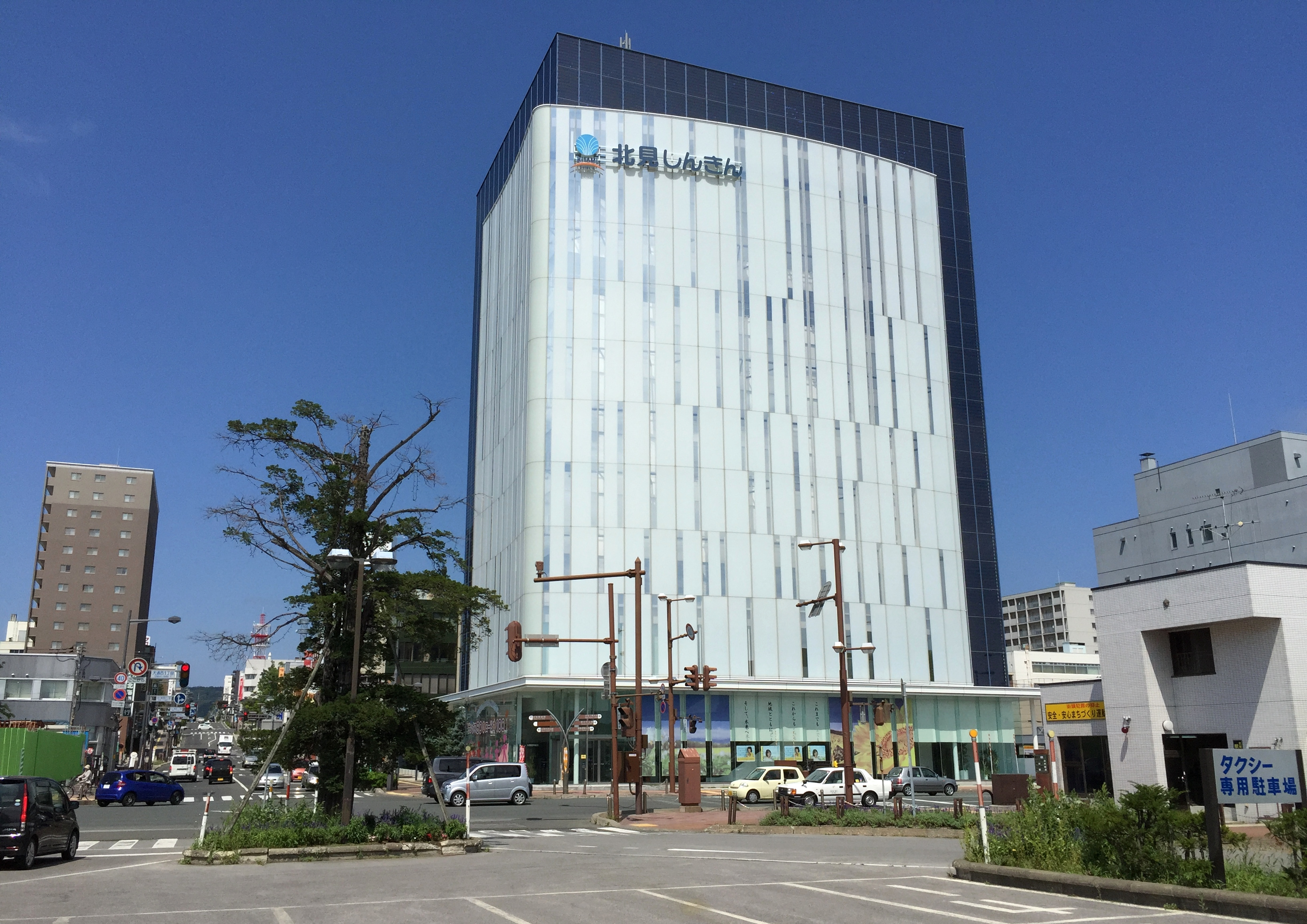
北見信用金庫本店 （2015年8月）
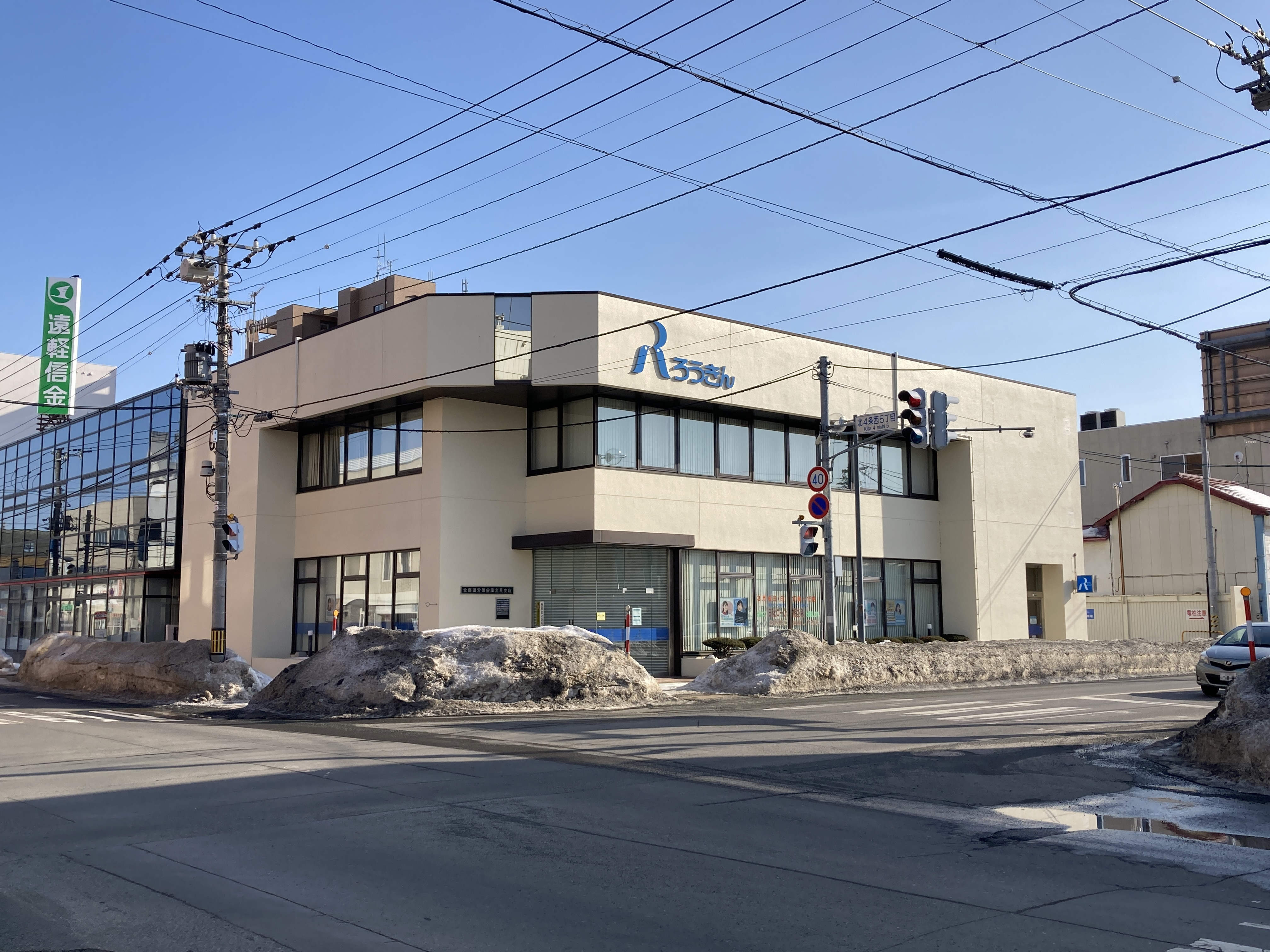
北海道労働金庫北見支店 （2022年3月）

営業終了した金融機関
- 北海道拓殖銀行北見支店、とん田支店、留辺蘂支店（1998年（平成10年）11月10日を以って営業終了。北洋銀行に統合・継承。）
- 網走信用組合北見支店（2002年（平成14年）7月5日を以って営業終了。釧路信用組合に引き継がれた。）
- 北陸銀行北見支店（2005年（平成17年）3月を以って北海道銀行北見支店に業務継承。）
- 札幌銀行北見支店（2008年（平成20年）10月10日、合併に伴い北洋銀行北見駅前支店と改称。その後、2009年（平成21年）11月16日に北見中央支店へ統合。）
- 紋別信用金庫（2009年（平成21年）11月に北見信用金庫と合併[64]。）

### 拠点を置く主な企業
50音順
- FMオホーツク
- オホーツクビール
- 菓子處大丸
- 北一食品
- 北見信用金庫
- 北見日産自動車
- 北見ハッカ通商
- 京セラ
- 山樹氷
- しんや
- 清月
- 正和
- 伝書鳩
- 道東ラルズ
- 日清製粉
- 日専連ニックコーポレーション
- 野村興産
- 物林
- ホクリヨウ
- 北海道北見バス
- 北海道糖業

## 情報･通信

### マスメディア

#### 新聞社
- 北海道新聞社北見支社
- 読売新聞北海道支社北見支局
- 朝日新聞北海道支社北見支局
- 毎日新聞北海道支社北見通信部
- 北海道建設新聞社北見支社

フリーペーパー
- 伝書鳩北見本社、留辺蘂事務所
- グラ・スタイル[65]

#### 放送局
テレビ
- NHK北見放送局
- 北海道放送（HBC） 北見放送局
- 札幌テレビ放送（STV） 北見放送局

ラジオ
- FMオホーツク（2022年2月11日以降、放送休止を経て同年8月9日に廃止された）

## 生活基盤

### ライフライン

#### 電力
- 北海道電力北見支店

#### ガス
- 北海道ガス（北ガス）北見支店

#### 上下水道

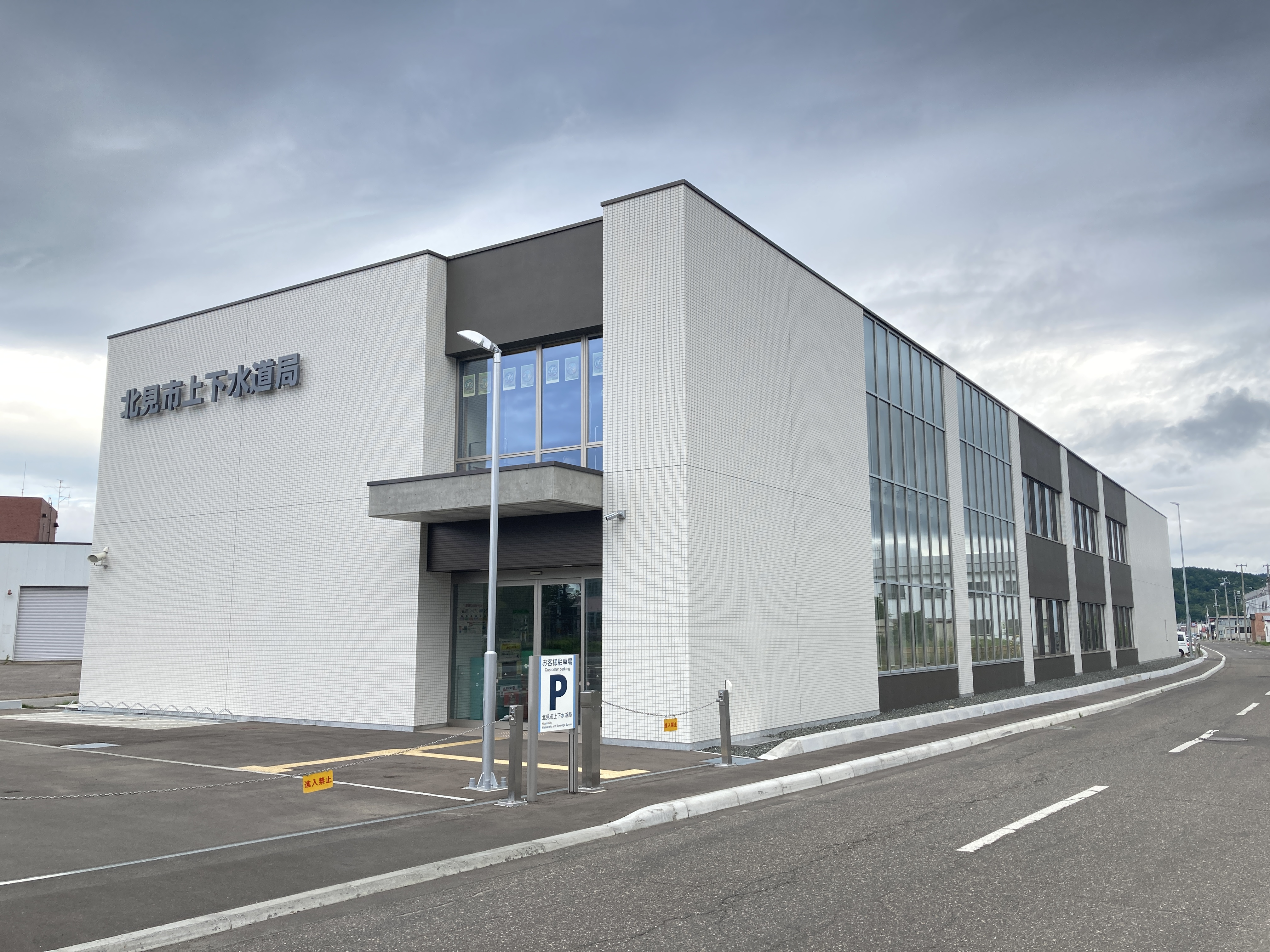
北見市上下水道局

- 北見市上下水道局

## 教育

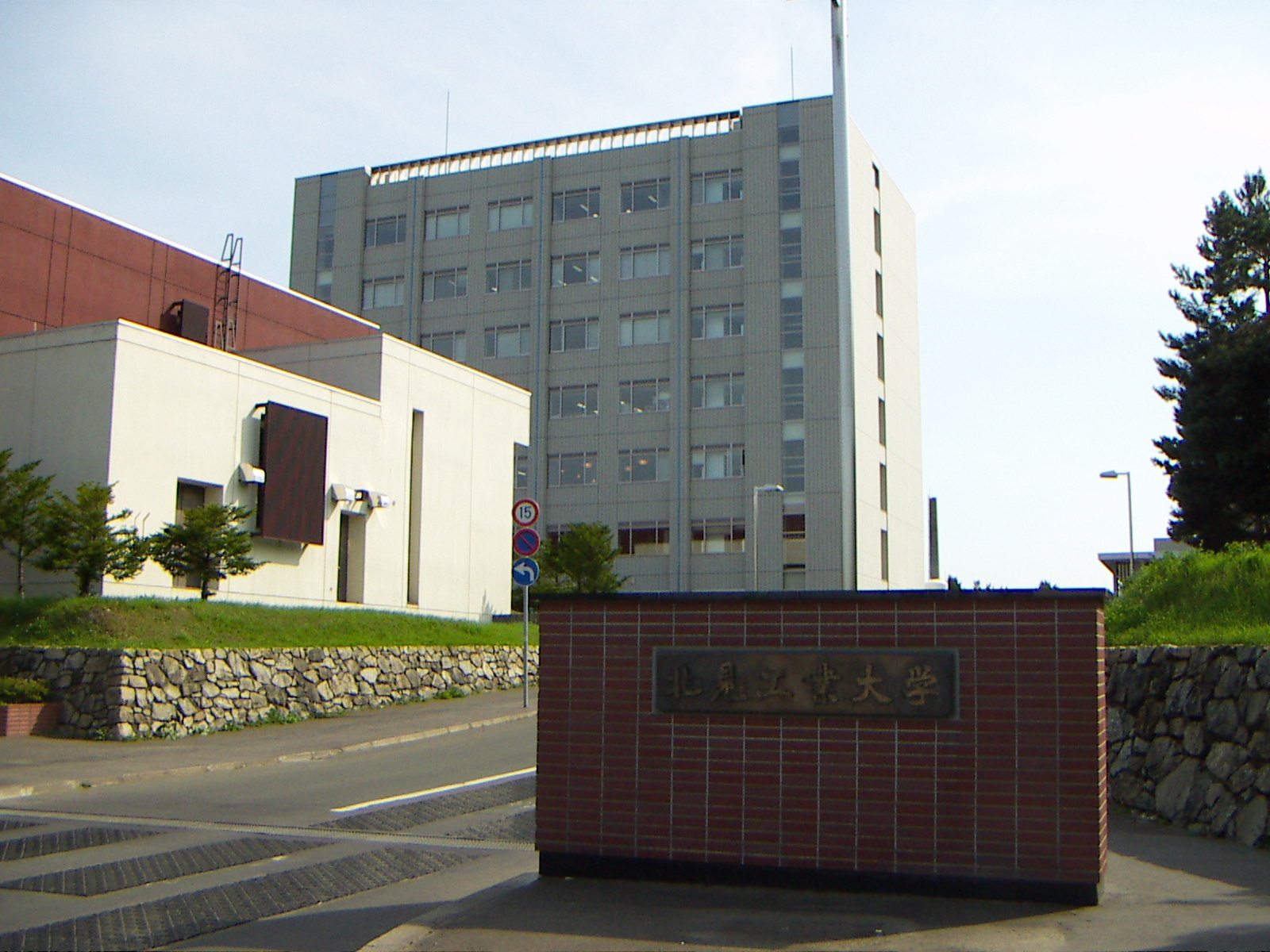
北見工業大学正門（2004年7月）

### 大学
国立
- 北見工業大学
- 東京大学 大学院人文社会系研究科附属北海文化研究常呂実習施設常呂資料陳列館[66]

私立
- 日本赤十字北海道看護大学

### 専修学校
- 北見商科高等専修学校
- 北見美容専門学校
- 北見医師会看護専門学校
- 北見情報ビジネス専門学校
- オホーツク社会福祉専門学校

### 高等学校
道立
- 北海道北見北斗高等学校
- 北海道北見柏陽高等学校
- 北海道北見緑陵高等学校
- 北海道北見工業高等学校
- 北海道北見商業高等学校
- 北海道留辺蘂高等学校
- 北海道常呂高等学校

私立
- 北見藤高等学校

通信
- 池上学院高等学校

### 義務教育学校
市立
- おんねゆ学園

### 中学校
市立
- 相内中学校
- 上常呂中学校
- 北中学校
- 小泉中学校
- 高栄中学校
- 光西中学校
- 端野中学校
- 東陵中学校
- 常呂中学校
- 北光中学校
- 東相内中学校
- 瑞穂中学校(平成30年閉校)
- 南中学校
- 留辺蘂中学校

### 小学校
市立
- 相内小学校
- 上常呂小学校
- 川沿小学校
- 錦水小学校
- 小泉小学校
- 高栄小学校
- 北小学校
- 大正小学校
- 端野小学校
- 中央小学校
- 常呂小学校
- 豊地小学校
- 西小学校
- 東小学校
- 東相内小学校
- 北光小学校
- 瑞穂小学校(2018年閉校)
- 緑小学校
- 南小学校
- 美山小学校
- 三輪小学校
- 留辺蘂小学校
- 若松小学校

### 特別支援学校
- 北海道北見支援学校

### 保育園
「保育園・認定こども園・幼稚園・小規模保育施設一覧」参照
市立
- 中央保育園
- 西保育園
- 東保育園
- とん田保育園
- 小泉保育園
- 高栄保育園
- 端野中央保育園
- 常呂保育園
- さかえ保育園
- 温根湯温泉保育園

私立
- あいのない保育園

### 認定こども園
「保育園・認定こども園・幼稚園・小規模保育施設一覧」参照
- 認定こども園北見くるみ幼稚園
- 認定こども園留辺蘂マリア幼稚園
- 認定こども園北見大谷幼稚園ほいくの森
- 認定こども園北見ときわ幼稚園
- 認定こども園北見北光幼稚園
- 認定こども園美山遊子
- 認定こども園めぐみ
- 認定こども園ひかり
- 認定こども園北進
- 夕陽ヶ丘認定こども園
- 認定こども園ほっこう
- 光西認定こども園
- みなみ認定こども園
- 認定こども園みわ保育園
- 北見藤幼稚園
- 北見聖母幼稚園
- 北見マリア幼稚園
- 認定こども園北見わかば幼稚園
- 北見さくら幼稚園
- 認定こども園緑ヶ丘遊子
- 認定こども園北見太陽保育園
- 認定こども園つくし保育園

### 幼稚園
「保育園・認定こども園・幼稚園・小規模保育施設一覧」参照
- 北見幼稚園
- 北見のぞみ幼稚園
- 高栄幼稚園

### 小規模保育施設
「保育園・認定こども園・幼稚園・小規模保育施設一覧」参照
- こびとのうち保育所
- ゆうし小規模保育園

### 学校教育以外の施設
- 北海道立北見高等技術専門学院
- 北見地域職業訓練センター（スキルアップセンター北見）[68]
- 北海道立青少年体験活動支援施設ネイパル北見[54]
- 野付牛自動車学校[69]
- 芽室自動車学校北見教習センター[70]

## 交通

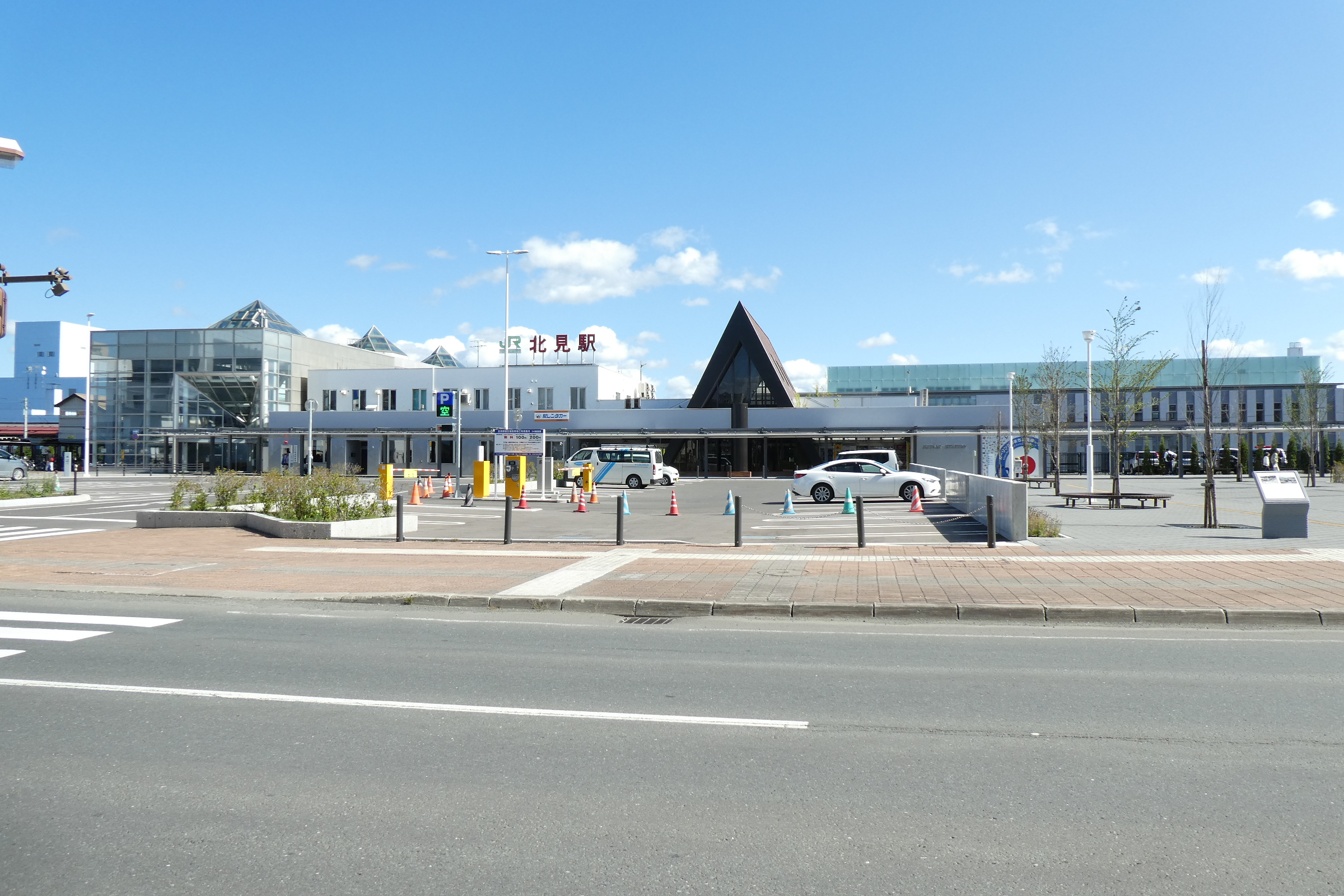
北見駅

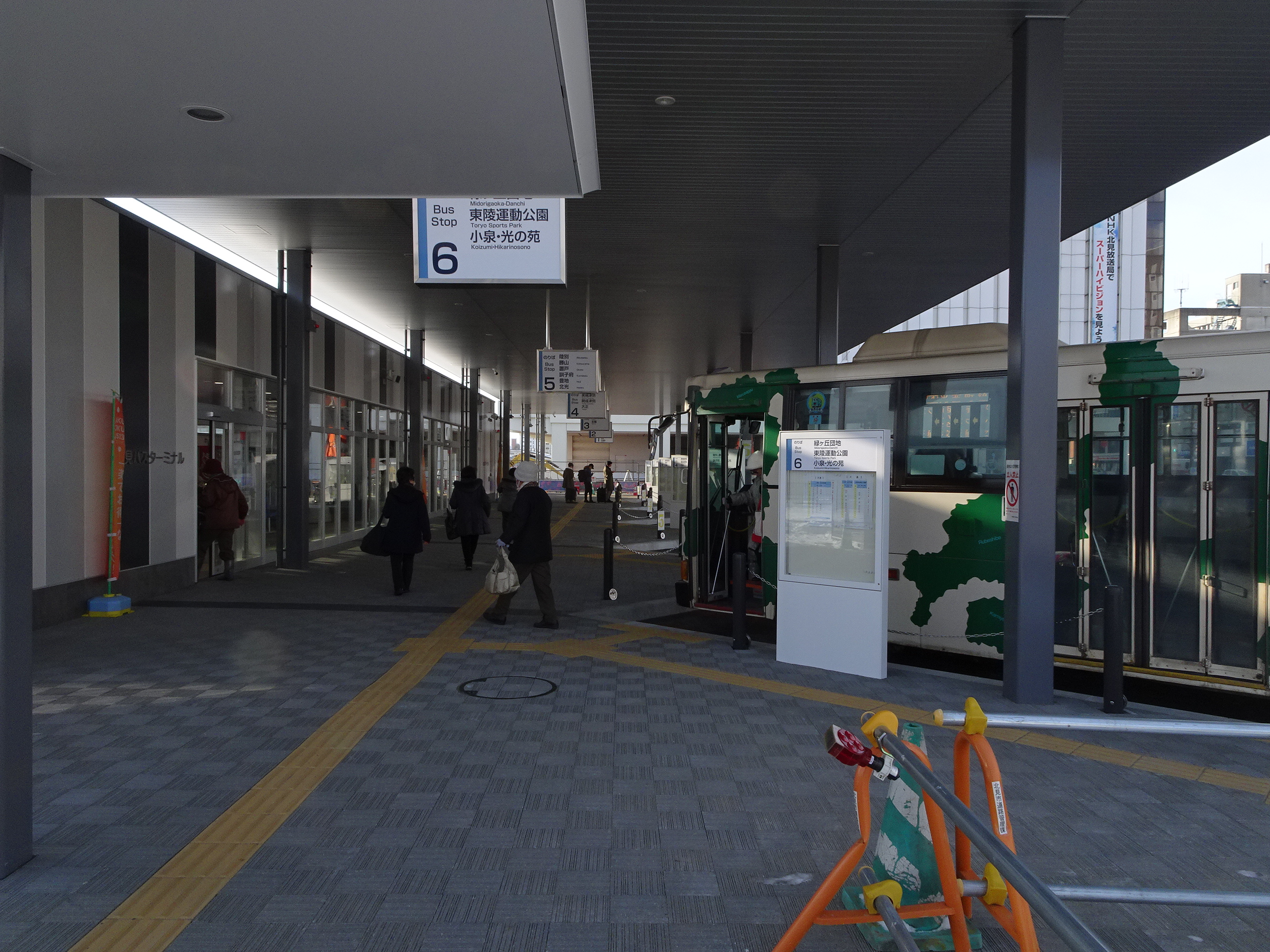
北見バスターミナル（2018年12月）

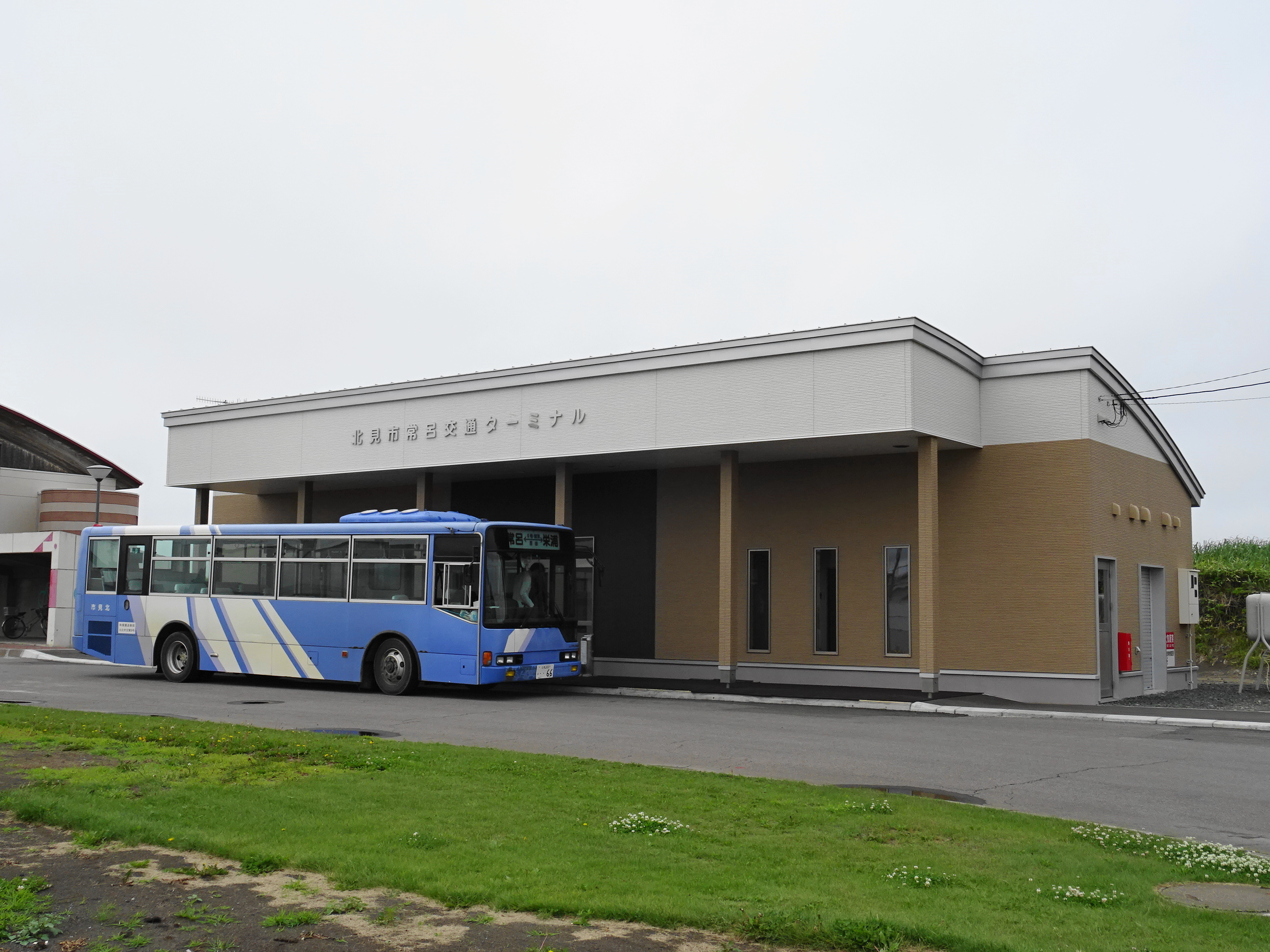
北見市常呂交通ターミナルと北見市営バス（2016年7月）

### 空港
- 女満別空港（大空町）

#### 場外離着陸場
- 北見地区農道離着陸場（スカイポートきたみ）[71]

### 鉄道
北海道旅客鉄道（JR北海道）
- 石北本線：西留辺蘂駅 - 留辺蘂駅 - 相内駅 - 東相内駅 - 西北見駅 - 北見駅 - 柏陽駅 - 愛し野駅 - 端野駅 - 緋牛内駅
  - かつて、西留辺蘂駅の隣に金華駅が存在したが、2016年3月26日のダイヤ改正時に旅客扱いを廃止[72]し、信号場となった[73]。

#### 廃止された路線
日本国有鉄道（国鉄）
- 湧網線（1987年3月20日廃止）
  - 北見富丘駅 - 東富丘仮乗降場 - 北見共立駅 - 土佐仮乗降場 - 常呂駅 - 常呂港仮乗降場

北海道ちほく高原鉄道
- ふるさと銀河線（2006年4月21日廃止）
  - 広郷駅 - 上常呂駅 - 北光社駅 - 北見駅

### バス
北海道北見バスが「北見バスターミナル」（北見駅隣接）を中心に市内線・郊外線を運行する。
旧・北見市域と旧・常呂町域では佐呂間町ふれあいバス（佐呂間町間との利用のみ）、旧・北見市域では北紋バス（紋別市間との利用のみ）、旧・常呂町域では網走バスと北見市営バス（旧・常呂町営バス）、旧・留辺蘂町域では市街地循環コミュニティバスや一般客も乗車可能なスクールバスも運行している。
都市間高速バスは、札幌市方面、新千歳空港方面、旭川市方面、釧路市方面と結ばれる。札幌市方面は「北見特急ニュースター号」（北海道バス）が2021年（令和3年）9月10日より運行を開始し、既存の「ドリーミントオホーツク号」（北海道北見バス、網走バス、北海道中央バス）と競合する。

### タクシー
- 金星北見ハイヤー
- 北見北交ハイヤー
- 温根湯北交ハイヤー
- 常呂ハイヤー
- 北見個人タクシー協会[80]

### 道路

#### 高速道路
高規格幹線道路
- E61 十勝オホーツク自動車道（北海道横断自動車道）
  - 北見道路： - 北見西IC - 北見北上IC - 北見中央IC - 北見川東IC - 北見東IC -
  - 端野高野道路（事業中）：北見東IC - 北見端野IC（事業中） - 北見緋牛内IC（事業中） -

地域高規格道路
- 遠軽北見道路（事業中）
  - 佐呂間道路（計画中） - 端野道路（計画中）

#### 国道
- 国道39号
- 国道238号
- 国道242号
- 国道333号

#### 道道
主要道道
- 北海道道7号北見常呂線
- 北海道道27号北見津別線
- 北海道道50号北見置戸線
- 北海道道88号本別留辺蘂線
- 北海道道103号留辺蘂浜佐呂間線
- 北海道道104号網走端野線
- 北海道道122号北見端野美幌線
- 北海道道143号北見白糠線

一般道道
- 北海道道217号北見美幌線
- 北海道道245号下仁頃相内停車場線
- 北海道道247号置戸温根湯線
- 北海道道261号置戸福野北見線
- 北海道道307号留辺蘂停車場線
- 北海道道308号日吉端野線
- 北海道道409号常呂港線
- 北海道道442号サロマ湖公園線
- 北海道道495号上常呂停車場線
- 北海道道555号東相内停車場線
- 北海道道556号緋牛内北見線
- 北海道道655号仁倉端野線
- 北海道道682号二又北見線
- 北海道道943号北見環状線
- 北海道道986号置戸訓子府北見線
- 北海道道1024号川向端野線
- 北海道道1033号土佐東浜線
- 北海道道1087号網走常呂自転車道線（旧湧網線跡を自転車道として整備）

#### 道の駅
- おんねゆ温泉

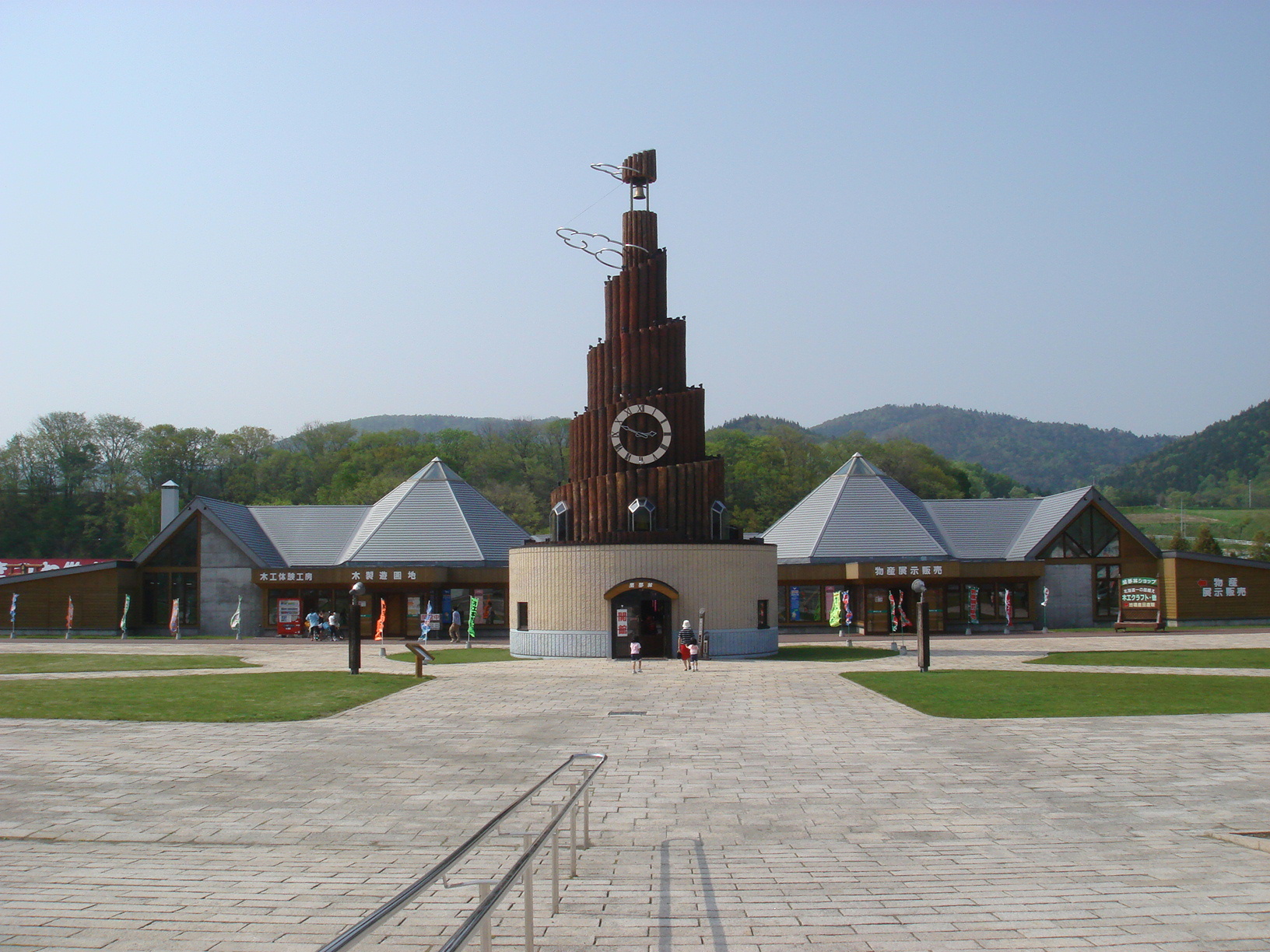
道の駅おんねゆ温泉

## 観光

### 文化財
「指定文化財」参照

#### 国指定
- 史跡
  - 常呂遺跡

#### 道指定
- 天然記念物
  - 温根湯エゾムラサキツツジ群落

#### 市指定
- 天然記念物
  - 緋牛内の大カシワ
  - カタクリ及び周囲の北方性落葉広葉樹林
- 史跡
  - 鎖塚の区域
- 民俗文化財
  - 屯田兵人形 - 信善光寺
- 有形文化財
  - 屯田兵屋 - 北網圏北見文化センター
  - ピーボディ・マルチニー銃 - 北網圏北見文化センター
  - 広郷遺跡の出土遺物 - 北網圏北見文化センター
  - 中ノ島遺跡の出土遺物 - 北網圏北見文化センター
  - 北進遺跡の出土遺物 - 北網圏北見文化センター
  - 旧野付牛屯田第四大隊中隊本部被服糧秣庫
  - ピアソン記念館
  - 北見ハッカ記念館
  - 武華駅逓（留辺蘂町開拓資料館）

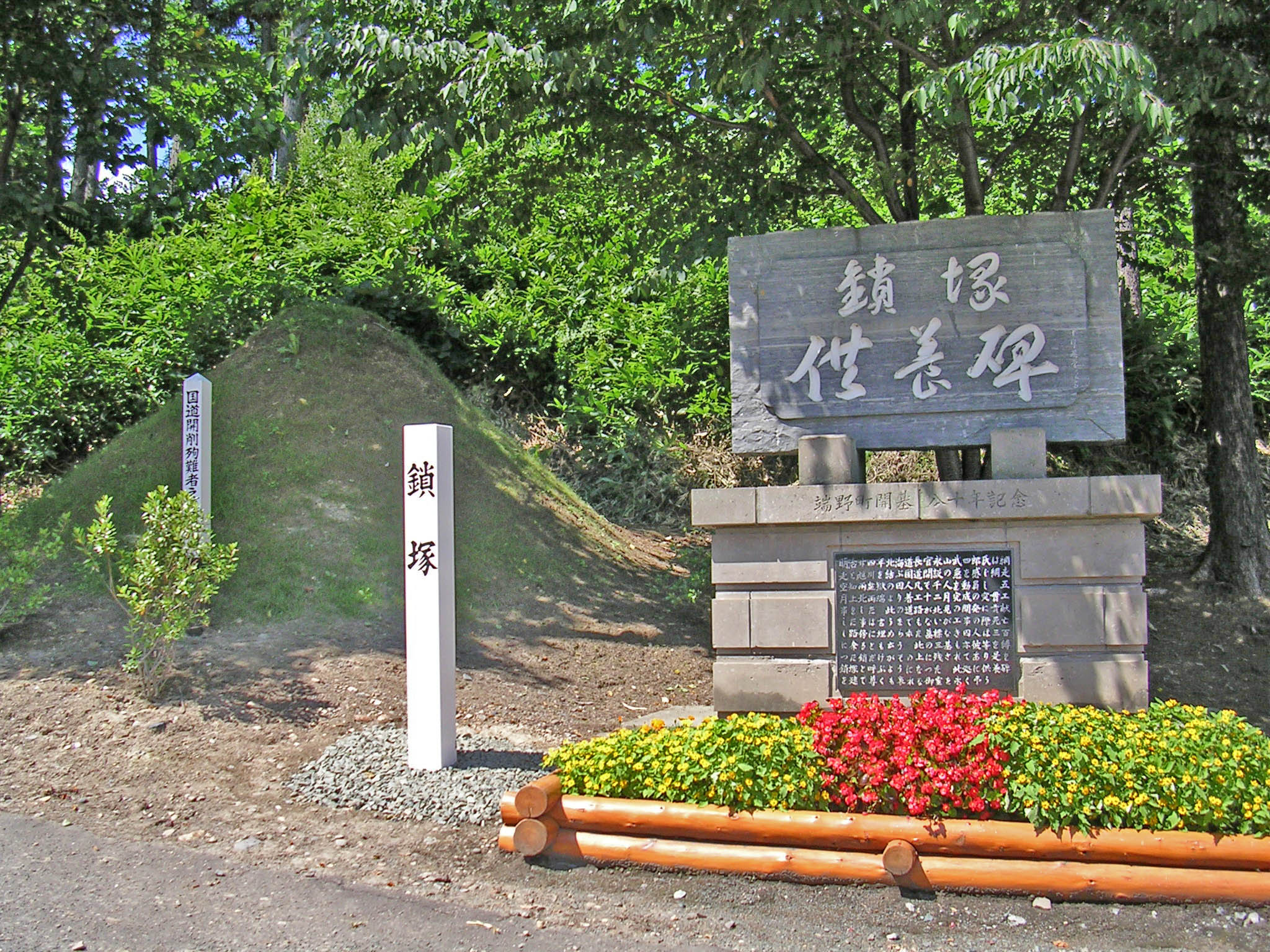
鎖塚（2007年8月）
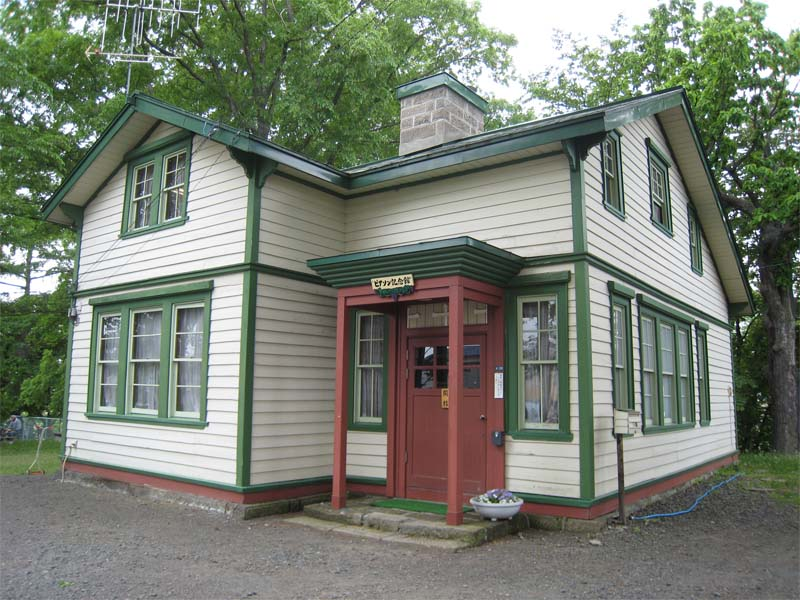
ピアソン記念館（2007年6月）
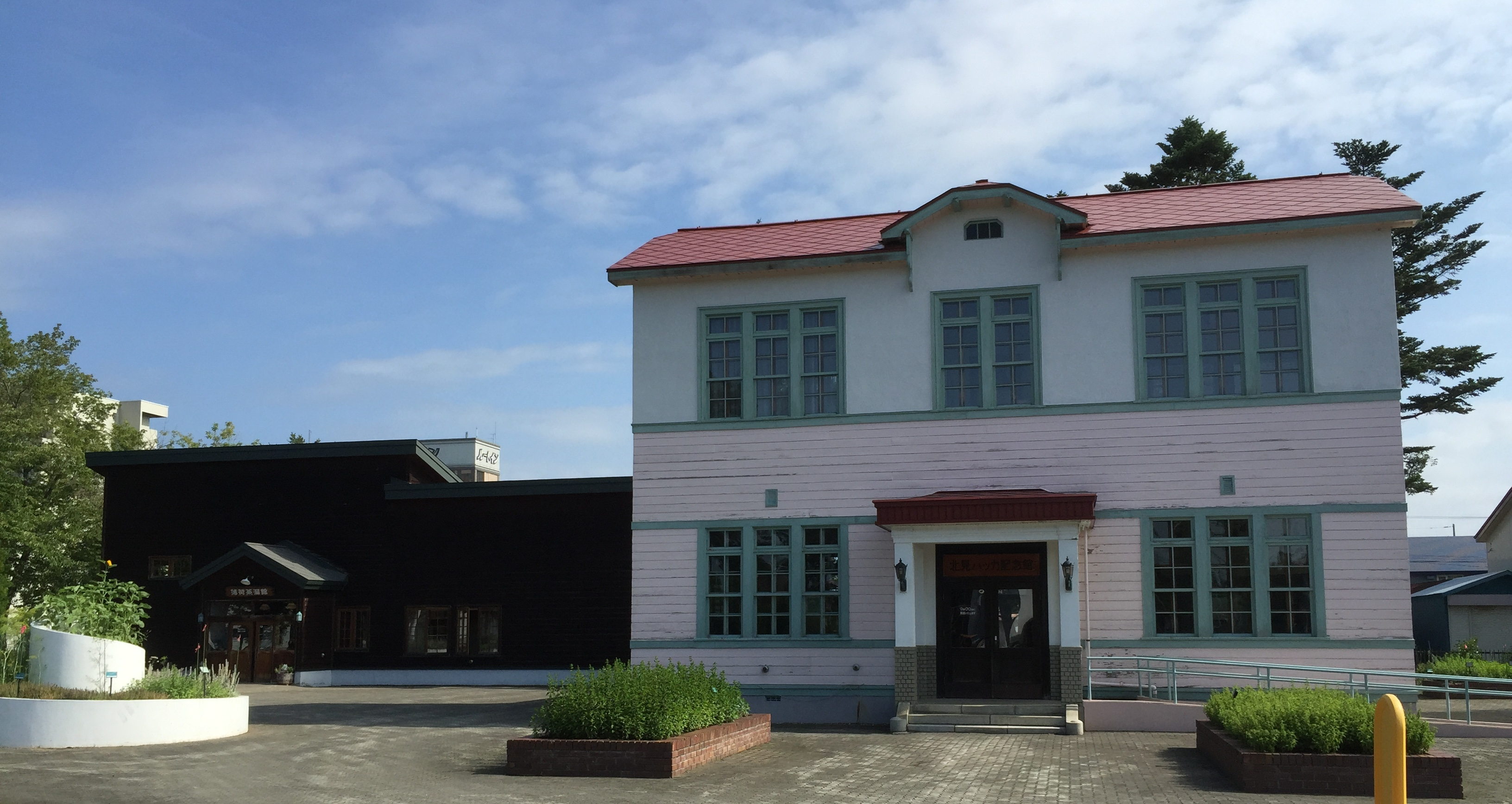
薄荷蒸溜館（左）と北見ハッカ記念館（右）（2015年8月）

### 名所･旧跡
オホーツク海沿岸の遺跡群
常呂遺跡は、縄文時代・続縄文時代・擦文時代・オホーツク文化・アイヌ文化に渡る遺跡であり、先史オホーツク海沿岸の狩猟採集社会を残している。2007年（平成19年）に北見市は標津遺跡群のある標津町・北海道とともに「北海道東部に窪みで残る大規模竪穴住居跡群」の名称で世界文化遺産暫定一覧表に記載する提案を文化庁に行い、記載に値する候補と位置づけられた。

### 観光スポット
北見自治区
- 野付牛公園
  - 北網圏北見文化センター
- ピアソン記念館
- 北見ハッカ記念館・薄荷蒸溜館
- 香りゃんせ公園
- 南丘森林公園
- フラワーパラダイス
- きたみファミリーランド・北見若松市民スキー場
- 北見自然休養村センター
- 北見ハーブヒルゴルフクラブ
- 北見市仁頃はっか公園
  - ハッカ御殿
- 北見田園空間情報センター（にっころ）
- 北見カントリークラブ
- 美里洞窟（鍾乳洞遺跡）[84]
- 富里湖森林公園

端野自治区
- 端野町歴史民俗資料館
- のんたの湯
- ノーザンアークリゾート
- オホーツクの森
- 森と木の里

常呂自治区
- サロマ湖
- ワッカ原生花園
  - ワッカネイチャーセンター
- ところ遺跡の森
  - ところ遺跡の館
  - ところ埋蔵文化財センター「どきどき」
- 常呂町手工芸の館
- 常呂森林公園
  - 百年記念塔

留辺蘂自治区
- 北見温泉（ポン湯）
- おんねゆ温泉つつじ公園
- 道の駅おんねゆ温泉
  - 「果夢林（かむりん）」（高さ20 mの世界一大きい鳩時計）
  - 「果夢林の館（かむりんの館）」
- 山の水族館
- 北きつね牧場
- 温根湯温泉
- 武華駅逓（留辺蘂町開拓資料館）
- 滝の湯温泉
- 塩別温泉
- 創造の森
- 北見富士カートサーキット

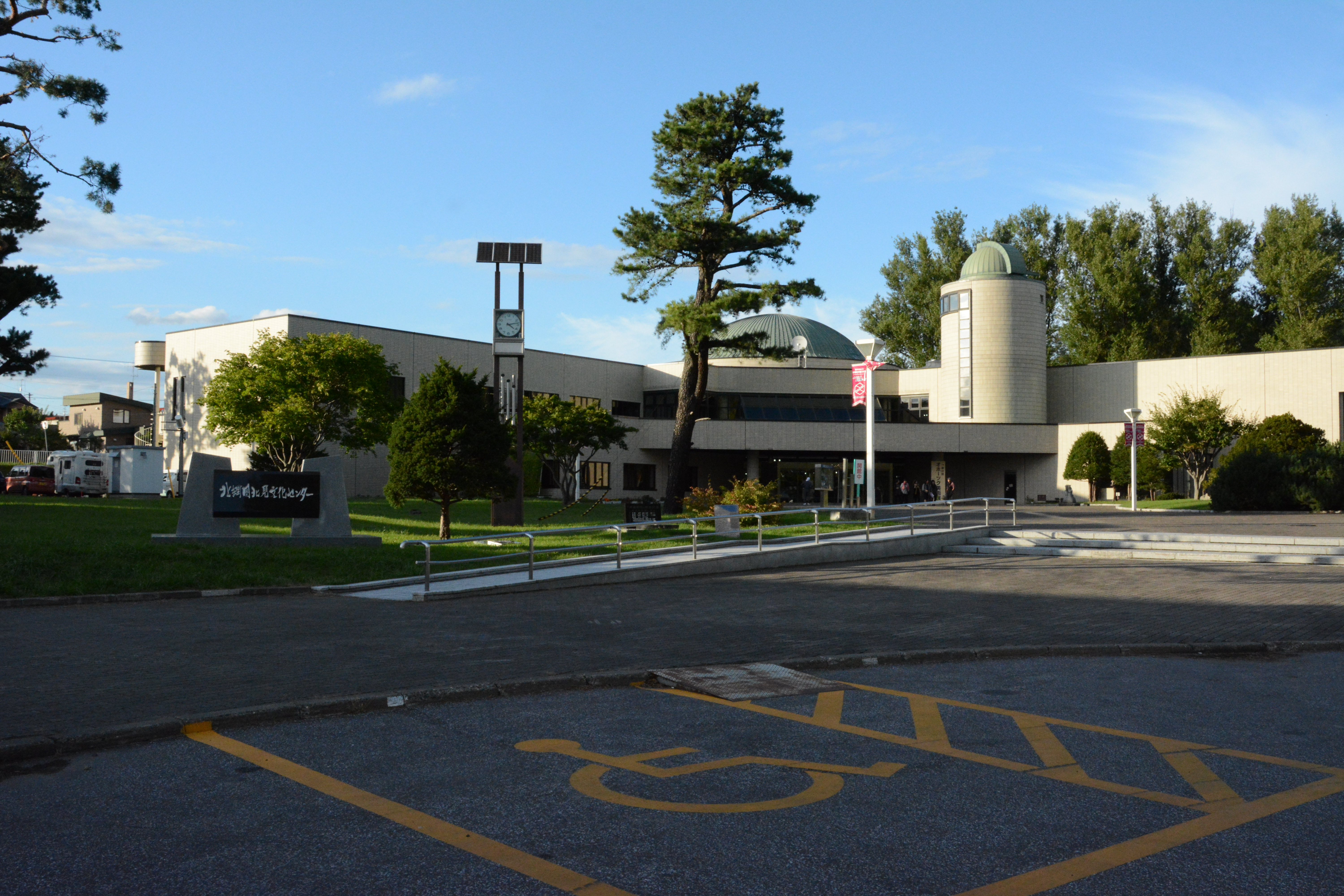
北網圏北見文化センター（2013年9月）
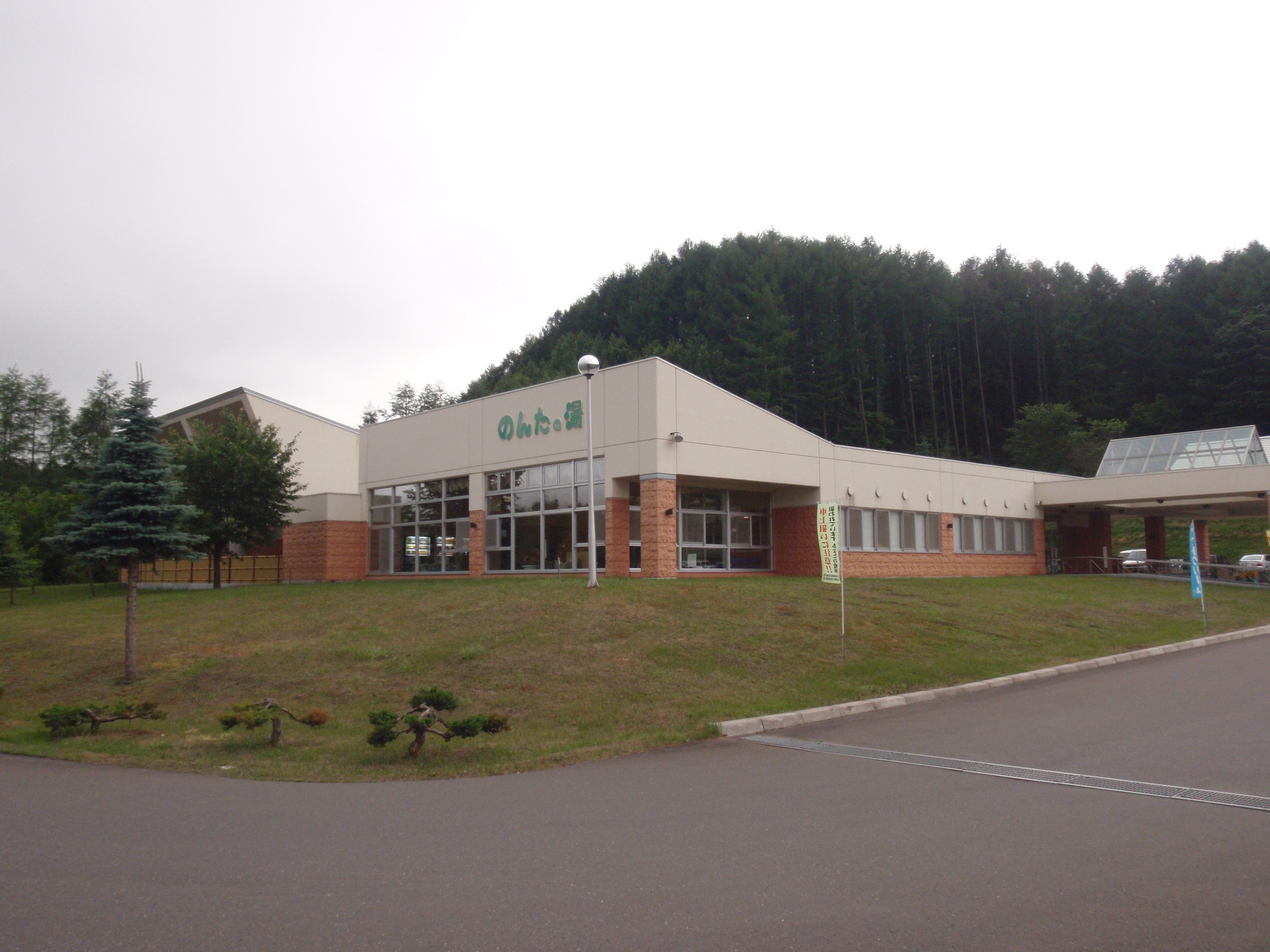
端野温泉 のんたの湯（2011年7月）
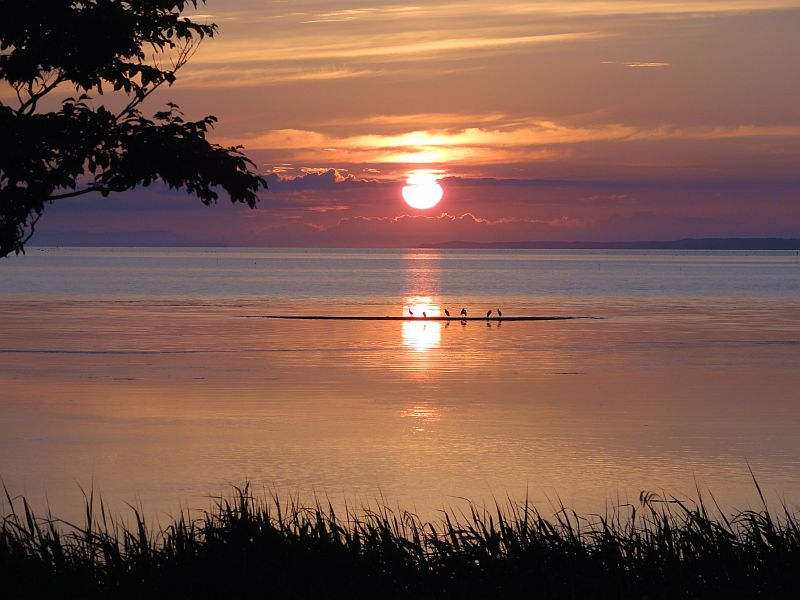
北見市常呂町から眺めたサロマ湖奥に沈む夕日（2010年7月）
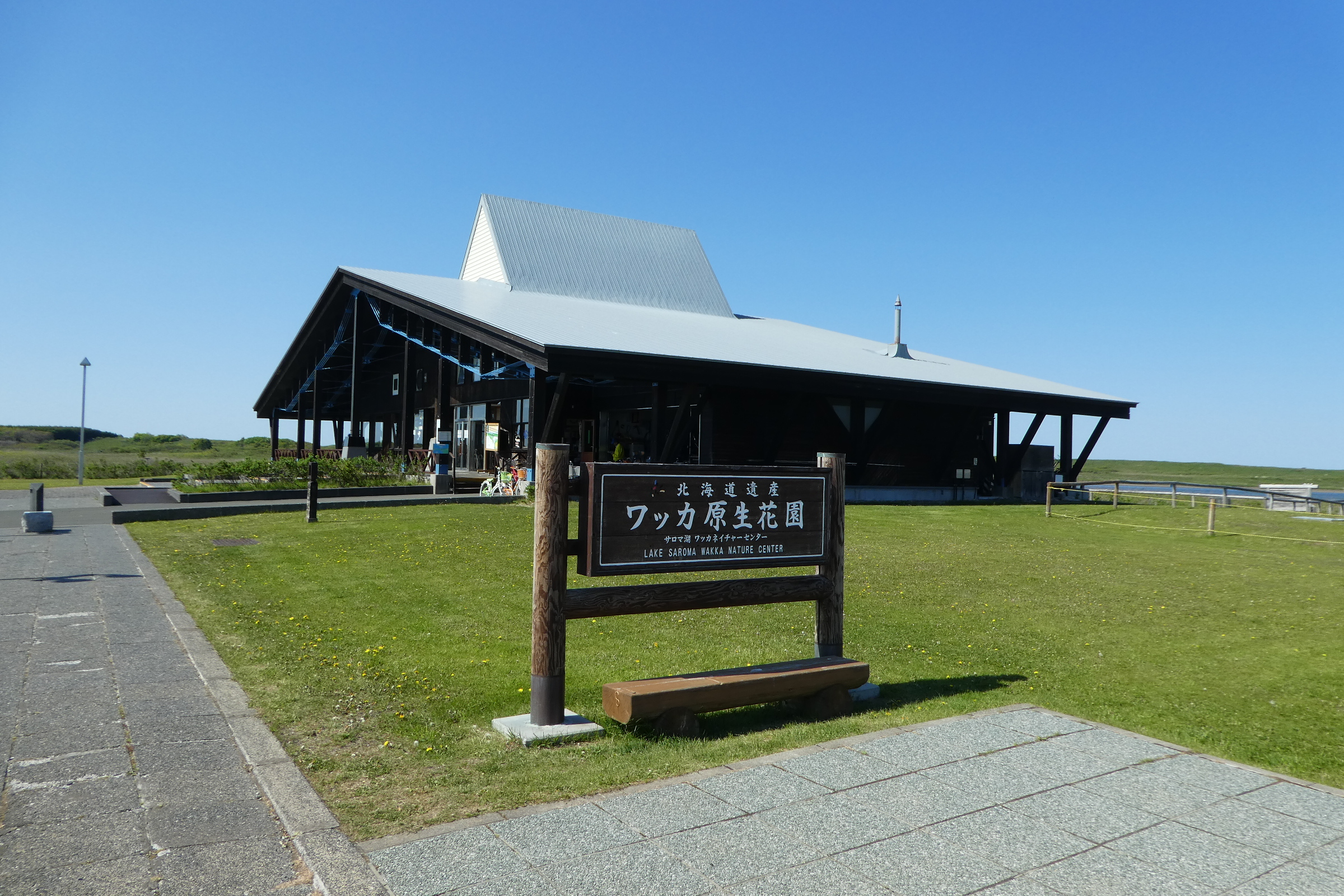
ワッカネイチャーセンター（2018年5月）
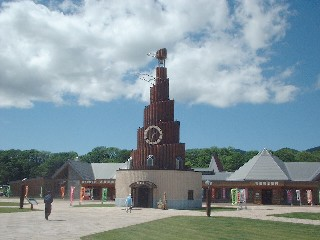
鳩時計「果夢林（かむりん）」（2004年6月）
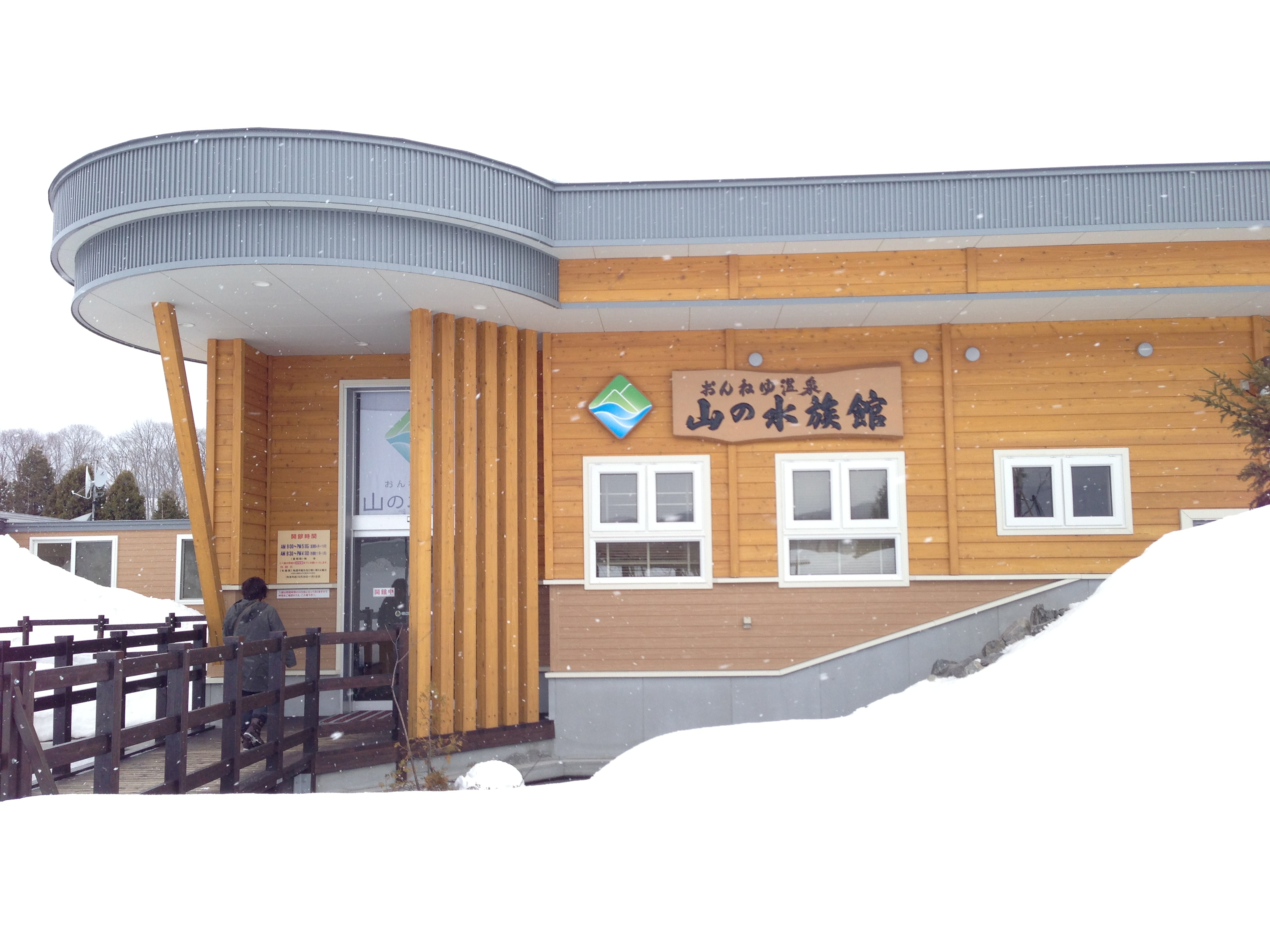
山の水族館（2013年2月）
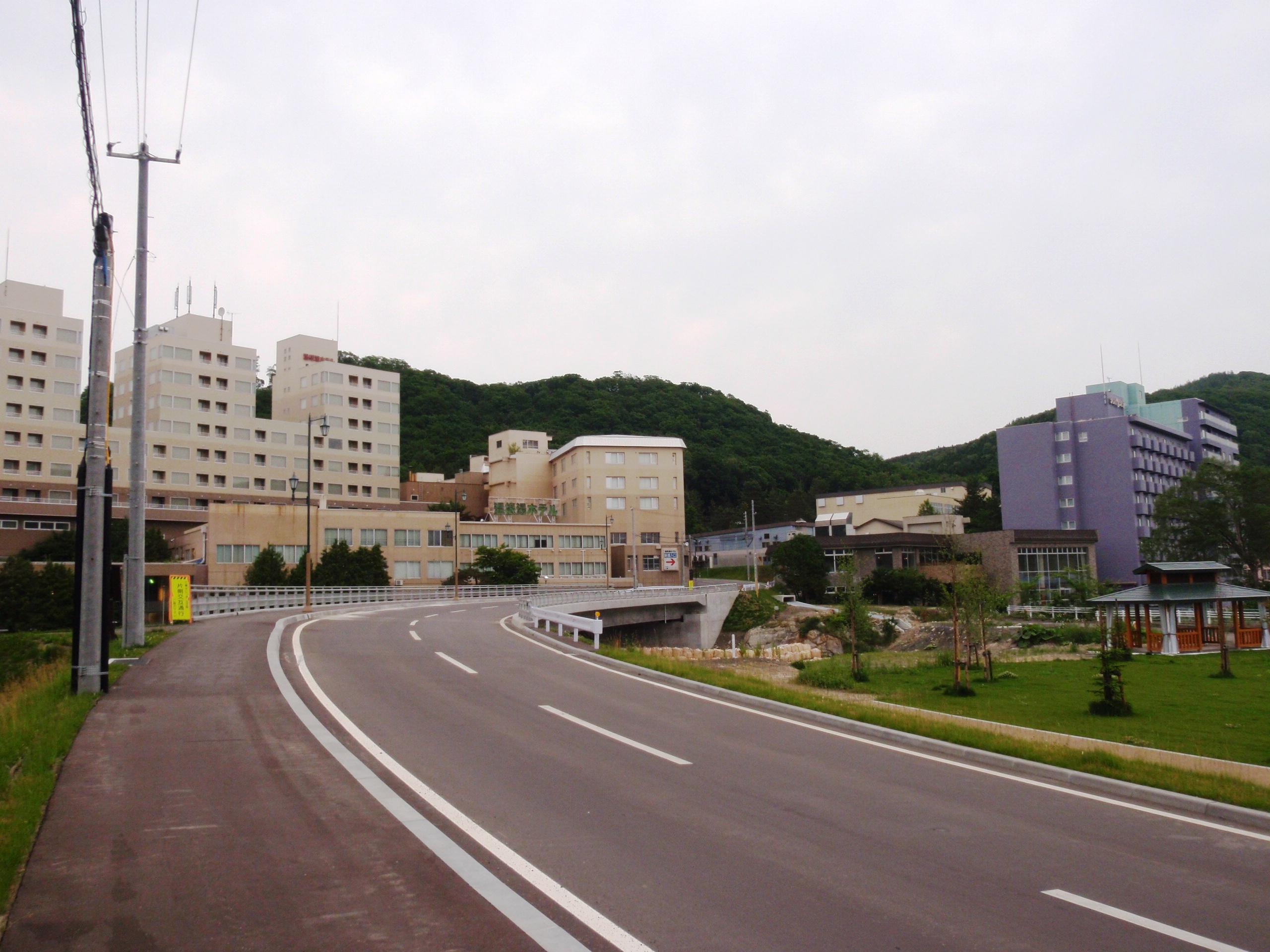
おんねゆ温泉郷（2011年7月）

## 文化･名物

### 祭事･催事
- 北見厳寒の焼き肉まつり（2月上旬）
- 北見冬まつり（2月上旬）[85]
- ハッカの大地北見ツーデーマーチ（でっかいどうオホーツクマーチの北見ステージ。6月上旬）
- サロマ湖100キロウルトラマラソン（6月最終日曜日）
- 北見ぼんちまつり（7月中旬）
- インターナショナルオホーツクサイクリング（7月中旬）[86]
- おんねゆ温泉まつり（8月上旬）
- たんの太陽まつり（8月中旬）
- たんのカレーライスマラソン（9月中旬）
- きたみ菊まつり・北見オクトーバーフェスト（10月中旬から11月上旬）
- がんばろう北見応援ホワイトイルミネーション(12月上旬から1月下旬)

### 名産･特産
北見は玉ねぎの生産量・出荷量が日本一であり、オニオンスープ・ふりかけなどの各種加工品がある。
かつて世界生産のおよそ70%を占めていた「北見のハッカ」は油・オーガニック化粧品・食品・雑貨などの製品やハーブ製品を販売している。
端野ではチコリ（チコリー）を生産している。
常呂はホタテの水揚げ量が日本有数の地かつ「ホタテ養殖発祥の地」であり、干貝柱やくん油漬などの水産加工製品がある。
留辺蘂はインゲンマメの一種である白花豆の生産量が日本一となっており、甘納豆は特産品となっている。また、木工のまちとして栄えたことを活かした木工加工品や木工クラフトを販売している。
オホーツクビールは北海道内初の地ビールで、1994年（平成6年）の酒税法改正に伴い日本国内で最初にビール製造免許申請を行い、同年12月にエチゴビール（新潟市）とともに免許取得第1号となった。
また、北見市内には焼き肉店が多く、人口1人当たりの店舗の多さは日本一とも言われている。毎年2月には「北見の焼き肉文化をPRしよう」と転勤族の発案から始まった『北見厳寒の焼き肉まつり』を真冬の屋外で開催している。
2007年（平成19年）には、旅行雑誌『北海道じゃらん』の提唱によりご当地グルメ「オホーツク北見塩やきそば」が誕生、『B-1グランプリ』にも参加している。「オホーツク北見塩やきそば応塩隊」は「ご当地グルメでまちおこし団体連絡協議会」（愛Bリーグ）に加盟している。

### スポーツ
1985年（昭和60年）に旧北見市が明治大学ラグビー部の合宿を誘致したことをきっかけにラグビーをはじめとした各種スポーツ合宿事業に積極的に取り組んでいる。また、近隣市町村と連携したオホーツク地域の活性化策として、道内外より多くのアスリートが集まるスポーツ振興を行っている。
旧常呂町はカーリングが盛んな地域であり、多くのオリンピック選手を輩出している。1980年（昭和55年）に北海道とカナダ・アルバータ州とのスポーツ交流事業が十勝の池田町で開催され、そこで紹介されたカーリングを常呂町からの参加者が帰町後に手作りの用具で始めたことから広まり、同年には常呂町カーリング協会を設立。1981年（昭和56年）には専用リンクを造り第1回『NHK杯カーリング選手権大会』を開催し、1988年（昭和63年）には日本国内初となるカーリング専用ホール「常呂町カーリングホール」がオープン。1989年（平成元年）には『第44回国民体育大会』（はまなす国体）デモンストレーション競技として「カーリング競技」を開催した。1998年（平成10年）の『長野オリンピック』でカーリングが正式種目に採用されると、日本代表選手に当時人口5,000人の旧常呂町から5人選ばれたことが話題となった。2013年（平成25年）には世界カーリング連盟の定める国際基準を満たす施設「アドヴィックス常呂カーリングホール」（北見市常呂町カーリングホール）がオープンした。

## 北見市を舞台とした作品

### 映画
- 『シムソンズ』（2006年）
- 『風の色』（2018年）

### 漫画
アニメ化された作品名には、後ろに☆を付した。
- 『CHANGE THE WORLD』（田川とまた）
- 『道産子ギャルはなまらめんこい』☆（伊科田海）
- 『ひとりぼっちで恋をしてみた』（田川とまた）[97]

## 出身･関連著名人
※50音順

### 出身人物

#### 政治・経済
- 宇野治（元衆議院議員）
- 加藤修一（元参議院議員）
- 高島温厚（元小清水町長・元教師）
- 小谷毎彦（元北見市長・元北海道議会議員・元北見市議会議員）
- 小山健一（元北見市長）
- 櫻田真人（元北見市長・元北見市議会議員）
- 髙橋洋一（タカハシ代表取締役社長）
- 辻直孝（北見市長）
- 寺前武雄（元北見市長・元北見市議会議員）
- 名塩良一郎（ナシオ代表取締役会長）
- 船橋利実（参議院議員・元衆議院議員・元北海道議会議員・元北見市議会議員）
- 松田昌士（東日本旅客鉄道（JR東日本）相談役）
- 水元尚也（オホーツクビール代表取締役社長（初代））

#### 学術・文芸
- 浅羽良昌（経済学者）
- あや秀夫（漫画家）
- 一路晃司（ホラー作家）
- 伊東岳彦（漫画家）
- 伊藤哲寛（精神科医）
- 伊藤誠（漫画家）
- 内山ユニコ（画家・イラストレーター）
- 大沼邦博（法学者。関西大学教授）
- 小川一乗（仏教学者。大谷大学名誉教授）
- 加藤文（作家）
- 加藤正人（森林学者。信州大学教授）
- 金谷武洋（言語学者（言語類型論））
- 茅薙隆裕（漫画家）
- 合田浩章（アニメーター、キャラクターデザイナー、作画監督）
- 斉藤美彦（経済学者）
- 佐藤茂行（経済学者。北海道大学名誉教授。北海道武蔵女子短期大学名誉教授）
- 佐藤鉄男（法学者）
- 柴川林也（経営学者。一橋大学名誉教授）
- 柴田三雄（写真家）
- 柴田ヨクサル（漫画家）
- 杉野昭夫（アニメーター、作画監督）
- たなかかなこ（漫画家）
- 永井哲男（弁護士。元衆議院議員）
- 西垣内堅佑（弁護士）
- 長谷川知子（画家・絵本作家）
- 松岡健一（工学者。元室蘭工業大学学長）
- 村越潔（考古学者）
- 伊科田海（漫画家）

#### 芸能・マスコミ
- 浅井のぶ（旧称浅井修平。シンガーソングライター）
- 浅野祥之（ギタリスト）
- 安達祐子（フリーアナウンサー・北見観光大使）
- 亜矢（歌手）
- 安藤まり子（歌手）
- 伊東さな（タレント）
- 岩松祐輝（俳優）
- オーノキヨフミ（シンガーソングライター）
- 加藤シーナ（グラビアアイドル）
- 3代目神田山陽（講談師）
- 菊地亜美（タレント。元アイドリング!!!メンバー）
- 喜多丘千陽（声優）
- 工藤忠幸（シンガーソングライター）
- クハラカズユキ（ドラマー）
- 此下弘美（元アナウンサー）
- 酒井由紀子（ピアニスト・シンガーソングライター）
- 沢田亜矢子（女優・歌手）
- 澤向要進（俳優）
- 柴田直人（ミュージシャン。ANTHEMリーダー）
- 俊（元GHOSTY BLOWドラマー）
- 橘家富蔵（落語家）
- CHAME（ミュージシャン）
- 土田玲央（声優）
- デビル佐々木（タレント）
- 富樫美鈴（声優）
- どさんこ室田（俳優・芸人）
- 外山高士（俳優・声優）
- はるの（元タレント）
- 平野由希（元タレント）
- 古家正亨（ラジオDJ）
- HOKT（ヒップポップミュージシャン）
- Whiteberry（ガールズバンド）
  - 稲月彩
  - 川村恵里加
  - 長谷川ゆかり
  - 前田由紀（yukki）
  - 水沢里美
- 丸山礼（ものまねタレント）
- Miz（歌手）
- MINNIE（歌手）
- やおたくや（パスピエドラマー）
- 山内麻里子（ミュージシャン。映画監督）
- 山内要一（北海道放送（HBC）アナウンサー）
- 山田隆（プロレス記者・評論家）
- 渡辺健太（NHKアナウンサー）

#### スポーツ
- 荒正義（プロ雀士）
- 板根茜弥（女子競輪選手）
- 上村邦夫（囲碁棋士）
- 黒田能弘（元プロ野球選手）
- 乾龍初太郎（元力士）
- 近藤太郎（スピードスケート選手）
- 高瀬証（サッカー選手）
- 高瀬愛実（女子サッカー選手）
- 土谷翼（プロボウラー）
- 奈良竜樹（サッカー選手）
- 畠山昌人（プロボクサー）
- 古谷拓哉（元プロ野球選手）
- 森田淳悟（元バレーボール選手。指導者）
- 李在炅（プロレスラー）
- 渡辺えりか（元女子プロレスラー）

カーリング
※（）内は出場したオリンピック
- 近江谷杏菜（バンクーバー）
- 近江谷好幸（長野）
- 小笠原歩（ソルトレイク、トリノ、ソチ）
- 小野寺佳歩（ソチ）
- 佐藤浩（長野）
- 鈴木夕湖（ピョンチャン、北京）
- 関和章子（長野、ソルトレイク）
- 敦賀信人（長野）
- 平田洸介（ピョンチャン）
- 藤澤五月（ピョンチャン、北京）
- 船山弓枝（ソルトレイク、トリノ、ソチ）
- 小仲美香（ソルトレイク）
- 三村容子（長野）
- 本橋麻里（トリノ、バンクーバー、ピョンチャン）
- 吉田知那美（ソチ、ピョンチャン、北京）
- 吉田夕梨花（ピョンチャン、北京）

### ゆかりの人物
- 芳川隆一（当時NHK札幌放送局アナウンサー）2019年12月、北海道オホーツク総合振興局の北見市周辺で人気の食べ物「たまコロ」をテレビで紹介した。
- 穂村弘（歌人。父親が北見市出身。父方の曽祖父が屯田兵として現在の北見市内に入植）

## 参考資料
- “北見市紋章”. 北見市例規集.   北見市 (2006年). 2015年6月24日閲覧。
- “北見市旗”. 北見市例規集.   北見市 (2006年). 2015年6月24日閲覧。
- “北見市自治区設置条例”. 北見市例規集.   北見市 (2006年). 2015年6月23日閲覧。
- “北見市自治区設置条例施行規則”. 北見市例規集.   北見市 (2006年). 2015年6月23日閲覧。
- “北見市勢要覧” (PDF).   北見市 (2014年). 2015年6月29日時点のオリジナルよりアーカイブ。2015年6月23日閲覧。
- “北見公共施設白書” (PDF).   北見市 (2015年). 2015年6月23日閲覧。
- “北見市観光テキスト”.   北見市観光協会連絡協議会・北見市観光協会 (2014年). 2015年6月25日閲覧。